# Star Trek: Deep Space Nine
Star Trek: Deep Space Nine ist eine US-amerikanische Science-Fiction-Fernsehserie, die in den Jahren 1993 bis 1999 erstausgestrahlt wurde. Sie ist ein Ableger der Fernsehserie Raumschiff Enterprise – Das nächste Jahrhundert, deren kommerzieller Erfolg ausschlaggebend für ihre Entstehung war. Sie ist chronologisch betrachtet die vierte Fernsehserie, die im fiktiven Star-Trek-Universum spielt. Wesentlichen Anteil an der Entwicklung der Serie hatte Ira Steven Behr, der ab der dritten Staffel der Showrunner war. In Fan-Kreisen wird die Serie mit DS9 abgekürzt.
In insgesamt 176 Episoden, die über sieben Staffeln verteilt sind, erzählt Deep Space Nine von den Geschehnissen, in die vor allem Besatzung, Bewohner und Besucher der gleichnamigen, in der Milchstraße gelegenen Raumstation involviert sind. Die Serie handelt zu einem wesentlichen Teil von einem Konflikt zwischen der Vereinten Föderation der Planeten und dem von Formwandlern geführten Dominion-Imperium. Der Konflikt spitzt sich im Laufe der Staffeln zu und eskaliert zu einem interstellaren Krieg, der in den letzten beiden Staffeln thematisiert wird.
Von den anderen Star-Trek-Produktionen unterscheidet sich Deep Space Nine vor allem durch die Abkehr von einem Raumschiff als Hauptschauplatz der Handlung. Charakteristisch für die Serie sind zudem regelmäßigere Diskussionen des Star-Trek-typischen Ideals einer friedvollen und kriegsfreien Zukunft, eine düsterere und konfliktreichere Atmosphäre, der ernstere Umgang mit Religion, eine Vielzahl wiederkehrender Nebenfiguren sowie die im Serienverlauf verstärkt episodenübergreifend geprägte Handlung. Die erzählten Geschichten weisen beabsichtigte Parallelen unter anderem zu globalen politischen Konflikten der 1990er Jahre und zum Nationalsozialismus auf.
In den Vereinigten Staaten war die Serie für die ausstrahlenden Fernsehsender trotz fallender Zuschauerzahlen ein Erfolg. Im deutschsprachigen Raum wurde sie, mit Ausnahme des Pilotfilms, nur im Nachmittagsprogramm erstausgestrahlt und erfuhr außerhalb von Fan-Kreisen wenig Beachtung. Sie erhielt neben anderen Auszeichnungen 32 Nominierungen und vier Prämierungen für den Emmy Award. Sie wurde, wie auch die anderen Star-Trek-Serien, für zahlreiche Merchandising-Produkte adaptiert, darunter Romane, Comics und Spielzeug, und trug damit die Begeisterungswelle für Star Trek in den 1990er Jahren. Der neuere Teil der über 80 Romane setzt die Handlung der Fernsehserie nach ihrem Ende fort, teilweise als Crossover mit anderen Star-Trek-Romanreihen.

## Handlung
Siehe Hauptartikel: Staffeln 1, 2, 3, 4, 5, 6, 7

### Überblick
| \| Staffel \| Sternzeit \| Jahr \| \| ------- \| --------- \| ---- \| \| 1 \| 46XXX \| 2369 \| \| 2 \| 47XXX \| 2370 \| \| 3 \| 48XXX \| 2371 \| \| 4 \| 49XXX \| 2372 \| \| 5 \| 50XXX \| 2373 \| \| 6 \| 51XXX \| 2374 \| \| 7 \| 52XXX \| 2375 \| Die erste, aus zwei Ziffern bestehende Zahl der Sternzeit erhöht sich pro Staffel bzw. Jahr um 1. |           |      |
| Staffel | Sternzeit | Jahr |
| 1 | 46XXX     | 2369 |
| 2 | 47XXX     | 2370 |
| 3 | 48XXX     | 2371 |
| 4 | 49XXX     | 2372 |
| 5 | 50XXX     | 2373 |
| 6 | 51XXX     | 2374 |
| 7 | 52XXX     | 2375 |

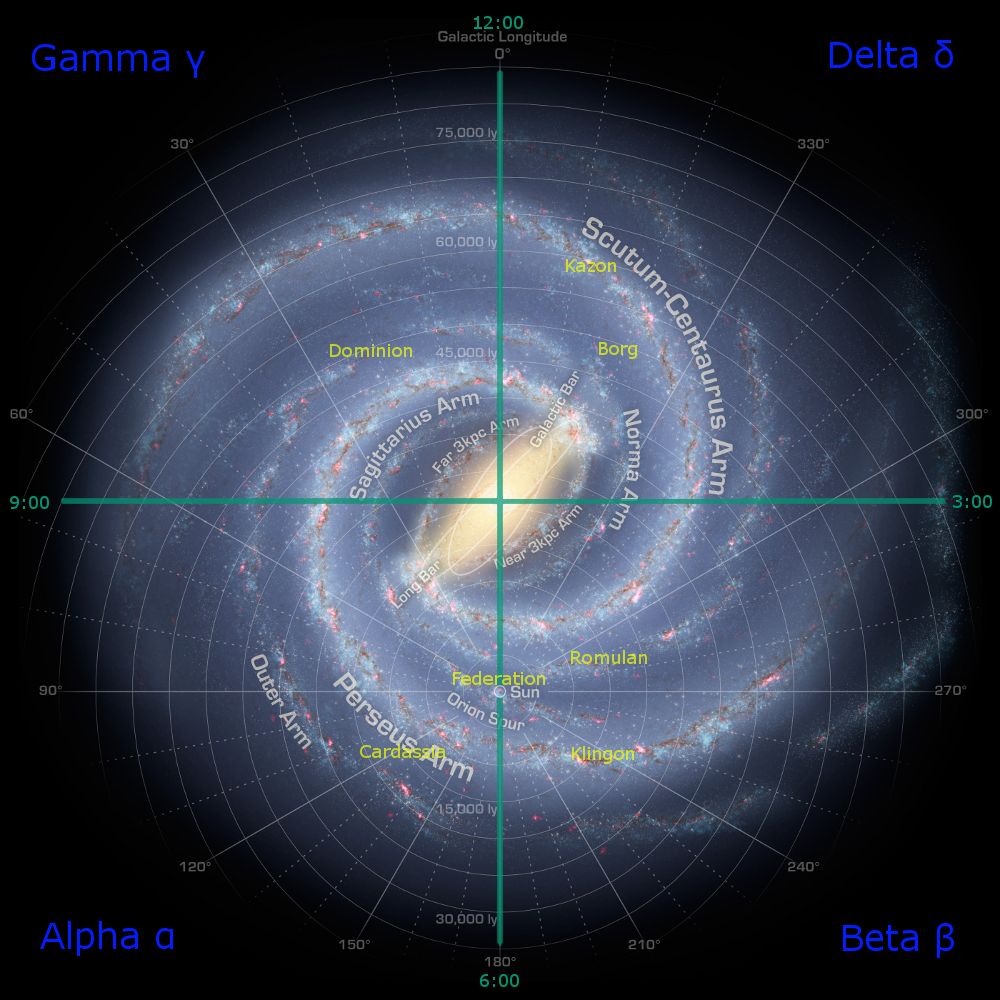
Milchstraße, aufgeteilt in Quadranten

Die Handlung baut auf den vorherigen Star-Trek-Produktionen auf. Im 24. Jahrhundert gehört eine Vielzahl von Planeten zur Vereinten Föderation der Planeten, einer von den Menschen im 22. Jahrhundert mitgegründeten und von der Erde aus regierten Allianz. Die Planeten befinden sich im Alpha- und im Beta-Quadranten, deren gemeinsame Grenze durch die Milchstraße verläuft. Die Sternenflotte dient der Föderation zur Erforschung des Alls, wird aber auch zur Verteidigung genutzt. Nicht zur Föderation gehören unter anderem die Klingonen, die Romulaner, die Ferengi, die Cardassianer und die Bajoraner. Die Cardassianer, mit denen die Föderation im Jahr 2367 nach langjährigem Krieg ein Waffenstillstandsabkommen vereinbart hat, plündern schon seit Jahrzehnten die Rohstoffe des Planeten Bajor und unterdrücken dessen Bewohner gewaltsam.
Innerhalb der Hauptzeitleiste von Star Trek beginnt die Handlung von Deep Space Nine, Rückblenden unberücksichtigt, im Jahr 2369 und damit während der Handlung der sechsten Staffel von Raumschiff Enterprise – Das nächste Jahrhundert. Sie spielt im Zeitraum bis ins Jahr 2375. Eine in der Serie übliche Zeitmessgröße ist die Sternzeit. Sie wird nur in einem Teil der Episoden und meist im Rahmen von Einträgen in das Computerlogbuch genannt, mit denen eine der Hauptfiguren – allen voran Benjamin Sisko – als Erzähler den Zuschauer informiert.
Im Vorspann gleitet die Kamera durch einen Kometenschweif und nähert sich, passiert von entgegenkommenden Runabouts, der Raumstation Deep Space Nine, die sie anschließend umkreist. Die Raumstation ist bei der Draufsicht kreisrund und besteht aus einem mittigen, runden Element, das die Kommandozentrale und das Promenadendeck beinhaltet und mit zwei es umschließenden Ringen verbunden ist, nämlich dem für Wohnquartiere vorgesehenen Habitatring und dem Andockring, an dem Raumschiffe anlegen können. Letzterer besitzt je drei obere und untere, nach innen hin gekrümmte Pylonen. Der Vorspann endet – mit Ausnahme des Pilotfilms – in den Episoden der ersten drei Staffeln damit, dass ein weiteres der Runabouts, die der Stationsbesatzung zum Überwinden großer Distanzen dienen, in das nahe gelegene, sich öffnende Wurmloch fliegt. Ab der vierten Staffel sieht der Zuschauer stattdessen das in der dritten Staffel neu eingeführte Raumschiff U.S.S. Defiant zum Wurmloch fliegen.

### Pilotfilm
Im Jahr 2369 endet die Okkupation der Cardassianer über die Bajoraner, auch als Folge andauernden bajoranischen Widerstands. Dabei ziehen sich die bisherigen Besatzer von der nahe Bajor gelegenen cardassianischen Raumstation Terok Nor zurück, auf der sie zuvor unter Einsatz bajoranischer Zwangsarbeiter Erzaufbereitung betrieben. Um politische Stabilität in dieser Gegend des Universums zu sichern und den Bajoranern bei der Schaffung der Voraussetzungen für den Beitritt zur Föderation zu helfen, bezieht die Sternenflotte die Station, die von da an Deep Space Nine heißt und von den beiden Regierungen kooperativ geführt wird. Das Kommando erhält der Sternenflottenoffizier Benjamin Sisko, erste Offizierin und zugleich Verbindungsoffizierin des bajoranischen Militärs zur Sternenflotte wird die Bajoranerin Kira Nerys. Weil sich die religiöse Führerin Kai Opaka des untereinander zerstrittenen bajoranischen Volkes erhofft, die Bajoraner miteinander zu vereinigen, wird Sisko dazu auserkoren, entsprechend einer lange währenden bajoranischen Prophezeiung als „Abgesandter“ (englisch Emissary) den „Himmelstempel“ zu entdecken. Wenig später entdeckt Sisko mithilfe seiner Crew in der Nähe von Bajor ein künstliches, stabiles Wurmloch, das zeitsparendes Reisen in eine 70.000 Lichtjahre entfernte Gegend des bislang kaum erforschten Gamma-Quadranten ermöglicht. Das Wurmloch beziehungsweise der Himmelstempel wird von Wesen bewohnt, die abseits räumlicher und zeitlicher Existenz leben und die von den Bajoranern als die Propheten verehrt werden. Nachdem Sisko die Wesen im Wurmloch davon überzeugt hat, dass die Föderation keine bösen Absichten hat, gewähren sie allen Raumschiffen freies Geleit durch das Wurmloch.

### Politische und religiöse Machtkämpfe
In einem Teil der Episoden der ersten drei Staffeln stehen die politischen und religiösen Konflikte zwischen der Föderation, den Bajoranern und den Cardassianern im Mittelpunkt der Handlung. Nachdem die bajoranische Kai, die religiöse Führerin ihres Volkes, amtsunfähig geworden ist, vergrößert sich das Machtvakuum auf dem Planeten. Dies ausnutzend versucht die intrigante, orthodoxe Bajoranerin Winn, mit einem Mordanschlag einen ihrer Konkurrenten um die Führungsnachfolge zu beseitigen. Ebenfalls, um Macht zu gewinnen, unterstützt sie zu Beginn des Jahres 2370 eine von den Cardassianern beeinflusste, bajoranische Fundamentalistengruppe, die die Föderation von Deep Space Nine vertreiben möchte. Durch die Bemühungen der Föderation und der Bajoraner hat dies keinen dauerhaften Erfolg. Durch den freiwilligen Verzicht ihres Mitbewerbers, Bareil, wird sie später doch zur Kai gewählt. Dennoch gelingt es Bareil im Jahr 2371, die cardassianische Regierung zu einem Friedensvertrag mit Bajor zu bewegen. Jedoch versucht der cardassianische Geheimdienst, der Obsidianische Orden, durch Sabotage das Fortbestehen des Friedensvertrages zu verhindern. Er hat damit aber keinen Erfolg. Nach dem plötzlichen Tod des bajoranischen Premierministers ist Kai Winn zwischenzeitlich Regierungschefin geworden und riskiert dabei zur Festigung ihrer Macht einen Bürgerkrieg. Jedoch kandidiert sie aus Furcht vor dem Publikwerden ihres Verhaltens nicht bei den Neuwahlen.
In sechs weiteren Episoden der Staffeln 2 bis 5 steht die Konfrontation der Föderation mit dem Maquis im Zentrum der Handlung. Diese von Siedlern getragene und teils aus abtrünnigen Föderationsmitgliedern bestehende Widerstandsbewegung richtet sich gegen die cardassianische Herrschaft über ehemalige Föderationskolonien, die im Grenzstreifen beider Welten liegen und im Sinne von dessen Begradigung laut Vertrag nunmehr den Cardassianern zugefallen sind. Er wurde bereits in Star Trek: Das nächste Jahrhundert (TNG) eingeführt. Der Maquis kämpft deshalb, unter anderem mit terroristischen Aktionen, sowohl gegen die Föderation als auch gegen Cardassia. Dadurch gerät der Friedensschluss zwischen den beiden Mächten am Ende des Jahres 2370 zunehmend in Gefahr. Zwei Jahre später desertiert der bislang auf Deep Space Nine stationierte Sternenflottenoffizier Michael Eddington zum Maquis. Er lässt die Atmosphären zweier cardassianischer Planeten vergiften, um sie für Cardassianer unbewohnbar zu machen. Indem Sisko im Gegenzug damit beginnt, von Maquis-Kolonisten bewohnte Planeten zu vergiften, zwingt er Eddington dazu, sich Sisko zu stellen. Im Jahr 2373 wird der Maquis nach anhaltenden Kämpfen durch das Dominion weitgehend vernichtet.

### Bedrohung durch das Dominion
Nach der Entdeckung des Wurmlochs kommt es beiderseits der Passage zunehmend zu Kontakten der Stationsbesatzung mit Vertretern bislang fremder Spezies aus dem Gamma-Quadranten. Am Ende des Jahres 2370 (in der finalen Episode der zweiten Staffel) treffen Stationsbewohner im Gamma-Quadranten auch auf Mitglieder des Dominion. Das Dominion, zu dem auch die kriegerischen Jem’Hadar gehören, betrachtet das Eindringen in sein Territorium als feindseligen Akt durch die Föderation bzw. durch die Mächte des Alpha-Quadranten. Um die Gründer, die das Dominion anführen, zu suchen und davon zu überzeugen, dass die Föderation keine Gefahr für sie darstellt, erhält Sisko anschließend das Kommando über das Kriegsraumschiff Defiant, das mit einer Tarnvorrichtung ausgestattet ist. Die durch den zur Stationsbesatzung gehörigen Formwandler Odo maßgeblich vorangetriebene Suche ergibt, dass es sich bei den Gründern ebenfalls um Formwandler handelt, die sich selbst als „Gründer“ bezeichnen. Um ihre ungefährdete Existenz zu sichern und um Ordnung im Universum zu schaffen, begannen die Gründer einst, die anderen Bewohner eines Teils des Gamma-Quadranten zu unterwerfen. Die Konfrontation der Stationsbesatzung mit dem Dominion bildet für den Rest des Serienverlaufs den bestimmenden Handlungshintergrund eines Teils der Episoden. Manche davon wiederum handeln von den bedeutenden Wendepunkten in dieser Konfrontation oder erzählen vom Wesen des Dominion, etwa von der Abhängigkeit der Jem’Hadar von der Droge Ketracel White, mit der die Gründer sie gefügig machen.
Die dritte Staffel handelt unter anderem davon, dass sich viele Völker des Alpha-Quadranten der Gefahr eines Angriffes durch das Dominion ausgesetzt sehen. Deshalb schicken der romulanische und der cardassianische Geheimdienst Raumschiffe in den Gamma-Quadranten, um das Dominion durch einen Präventivschlag zu vernichten. Ihr Vorhaben misslingt jedoch, da sie in eine Falle des Dominion geraten, das die Romulaner und Cardassianer militärisch schwächen will. Den Plan eines Formwandlers, durch das Ersetzen von Föderationsoffizieren die Föderation in einen Krieg zu treiben und so militärisch zu schwächen, können Sisko und seine Mannschaft in letzter Minute verhindern.
Die vierte Staffel beginnt damit, dass die Klingonen davon ausgehen, dass Formwandler zum Erlangen der Herrschaft über den Alpha-Quadranten die cardassianische Regierung infiltriert haben. Deshalb planen sie, Cardassia zu überfallen und die dortige Regierung zu beseitigen. Da die durch Sisko vertretene Föderation zur Vermeidung eines Krieges diesen Plan verhindern will, kündigen die Klingonen den Friedensvertrag mit der Föderation auf und greifen Deep Space Nine, letztlich erfolglos, mit einer Kriegsraumschiffflotte an. In der Folgezeit kommt es zu weiteren klingonischen Angriffen gegen militärische Ziele der Cardassianer und der Föderation. Zu Beginn der fünften Staffel erfährt der Zuschauer, wie Mitglieder der Stationsmannschaft einen Wechselbalg in der klingonischen Regierung enttarnen, der im Auftrag des Dominion die letztjährige klingonische Strategie maßgeblich vorantrieb.
Unterdessen verursacht der Aufenthalt von Formwandlern auf der Erde unter der Erdbevölkerung Angst vor einem baldigen Angriff des Dominion. Diese Angst schürend, möchte ein Sternenflottenadmiral mit dem Ziel besserer militärischer Verteidigungsmöglichkeiten die demokratische Föderationsregierung durch eine Militärdiktatur ablösen. Weil dieser Putschversuch die Absicht des Dominion unterstützt, die Föderation zu destabilisieren, stoppen ihn Sisko und dessen Stationsmannschaft.
In der fünften Staffel beginnt das Dominion, Flotten von Jem’Hadar-Raumschiffen im cardassianischen Territorium zu stationieren. Dabei enthüllt der cardassianische Gul Dukat, zu Zeiten der Besatzung Kommandant auf Deep Space Nine, dass Cardassia auf sein Bemühen hin dem Dominion beigetreten ist, um sein Reich, geschwächt durch Angriffe der Klingonen und des Maquis, zurück zu alter Stärke zu führen. Dukat, zudem zum neuen Herrscher Cardassias ernannt, fordert, dass die Föderation ebenfalls dem Dominion beitritt und die Raumstation wieder in cardassianische Herrschaft geht. Da sich das klingonische Reich durch das Bündnis zwischen Cardassia und dem Dominion ebenfalls bedroht sieht, stellt es nicht nur den Friedensvertrag mit der Föderation wieder her, sondern wird auch wieder zu ihrem Alliierten.

### Dominion-Krieg
In der finalen Episode der fünften Staffel erfährt der Zuschauer, dass die Romulaner und andere Völker des Alpha-Quadranten Nichtangriffspakte mit dem Dominion abgeschlossen haben und daher eine neutrale Stellung hinsichtlich der zunehmenden Rivalität zwischen der Föderation und der Klingonen auf der einen Seite und dem Dominion und den Cardassianern auf der anderen Seite einnehmen. Es ist ersichtlich, dass das Dominion unter dem Deckmantel humanitärer Hilfe für die durch den Krieg mit den Klingonen stark geschwächte Cardassianische Union beginnt, Truppen aus dem Gamma-Quadranten in den Alpha-Quadranten zu verlegen und damit weiter aufzurüsten. Aufgrund dessen lässt die Sternenflotte das Wurmloch verminen, um das Dominion daran zu hindern, seine militärische Präsenz im Alpha-Quadranten weiter zu verstärken. Die Föderation befürchtet, dass die anhaltende Aufrüstung des Dominion im Fall eines Angriffs auf die Föderation dazu führt, dass sie dieser Übermacht nicht mehr gewachsen sein könnte. Wohlwissend, dass die Blockade des Wurmlochs einen Krieg provozieren könnte, veranlasst Capitain Sisko die bajoranische Regierung zum Abschluss eines Nichtangriffspaktes mit dem Dominion, wodurch auch der bereits geplante Beitritt Bajors zur Föderation vorerst ausbleibt. Tatsächlich löst die Verminung des Wurmlochs einen Krieg zwischen dem Dominion und der Föderation und den Klingonen (sogenannte Föderationsallianz) aus. Die Föderationsallianz sieht sich anfangs außer Stande, Deep Space Nine militärisch zu halten. Die Station wird daher evakuiert und letztlich von den Bajoranern an die Vertreter des Dominion, darunter vor allem Gul Dukat, übergeben. Das Dominion übernimmt nun jene Rolle, die bisher die Föderation auf der Station hatte, und betreibt gemeinsam mit den Bajoranern die Station, die nun wieder den Namen Terok Nor trägt. Jedoch besetzt das Dominion aufgrund des Nichtangriffspaktes Bajor nicht. Durch die Schließung des Wurmlochs zurückgeblieben, übernimmt eine als Gründerin bekannte Formwandlerin die Führung über die Truppen des Dominion im Alpha-Quadranten.
Im Alpha-Quadranten entbrennt ein interstellarer Krieg, in dem das Dominion durch die Eroberung fremder Territorien seine Macht ausweiten und seine Gegner schwächen möchte. Indem die Sternenflotte und die Klingonen auf das Expansionsbestreben des Dominion reagieren, verlieren sie bei den zahlreichen Angriffen und Rückzügen mehrere Dutzend Raumschiffe. Anfangs verläuft der Krieg für die Föderationsallianz äußerst schlecht. Obwohl das Dominion von dem Nachschub aus dem Gamma-Quadranten abschnitten ist, können die Föderation als auch die Klingonen dem Dominion militärisch nur wenig entgegensetzen. Als Gründe dafür sind zu nennen, dass das Dominion in der Lage ist, sehr schnell Ressourcen aufzubauen. Schiffswerften und vor allem Soldaten, die einfach gezüchtet werden können, werden vom Dominion so eingesetzt, dass seine Gegner erhebliche Verluste erleiden. Hinzu kommt, dass die Föderation und die Klingonen durch die bisherige Bedrohung durch die Borg, den klingonischen Bürgerkrieg, Konflikte mit den Cardassianern und den jüngsten Auseinandersetzungen untereinandern ohnedies geschwächt sind. Ein sehr langen Zeitraum, in dem für die Föderation Frieden herrschte und sich die Sternenflotte daher eher wissenschaftlichen Missionen zuwandte, führte dazu, dass die Schiffsflotte großteils veraltet ist und die Programme zur Modernisierung der Sternenflotte, die als Reaktion der ersten erfolglosen Invasion des Sol-Systems durch die Borg begonnen wurden, zum Zeitpunkt des Beginns des Krieges noch nicht im ausreichenden Ausmaß gegriffen haben. Auf Deep Space Nine versuchen Gul Dukat und das Dominion die Verminung des Wurmlochs aufzuheben. So könnte aus dem Gamma-Quadranten Verstärkung eintreffen, wodurch die Föderationsallianz sehr schnell vernichtet werden könnte. Unterdessen möchten auf Deep Space Nine verbliebene bajoranische Militärangehörige mit einer neu gegründeten Widerstandszelle den Kriegsverlauf zu Ungunsten des Dominion beeinflussen und säen dazu Zwietracht zwischen Cardassianern und Jem’Hadar. Als die Föderationsallianz den Krieg endgültig zu verlieren droht, da die Verminung des Wurmlochs kurz vor ihrer Auflösung steht, setzt sie Siskos Plan zur Rückeroberung von Deep Space Nine um. Sie beginnt, als sie von der geplanten Entminung erfährt, eine mit hunderten Raumschiffen geführte Schlacht zwischen der Föderationsallianz und dem Dominion um Deep Space Nine. Währenddessen versucht die Widerstandsbewegung durch Sabotage die Entminung zu verhindern, scheitert jedoch. Bis nach Deep Space Nine durchgedrungen, kann Sisko an Bord der Defiant die Propheten davon überzeugen, die sich im Wurmloch der Station nähernde Flotte aus Jem’Hadar-Raumschiffen zu vernichten. Durch die nun ausgebliebenen Verstärkung wird das Dominion zum Rückzug von der Station gezwungen, wobei Dukat in Kriegsgefangenschaft gerät. Dukats bisheriger Adjutant Damar wird neuer cardassianischer Herrscher, nachdem er an Bord von DS9 Dukats uneheliche halb-bajoranische Tochter tötete.
Mangels Nachschub aus dem Gamma-Quadranten stärkt das Dominion seine militärische Kraft im Alpha-Quadranten durch den Neubau von Raumschiffen und durch die Zucht neuer Jem’Hadar-Soldaten. In Kämpfen gegen das Dominion erleidet die Sternenflotte tausende Kriegsopfer. Um dem Dominion angesichts dessen größeren Widerstand entgegenzusetzen, möchte Sisko das Romulanische Imperium dazu bringen, in den Krieg gegen das Dominion einzutreten. Dazu sorgt er für die Durchführung mehrerer rechtlich und moralisch fragwürdiger Schritte und holt sich die Unterstützung des auf der Station lebenden Exil-Cardassianers Garak, dem er weitgehend freie Hand lässt. Als Folge einer von Garak eingeleiteten Intrige, bei der Garak auch für den – aus der Sicht der Romulaner durch das Dominion verursachten – Tod eines romulanischen Diplomaten sorgt, erfüllt sich letztlich Siskos Absicht. Wenig später führt Sisko, zur Planung der Invasion Cardassias auserkoren, einen aus Sternenflotte, Klingonen und Romulanern bestehenden Kampfverband in eine beiderseits verlustreiche Schlacht gegen das Dominion. Dabei gelingt die Einnahme des im Dominion-Territorium gelegenen Chin’toka-Planetensystems.
Im Jahr 2375 verstärkt sich das Dominion, veranlasst durch die von einer degenerativen Krankheit geschwächte Gründerin, indem es ein neues Militärbündnis mit den Breen eingeht. Weil Damar in diese Entscheidung nicht mit einbezogen wurde und er um die cardassianische Eigenständigkeit besorgt ist, gründet er eine Widerstandsbewegung, um Cardassia vom Dominion zu befreien. Beim Aufbau der Bewegung wird er von Siskos Offizieren unterstützt. Jedoch stirbt Damar, dessen Familie durch das Dominion aus Rache für seinen Verrat getötet wird, letztlich als Märtyrer. Unterdessen erobern die Breen das Chin’toka-System von der Föderationsallianz zurück und beschädigen dabei die Defiant so schwer, dass Sisko keine Wahl bleibt, als das Schiff aufzugeben.
Sisko und seine Mannschaft erfahren von der Existenz einer zur Sternenflotte gehörenden, von ihr aber offiziell verschwiegenen Geheimorganisation namens Sektion 31, die zum Schutz der Föderation auch illegale Missionen durchführt. Sie hat unter anderem einen Agenten im romulanischen Senat eingeschleust und versucht mehrfach, den Stationsarzt von DS9, Julian Bashir, als Agenten zu rekrutieren. Als Bashir die Krankheit, die alle Gründer befallen hat, auch bei Odo feststellt, begibt er sich auf die Suche nach einem Heilmittel. Dabei entdeckt er, dass Odo nicht wie zuvor angenommen durch Kontakt mit der Gründerin infiziert wurde, sondern dass die Krankheit von Sektion 31 entwickelt wurde. Odo wurde mit ihr infiziert, um sie ohne sein Wissen an die Gründer zu übertragen. Auf diese Weise beabsichtigte Sektion 31 einen Völkermord an den Gründern. Die Versuche der Sektion 31, Bashirs Suche nach einem Heilmittel zu behindern, schlagen fehl und Odo kann schließlich genesen.
Zum endgültigen Erlangen der Herrschaft über den Alpha-Quadranten und um sich neu zu formieren, lässt die Gründerin alle Dominion-Streitkräfte auf cardassianisches Territorium zurückziehen. Darauf greifen Raumschiffe der Föderationsallianz, darunter auch die neue USS Defiant die Stellungen des Dominion rund um Cardassia Prime an. Als sich cardassianische Schiffe, veranlasst durch einen Aufstand des cardassianischen Volks, auf die Seite der Föderation zu schlagen beginnen, initiiert die Gründerin einen Völkermord an den Cardassianern. Cardassia versinkt abermals in Leid und Elend. Odo kann die Gründerin durch eine Vereinigung davon überzeugen, die vollständige Kapitulation des Dominion zu unterzeichnen und so den Völkermord an den Cardassianern zu stoppen. Dabei wird auch die Gründerin von der Krankheit geheilt. Vertreter der Allianz aus Dominion und Breen sowie Vertreter von Föderation, Romulanern und Klingonen unterzeichnen wenig später ein Friedensabkommen, durch das der Krieg, der mehrere hundert Millionen Todesopfer gefordert hat, beendet wird. Odo begibt sich auf den Weg zur Heimatwelt der Gründer im Gamma-Quadranten und tritt in die Große Verbindung ein. Damit heilt er das gesamte Volk von der Krankheit.

### Pah-Geist-Kult
Einer bajoranischen Legende zufolge waren die sogenannten Pah-Geister einstmals selbst Wurmlochbewohner, wurden von den Propheten aber aus dem Wurmloch verstoßen und streben seitdem danach, ihren früheren Platz wieder einzunehmen. Im Gegensatz zu den Propheten, die durch Drehkörper genannte Artefakte mit den Bajoranern kommunizieren, erhalten Gläubige Zugang zu den Pah-Geistern, indem sie diese von sich Besitz ergreifen lassen. Die Pah-Geister stellen für die letzten beiden Staffeln und den Serienabschluss einen wichtigen Teil der Handlung dar.
Dukat verfällt nach dem Tod seiner Tochter in Wahnvorstellungen, bei denen er auch zu der Erkenntnis gelangt, dass er die Bajoraner zutiefst hasst. Dazu entschlossen, sie alle zu töten, entkommt er 2374 aus der Gefangenschaft der Föderation. Einige Monate später lässt Dukat einen Pah-Geist von sich Besitz ergreifen, um so den Bajoranern und Sisko ihre Verbindung zu den Propheten zu entziehen und die Föderation militärisch zu schwächen. Dadurch wird der Eingang zum Wurmloch versiegelt. Durch das Auffinden eines Drehkörpers bekommt Sisko Anfang 2375 jedoch wieder Kontakt zu den Propheten, die daraufhin den Pah-Geist aus dem Wurmloch vertreiben und dessen Eingang wieder öffnen. Von den Propheten erfährt Sisko zudem, dass sie es waren, die einst seine Geburt veranlassten. Dukat schwingt sich auch zum Führer einer bajoranischen Sekte auf, die die Pah-Geister als die wahren Götter Bajors verehrt, flieht aber 2375 aus dieser Funktion, als er des Betruges an den Sektenmitgliedern überführt wird.
Einige Monate später lässt sich Dukat chirurgisch in einen bajoranischen Bauern verwandeln und besucht in dieser Gestalt Kai Winn. Sie sieht in seinem Besuch eine Ankündigung der von ihr irrtümlich als die Propheten empfundenen Pah-Geister wahr werden, der zufolge sie gemeinsam dazu bestimmt seien, Bajor in eine Zeit der Erneuerung zu führen. Obwohl Winn bald seine wahre Identität erkennt, hat Dukat Erfolg mit seiner insgeheimen Absicht, Winn zur Abkehr vom Glauben an die Propheten und hin zum Glauben an die Pah-Geister zu bewegen, da Winn zu der Überzeugung gelangt, dass sie nur so ihre Macht erhalten könne. Ihren gemeinsamen Plan umsetzend beginnt Winn etwas später in Dukats Beisein damit, die in einem Höhlensystem auf Bajor von den Propheten eingesperrten Pah-Geister zu befreien. Nachdem ihr dies gelungen ist, tötet Dukat Winn, weil er ihre Hilfe nicht mehr benötigt. Um die Geister in der Höhle gefangen zu halten, stößt der mittlerweile auf das Geschehen aufmerksam gewordene Sisko Dukat – und dabei auch sich selbst – in einen Abgrund. Im Himmelstempel erfährt Sisko von den Propheten, dass sie für ihn noch viele Aufgaben bereithalten.

### Einzelschicksale
Vor dem Hintergrund der politischen und religiösen Handlung entfalten sich personenbezogene Geschichten, in die neben Sisko und seinen Führungsoffizieren auch andere, teils auf der Station lebende Individuen verschiedener Spezies involviert sind. Viele Episoden sind jeweils auf eine der Haupt- und mitunter auch Nebenfiguren fokussiert, sodass die anderen Figuren oft nur kurz oder teilweise gar nicht mitwirken.
Benjamin Sisko, anfangs im Rang eines Commanders und später eines Captains, verliebt sich einige Zeit nach dem Tod seiner Ehefrau in die Frachtschiffkapitänin Kasidy Yates. Ihr Verhältnis leidet unter Yates’ Verstrickungen in Aktivitäten des Maquis, festigt sich im Handlungsverlauf aber wieder, bis sie schließlich heiraten. Sisko versucht erfolglos seinen Sohn Jake davon zu überzeugen, eine Laufbahn bei der Sternenflotte einzuschlagen. Stattdessen wird Jake Schriftsteller und berichtet als Journalist auch über den Dominion-Krieg. Sein beinahe gleichaltriger Freund Nog, ein Ferengi, ist zunächst Tagedieb und tritt später in die Sternenflotte ein. Als Fähnrich wird er im Dominion-Krieg schwer verwundet, kehrt aber alsbald in den Dienst zurück.
Der für die Sicherheit auf der Station verantwortliche Formwandler Odo blieb an Bord lange Zeit der einzige seiner Art. Der Zuschauer erfährt erst nach und nach Bruchstücke seiner Vergangenheit, in der er als Kind von seinem Volk ausgesetzt wurde, um in dessen Auftrag die Galaxis zu erkunden. Als Bestrafung für das Töten eines anderen Wechselbalgs wird er durch sein Volk vorübergehend in einen Menschen verwandelt und seiner Formwandelfähigkeiten beraubt. In der Gesellschaft der Föderationsangehörigen, der Bajoraner und später des Hologramms Vic Fontaine erlernt er menschliche, soziale Fähigkeiten wie etwa Freundschaften zu schließen und Vertrauen zu fassen. Dabei verliebt er sich in Kira Nerys, die Erste Offizierin auf Deep Space Nine. Als gläubige Bajoranerin und frühere Widerstandskämpferin hegt sie den Cardassianern – vor allem ihrem Intimfeind Gul Dukat – gegenüber tiefes Misstrauen. Gegen Ende des Dominion-Krieges beteiligt sie sich allerdings am Widerstand der Cardassianer gegen das Dominion.
Der wie die meisten seiner Artgenossen profitorientierte Ferengi Quark, Betreiber eines Glücksspielcasinos mit Restaurant an Bord der Station, ist häufig in illegale Geschäfte wie etwa Schmuggel verwickelt und steht deshalb unter besonderer Beobachtung Odos. Manchmal ist er in die Lösung politischer und wirtschaftlicher Probleme auf seinem Heimatplaneten und in das Liebesverhältnis seiner Mutter zum Großen Nagus Zek, dem Ferengi-Oberhaupt, involviert. Quarks Bruder und anfänglicher Angestellter Rom, Nogs Vater, befreit sich aus der Abhängigkeit von Quark, wird Stationstechniker und schließlich zum Großen Nagus ernannt. Als ranghöchster Techniker ist der früher auf dem Raumschiff Enterprise eingesetzte Ingenieur Miles O’Brien meist mit der Instandsetzung und -haltung von Station und Defiant befasst. Er pflegt parallel zu seiner Ehe eine Freundschaft mit Julian Bashir, dem Stationsarzt. Über Bashir wird alsbald bekannt, dass er als Kind genetisch aufgewertet wurde, wodurch er eine überdurchschnittlich hohe Intelligenz und außergewöhnliche physische Fähigkeiten besitzt.
Die Wissenschaftsoffizierin Jadzia Dax setzt sich als symbiotisches Trill-Lebewesen – bestehend aus der Wirtin Jadzia und dem Symbionten Dax – gelegentlich mit der Vergangenheit der früheren Wirte des Symbionten auseinander. Sie verliebt sich in den Klingonen und Sternenflottenoffizier Worf, früher ebenfalls auf der Enterprise tätig und nun für strategische Operationen zuständig. Er wird von seinem Volk wegen seiner Weigerung, die klingonische Offensive gegen Cardassia und die Föderation zu unterstützen, eine Zeitlang geächtet. Er dient mitunter an Bord des klingonischen Kriegsschiffes Rotaran unter dessen Kommandanten Martok, der das Klingonische Reich auf Deep Space Nine vertritt und dem Worf schließlich zum Erlangen der klingonischen Herrscherrolle verhilft. Nach Worfs Heirat mit Jadzia wird diese durch den von einem Pah-Geist besessenen Gul Dukat ermordet. Der Dax-Symbiont überlebt und wird mit der neuen Wirtin Ezri vereinigt. Ezri Dax arbeitet auf der Station fortan als psychologische Betreuerin. Mit Worf gerät sie eine Zeitlang in die Gefangenschaft der Breen und des Dominion, dabei wird sie sich ihrer Liebe zu Bashir bewusst.
Garak arbeitet auf Deep Space Nine als Schneider. Alsbald wird bekannt, dass er zur Zeit der Besatzung im cardassianischen Geheimdienst tätig war. Seiner dabei erlangten Spezialkenntnisse bedienen sich die Mitglieder der Stationsbesatzung einige Male, zum Beispiel in der Episode In fahlem Mondlicht (Staffel 6). Garaks wahre Intentionen und Loyalität bleiben oftmals geheimnisvoll und widersprüchlich.
Weyoun ist der Name mehrerer identitätsgleicher, im Auftrag der Gründer geklonter und diese als Götter verehrender Vorta-Individuen. Mehrere von Weyouns Klonen fungieren nacheinander als Grenzbotschafter des Dominion.

### Weitere Handlung
Je eine Episode der Staffeln 2, 3, 4, 6 und 7 handelt von dem Paralleluniversum, das in der Episode Ein Parallel-Universum von Raumschiff Enterprise geschaffen wurde und in der die Geschichte einen abweichenden Verlauf nahm. Darin kämpfen die Rebellen, zu denen auch die als „Terraner“ bezeichneten Menschen gehören, gegen die „Allianz“ aus oftmals barbarisch agierenden Bajoranern, Klingonen und Cardassianern, darunter auch die unbarmherzige Intendantin, Kiras Pendant. Dabei wird unter anderem der Benjamin Sisko des diesseitigen Universums vorübergehend in das Spiegeluniversum entführt, um die Rebellen zu unterstützen.
Einige Episoden handeln von geplanten oder unbeabsichtigten Zeitreisen. In dem Zweiteiler Gefangen in der Vergangenheit (Past Tense, Staffel 3) etwa geht es um Aufstände sozial benachteiligter Menschen im San Francisco des Jahres 2024, in das Stationsoffiziere durch eine Transporterfehlfunktion geraten. Andere Zeitreisen führen etwa in die Zeit Captain Kirks und nach Roswell 1947. Andere Episoden spielen, auch Rückblenden beinhaltend, während der cardassianischen Besatzungszeit. Dabei thematisieren sie die tyrannische Herrschaft der Cardassianer und die Rolle Gul Dukats auf der Station. Drei weitere Episoden spielen auf der zu Deep Space Nine baugleichen Raumstation Empok Nor. Mehrere Episoden der Staffeln 6 und 7 spielen im Rahmen eines Holosuite-Programmes in einem Club im Las Vegas der 1960er Jahre und handeln von emotionalen Sorgen der Stationsbewohner. Zwei Episoden der letzten beiden Staffeln handeln von Visionen Siskos, in denen er sich in der Rolle Benny Russells befindet, eines afroamerikanischen Science-Fiction-Schriftstellers, der in den 1950er Jahren in den USA seine Geschichte von einer Raumstation, die in ferner Zukunft durch einen schwarzen Captain kommandiert wird, veröffentlichen möchte und dabei mit rassistischen Vorurteilen konfrontiert wird.

## Format und Inszenierung
Titelmusik
Lerner (2013) fand, dass zumindest die in den ersten drei Staffeln eingesetzte Titelmusik von Deep Space Nine – passend zum Schauplatz einer unbeweglichen Raumstation und verglichen mit der von Das nächste Jahrhundert – etwas weniger Vorwärtstreibendes suggerieren solle. Die letzte Phrase der Fanfare, mit der die Titelmusik beginnt, spiele, so Lerner, auf die Vorgängerserie an, indem sie die Tonhöhen der letzten Phrase des Themas von Das nächste Jahrhundert neu formuliere. Das darauf folgende Hauptthema entwickele dasselbe Arpeggio-Motiv wie in Das nächste Jahrhundert, aber mit einem deutlich spärlicheren Ensemble. Mit dem Trompetensolo wirke die Hauptmelodie zudem ähnlich abgeschieden und reflektierend wie Aaron Coplands Komposition Quiet City. Die ab der vierten Staffel eingesetzte Version füge der Melodie eine stärker vorwärtstreibende Basslinie hinzu.
Genres
Neben der Science-Fiction kann Deep Space Nine – wie auch die anderen Star-Trek-Fernsehserien – dem Subgenre Space Opera zugerechnet werden. Als ein weiteres Subgenre nennt Wenger (2006) in Bezug auf die gegenüber den Vorgängerserien verstärkte Thematisierung persönlicher Themen die Social Fiction, auch, weil die Diskussion der Serienideologie und andere typische, wissenschaftliche Star-Trek-Elemente vernachlässigt würden. Entsprechend werden manche Episoden wie etwa Die verlorene Tochter (Prodigal Daughter, Staffel 7) auch als Soap Opera eingestuft. Einzelne Episoden werden darüber hinaus anderen Genres zugeschrieben. Zur Vielfalt der Genres bemerkte Showrunner Ira Steven Behr anlässlich des Serienabschlusses 1999: „Jede Woche gaben wir ihnen [den Fans] eine andere Fernsehserie. Sie wussten nicht, ob sie eine Comedyserie, eine Space Opera, eine gesellschaftlich relevante Episode oder eine ruhige Charakter-Episode bekommen.“ Bei etlichen Episoden, darunter Der Maquis (The Maquis, Staffel 2), Die Front (Homefront) und Das verlorene Paradies (Paradise Lost, beide Staffel 4) handelt es sich, auch unter Berücksichtigung ihrer Inspirationsquellen (siehe auch Abschnitt Drehbücher und Stoffentwicklung), um Politthriller. Episoden höherer Staffeln zählen zum Genre Kriegsfilm. Bei den Episoden Die Schlacht um Ajilon Prime (Nor The Battle To The Strong, Staffel 5) und Die Belagerung von AR-558 (The Siege Of AR-558, Staffel 7) handelt es sich um Antikriegsfilme.
Handlungsstruktur
Die ersten Staffeln enthielten überwiegend alleinstehende Episoden und nur manche erzählten von der Rahmenhandlung. Mit zunehmender Serienlänge – oft werden die dritte oder vierte Staffel als Beginn dieser Entwicklung genannt – gab es eine stärkere inhaltliche Verknüpfung der Episoden untereinander, in früheren Episoden erzählte Geschichten wurden nun mehr und mehr fortgesetzt. Die höheren Staffeln – meist werden die letzten beiden genannt – wurden in dem Zusammenhang als Fortsetzungsgeschichte und als serialisiert bezeichnet, in Abgrenzung von der vorherigen, überwiegend episodischen Struktur. Allerdings beinhalten auch die sechste und siebte Staffel einige alleinstehende Episoden. Innerhalb von Star Trek stellte die Erzählweise als Fortsetzungsgeschichte ein Novum dar. Obwohl es in Das nächste Jahrhundert einige Handlungsstränge gibt, die die Hauptcharaktere über die Staffeln hinweg ausgestalten, besitzen Raumschiff Enterprise und Raumschiff Enterprise – Das nächste Jahrhundert eine episodische Handlungsstruktur, bei der sich jede Episode – von einzelnen Zweiteilern abgesehen – einem separaten Geheimnis, Konflikt oder Rätsel widmet und an deren Ende der Status quo ante wiederhergestellt wird. Angesichts des zunehmend von episoden- und staffelübergreifenden Handlungsbögen geprägten Erzählstils kamen manche Autoren zu der Überzeugung, dass die Science-Fiction-Fernsehserie Babylon 5 für die Drehbuchautoren und Produzenten von Deep Space Nine ein Vorbild gewesen sei.
Inszenierung
Verglichen mit der Inszenierung der ersten beiden Staffeln und der von Das nächste Jahrhundert, die überwiegend in hellen, pastellfarbenen Tönen erscheine, gebe es in Deep Space Nine ab der dritten Staffel, so Ordway (2003), mehr Schatten und Kontraste, die Farbgebung sei dunkler und die Bilder wirkten, passend zur Handlung, düsterer. Wulff (2003) schrieb, dass sich Deep Space Nine, verglichen mit den Vorgängerserien und auch anspielend auf die in den höheren Staffeln gezeigten Raumschlachten, teilweise auf die Schauwerte und Wirkungsdramaturgien des Kinos verlege und die „Dürftigkeit“ der klassischen Inszenierungsweisen aufgebe.
In den Szenen, in denen Benjamin Sisko als Abgesandter die Propheten trifft, wird der Himmelstempel, entsprechend der Beschreibung von Sennewald (2007), als weiße Lichtebene dargestellt oder als mit goldenem, diffusem Licht überstrahlter Raum. Durch die Lichteffekte würden eine unwirkliche Atmosphäre geschaffen und die Szenen magisch und religiös aufgeladen. Das überirdische Licht verdeutliche Siskos religiöse Funktion des Mittlers zwischen Propheten und Humanoiden.
Die in der Episode Der Besuch (The Visitor, Staffel 4) verwendeten Techniken Rückblenden und Voice-over gingen auf die Absicht von Ira Steven Behr zurück, in der vierten Staffel vermehrt alternative Erzählformen auszuprobieren. Zu den filmischen Mitteln gehören auch – wie etwa in der Episode Badda-Bing, Badda-Bang (Staffel 7) – gelegentlich eingesetzte Zeitlupenszenen. Rückblenden auf bereits gezeigte Szenen gibt es in nennenswertem Umfang nur in der finalen Episode Das, was du zurücklässt – Teil 2 (What You Leave Behind (2)).

## Entstehungsgeschichte
Das Budget für den Pilotfilm betrug 12 Millionen US-Dollar und war damals das höchste unter Pilotfilmen dramatischer Fernsehserien. Für die erste Staffel betrug es je nach Quelle zwischen 32 und 40 Millionen US-Dollar, mit Beginn der dritten Staffel wurde es erhöht. Die Zeitschrift Space View nannte 1997 den finanziellen Aufwand, der für die Serie betrieben wird, als mit keiner anderen zeitgemäßen Science-Fiction-Serie vergleichbar.
Zusätzlich zu den Schauspielern waren pro Episode durchschnittlich 170 Personen an der Produktion beteiligt.

### Idee und Konzept
Die Fernsehserie Raumschiff Enterprise – Das nächste Jahrhundert hatte sich 1991 für das Filmstudio Paramount Pictures zu einem großen finanziellen Erfolg entwickelt. Da das Studio die Gefahren kreativen Ausbrennens, ansteigender Produktionskosten und sinkender Einnahmen sah, beschloss es die Entwicklung einer weiteren, im Star-Trek-Universum angesiedelten Fernsehserie. Von Bedeutung war dabei auch die Möglichkeit, unter anderem Bühnenbilder, Requisiten und Kostüme kostensparend wiederverwenden zu können. Die Überlegungen des Studios beinhalteten die Ideen einer vom klingonischen Imperium handelnden sowie einer auf einem kolonisierten Planeten spielenden Serie, die beide wegen zu hoch empfundener Kosten wieder verworfen wurden. George Takei, Darsteller des Hikaru Sulu in Raumschiff Enterprise, warb für eine von seiner Figur handelnde Serie, jedoch erfolglos, da Paramount darauf bestand, die Serie in derselben Zeitperiode wie Das nächste Jahrhundert spielen zu lassen. Man zog auch eine Raumstation als Haupthandlungsort in Erwägung, ähnlich den Sternenbasen, die bereits in Raumschiff Enterprise und den Star-Trek-Kinofilmen vorkamen. Das Studio schätzte das mit einer Raumstation verbundene dramatische Potential als besonders hoch ein und versprach sich davon mehr Konfliktreichtum, als es ein Raumschiff erlaube. Brandon Tartikoff, Vorsitzender von Paramount Pictures, konkretisierte die Idee und beschrieb sie als eine Art von „Rifleman im All“, bezugnehmend auf die Hauptfigur der Westernserie Westlich von Santa Fé. Das bedeutet, der Schauplatz sollte ein Ort in direkter Nähe der Grenze zu einem unerforschten Gebiet sein. Tartikoff trug die Idee an Rick Berman heran, den Executive Producer von Das nächste Jahrhundert. Zusammen mit dem leitenden Drehbuchautor Michael Piller gestaltete Berman das Konzept weiter aus. Berman und Piller beabsichtigten, durch das Element des Stillstehens einen tieferen, näheren Einblick in die Vereinigte Föderation der Planeten und das Star-Trek-Universum zu geben, als es in den Vorgängerserien der Fall war. Um die Konflikte unter den Charakteren nicht – wie noch in Das nächste Jahrhundert – von außen in die Geschichten zu bringen, entschieden sie sich dafür, auch Figuren aufzunehmen, die nicht der Sternenflotte angehören, sodass Konflikte von Sternenflottenangehörigen sowohl untereinander als auch mit anderen Figuren ermöglicht würden.
Bereits 1989 versuchte der Autor und Produzent J. Michael Straczynski ohne Erfolg, sein detailliertes Konzept für die ebenfalls auf einer Raumstation spielende Science-Fiction-Fernsehserie Babylon 5 an Paramount Pictures zu verkaufen. Kurz nachdem schließlich Warner Bros. zugesagt hatte, Babylon 5 zu produzieren, gab Paramount die Produktion von Deep Space Nine bekannt, die Fernsehausstrahlung der neuen Star-Trek-Serie begann sieben Wochen vor der von Babylon 5. Für Straczynski stand fest, dass die Entwicklung von Deep Space Nine durch Babylon 5 beeinflusst worden sein müsse. In einem Internet-Forum äußerte er 1996 einen entsprechenden Verdacht. Straczynski gab sich 2001 in einem Usenet-Eintrag davon überzeugt, dass die Paramount-Chefs „wanted to co-opt what we were doing with B5“ (deutsch: „das, was wir gerade mit B5 machten, kooptieren wollten“). In einem 2011 veröffentlichten Interview sagte Rick Berman, dass die Implikation, Piller und er hätten Straczynskis Idee ganz oder teilweise gestohlen, komplett unwahr sei und dass er, Piller und Tartikoff Deep Space Nine völlig ohne Kenntnis von Straczynskis Serienkonzept erschaffen hätten.

### Drehbücher und Stoffentwicklung
Anstelle der Jadzia Dax war zunächst eine andere Figur vorgesehen, die von einem Planeten mit geringer Gravitation stammt und deswegen auf einen Rollstuhl mit Antrieb angewiesen ist. Aus Kostengründen wurde diese Idee wieder verworfen, aber für eine Nebenfigur in der Episode Das “Melora”-Problem (Melora, Staffel 2) adaptiert. Vorbild für den Namen von Morn, dem Stammgast in Quarks Bar, den der Zuschauer – mit einer Ausnahme in der deutschen Synchronfassung – nie sprechen hört, war die Figur Norm aus der Sitcom Cheers. Vorbild für die in den Staffeln 6 und 7 wiederkehrende Rolle des Sängers Vic Fontaine war Frank Sinatra. Der cardassianische Geheimdienst Obsidian Order, in der deutschen Synchronisation zunächst als Obsidianisches Kommando und später als Obsidianischer Orden bezeichnet, sollte ursprünglich Gray Order heißen. Die Drehbuchautoren änderten den Namen aber, um eine Ähnlichkeit mit der Regierungsorganisation Gray Council (Grauer Rat) aus Babylon 5 zu vermeiden.
Einige der für Das nächste Jahrhundert entstandenen, aber dort nie verfilmten Drehbücher wurden für Episoden von Deep Space Nine adaptiert. Auch Manuskripte wurden adaptiert, dabei jedoch intensiv umgearbeitet. Dazu gehört auch die Idee für die Rahmenhandlung der dreiteiligen Fortsetzungsgeschichte am Beginn der zweiten Staffel. Im Gegensatz zu Das nächste Jahrhundert entstanden für Deep Space Nine weitaus weniger, letztlich nicht verfilmte, Geschichten und Manuskripte. Ein möglicher Grund dafür sei laut Robb (2012) ein Mangel an neuen Ideen, nachdem viele davon bereits für die Mutterserie adaptiert oder durchgespielt worden waren. Für etliche Geschichten und Drehbücher dienten den Autoren, zu denen im Gegensatz zu den meisten anderen damals produzierten Fernsehserien auch freie Autoren gehörten, darüber hinaus Romane und Spielfilme unterschiedlicher Genres und überwiegend US-amerikanischen Ursprungs als Inspirationsquelle oder Vorlage. Dazu gehören Casablanca, Die sieben Samurai, Restoration – Zeit der Sinnlichkeit, Die Elenden, Gesprengte Ketten, Um Haaresbreite, Der Lohn der Mutigen, Rio Grande, Die phantastische Reise und Catch-22 – Der böse Trick. Auch Theaterstücke wurden für Episoden verwertet, darunter Ein Sommernachtstraum und Warten auf Godot. Als Inspirationsquelle für andere Episoden dienten, wie auch in anderen Star-Trek-Serien, Ereignisse im 20. Jahrhundert. Ein Beispiel ist die zweiteilige Episode Der Maquis (The Maquis) der zweiten Staffel, die überwiegend auf Ereignissen des Nahostkonflikts basiert. Im April 1994 erstausgestrahlt, diente sie dazu, die Widerstandsgruppe Maquis, die bereits wenige Wochen zuvor in Das nächste Jahrhundert eingeführt worden war, näher zu charakterisieren und so beim Zuschauer das Verständnis der Handlung der im Januar 1995 gestarteten Spin-off-Serie Star Trek: Raumschiff Voyager zu fördern.

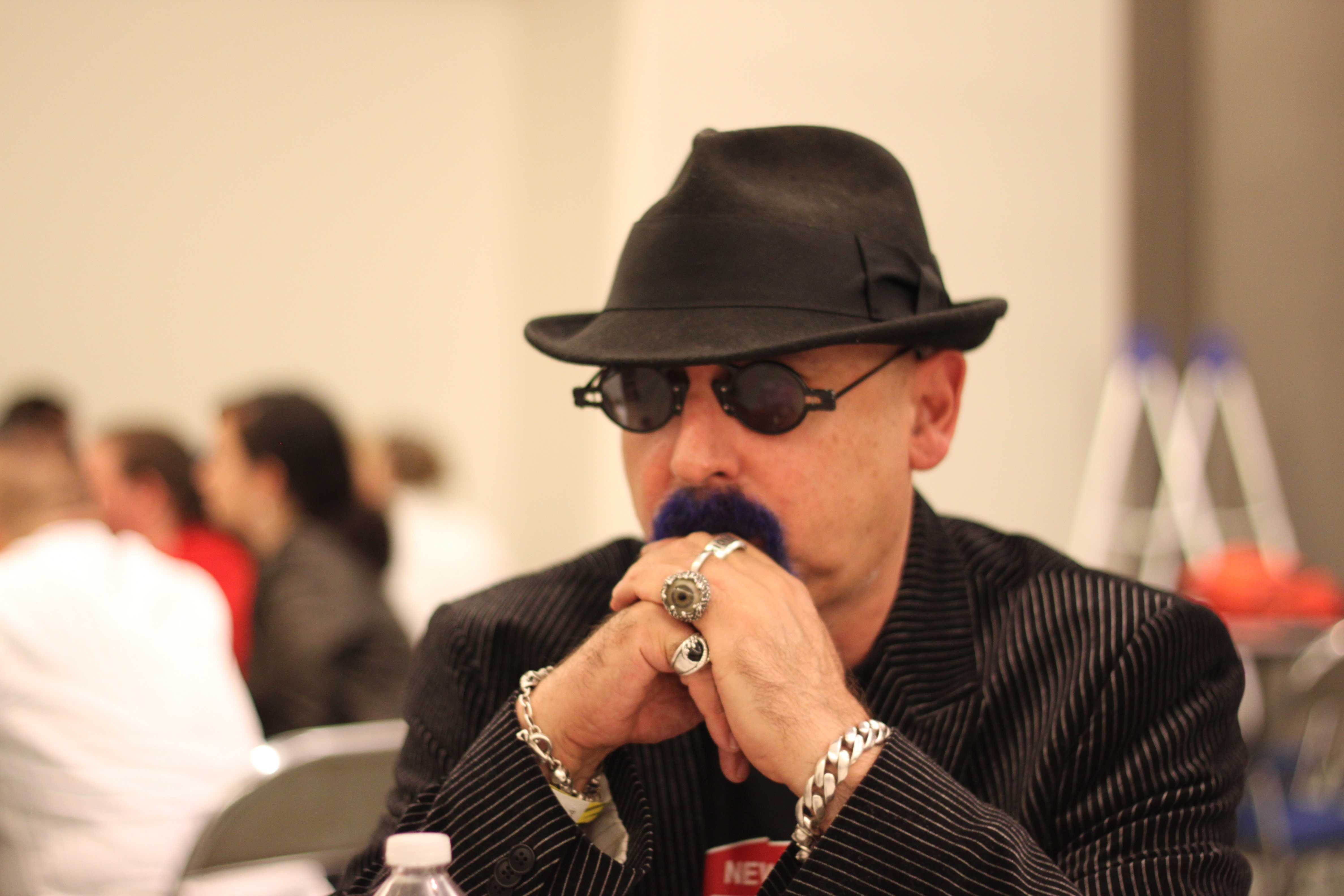
Ira Steven Behr

Drehbuchautor Ira Steven Behr war in der dritten Staffel von Das nächste Jahrhundert als Autor und Produzent tätig. Mit dieser Arbeit war er aber unzufrieden, vor allem war ihm die Handlung zu konfliktarm und er störte sich an den technischen Lösungen für eine Menge von Problemen. In Deep Space Nine wurde er durch den Abgang Michael Pillers, der sich – ebenso wie Rick Berman – fortan der Entwicklung von Raumschiff Voyager widmete, nach der zweiten Staffel Showrunner und Executive Producer. Dadurch gewannen Behr und Ronald D. Moore mehr Einfluss und konnten die Dominion-Handlung, die ursprünglich nur in einer Handvoll Episoden der dritten Staffel thematisiert werden sollte, zu dem zentralen Handlungsbogen der Serie ausbauen. Als Inspirationsquelle für das Dominion diente den Autoren die Foundation-Trilogie des Science-Fiction-Schriftstellers Isaac Asimov, die zu dem von ihm geschaffenen Foundation-Zyklus gehört. Zusammen mit Robert Hewitt Wolfe und Hans Beimler verfasste Behr die Drehbücher für die meisten Dominion-zentrierten Episoden. Von Behr stammt auch ein Großteil der Ferengi-zentrierten Episoden. Die Drehbuchautoren bauten die Rahmenhandlung laufend aus; sie war – im Gegensatz etwa zu Babylon 5 – nicht von Anfang an festgelegt. Nach dem Produktionsende von Das nächste Jahrhundert 1994 wechselten einige bisher dort tätige Stabsmitglieder zum Produktionsteam von Deep Space Nine. Dazu gehörte auch der Drehbuchautor René Echevarria.
Etliche Veröffentlichungen geben an, dass die Entscheidung der Autoren, zu Beginn der dritten Staffel das Kriegsraumschiff Defiant in die Handlung einzuführen, zum Steigern der Einschaltquoten gedient habe. Diese Darstellung verneinte Wolfe jedoch ausdrücklich und sagte, dass die Entscheidung zur Verbesserung der Serie gedient habe. Beabsichtigt war, mehr Mannschaftsmitglieder als zuvor auf Reisen in entfernte Gegenden des Alls schicken zu können und die Station besser gegen das neu eingeführte Dominion verteidigen zu können.
Vom Filmstudio Paramount kam 1995 der Wunsch an die Produzenten und Drehbuchautoren, die Serie so zu überarbeiten, dass das Interesse der Zuschauer gesteigert wird. Sie entschieden sich dafür, mit Beginn der vierten Staffel die dem Zuschauer bereits aus den vorherigen Star-Trek-Produktionen bekannten Klingonen in die Handlung zu integrieren, nunmehr als Feinde der Föderation. Außerdem brachten sie die aus Das nächste Jahrhundert bekannte Figur Worf als zusätzliche Hauptrolle in die Serie ein. Zu den weiteren Maßnahmen, um dem Wunsch von Paramount nachzukommen, gehörten die Änderung der Frisur des Darstellers Avery Brooks, die nun mehr Entschlossenheit signalisieren sollte, und die Überarbeitung des Vorspanns, der die Raumstation fortan zusammen mit der Defiant und mit umfangreicherer äußerer Aktivität zeigt. Um den Zuschauer in die Neuerungen einzuführen, wurde Der Weg des Kriegers (The Way of the Warrior) als Pilotfilm zur vierten Staffel geschaffen, der aufgrund der Neuerungen auch als zweiter Pilotfilm der Serie bezeichnet wird. Ursprünglich planten die Drehbuchautoren, mit der aus den Episoden Die Front (Homefront) und Das verlorene Paradies (Paradise Lost) bestehenden Fortsetzungsgeschichte die dritte Staffel als Cliffhanger zu beenden und die vierte Staffel zu beginnen. Die Geschichte wurde aber, auch wegen der Neuerungen zum Beginn der vierten Staffel, zweimal verschoben und letztlich in deren Mitte umgesetzt.
Die sechste Staffel beginnt mit sechs Episoden, in denen das Dominion die Raumstation besetzt und sich im Krieg mit der Föderationsallianz befindet. Diese Episoden konzipierten die Drehbuchautoren als einen zusammenhängenden Handlungsbogen. Sie beabsichtigten damit, der Komplexität der Dominion-Handlung besser gerecht zu werden, und empfanden ein serialisiertes Serienformat, bei dem die Episoden stärker miteinander verknüpft sind, für die Vielzahl an wiederkehrenden Nebendarstellern als passender als das bisherige, episodische Format mit überwiegend abgeschlossenen Episoden. Der Entstehungsprozess dieser Episoden war, verglichen sowohl mit den vorherigen Staffeln als auch den vorherigen Star-Trek-Serien, von wesentlich mehr Interaktion unter den Drehbuchautoren geprägt. Um die Serienhandlung abzuschließen und die Vielzahl an Handlungssträngen zu einem Ende zu führen, wurden – die finale Doppelepisode berücksichtigt – die letzten zehn Episoden der siebten Staffel ebenfalls als ein zusammenhängender Handlungsbogen konzipiert. Da Paramount verlangte, die finale Episode solle sich nicht um Krieg drehen, ließen die Autoren die Kriegshandlung bereits in der vorletzten Episode enden.

### Besetzung und deutsche Synchronfassung

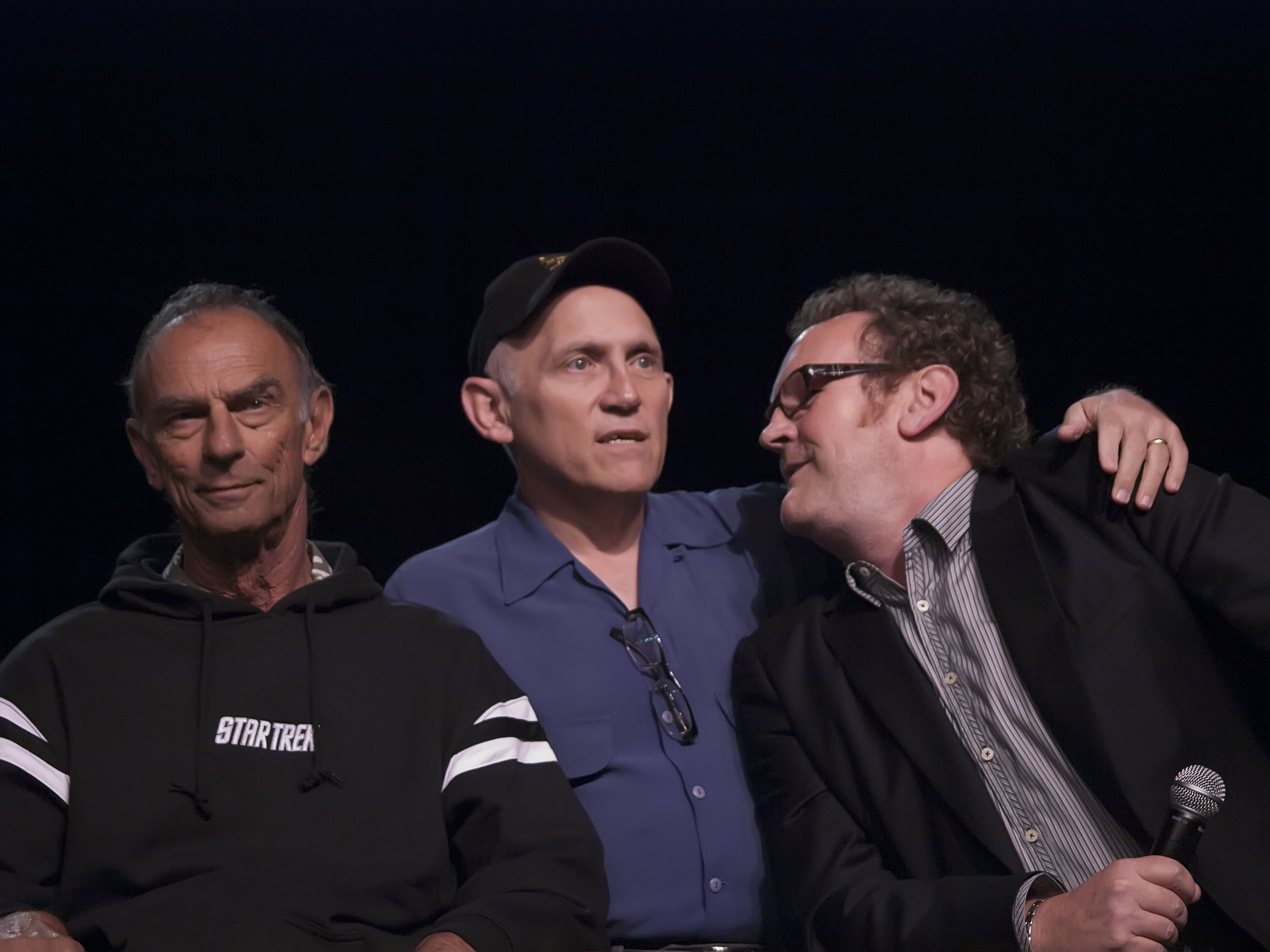
Die Darsteller Marc Alaimo, Armin Shimerman und Colm Meaney (2009)

Beim Casting kamen für die Rolle des Benjamin Sisko etliche afroamerikanische Schauspieler in die engere Wahl. Dazu gehören Tony Todd, Michael Clarke Duncan, Eriq La Salle, James Earl Jones und Carl Weathers. Avery Brooks erhielt die Rolle schließlich und spielte als einziger Darsteller in allen 176 Episoden mit. Alle anderen Hauptdarsteller spielten – trotz Nennung im Vorspann – in einigen Episoden nicht mit, für Cirroc Lofton gilt dies sogar für mehr als die Hälfte aller Episoden.
Mehrere Darsteller setzten ihre bereits in Das nächste Jahrhundert gespielten Rollen fort. Dazu gehören Colm Meaney als Miles O’Brien, Michael Dorn als Worf, Rosalind Chao als Keiko O’Brien, Robert O’Reilly als Gowron und – im Pilotfilm – Patrick Stewart als Jean-Luc Picard. Michelle Forbes war ebenfalls dafür vorgesehen, ihre Rolle der Ro Laren wieder aufzunehmen, dieses Mal aber als Hauptfigur. Forbes lehnte jedoch ab, sodass für Nana Visitor die Rolle der Kira Nerys in enger Anlehnung an die der Ro Laren geschaffen wurde. Für die Rolle der Jadzia Dax war zunächst Famke Janssen vorgesehen, die aber ebenfalls ablehnte. Die Rolle wurde schließlich mit Terry Farrell besetzt, und zwar erst, als die Dreharbeiten zum Pilotfilm bereits im Gange waren. Farrell verlängerte ihren mit der sechsten Staffel auslaufenden Vertrag auf eigenen Wunsch nicht und wurde durch Nicole de Boer ersetzt, die in der siebten Staffel die Figur Ezri Dax verkörperte. Armin Shimerman, Max Grodénchik und Marc Alaimo gehören ebenfalls zu den Schauspielern, die bereits in Raumschiff Enterprise – Das nächste Jahrhundert mitwirkten. Alle drei waren dabei bereits als Ferengi bzw. Cardassianer zu sehen, allerdings teilweise in anderen Rollen. Die von Ken Marshall gespielte Rolle des Michael Eddington wurde in der dritten Staffel zu dem Zweck eingeführt, Colm Meaney zu ersetzen, falls dieser wegen anderweitiger Schauspieltätigkeit nicht mehr zur Verfügung stehen sollte. Für die von James Darren gespielte Rolle des Sängers Vic Fontaine waren ursprünglich die Sänger Frank Sinatra junior und Steve Lawrence vorgesehen. Jeffrey Combs spielte, nachdem er in einer Episode der dritten Staffel bereits die Gastrolle des Tiron verkörperte, in späteren Staffeln die wiederkehrenden Rollen sowohl von Weyoun als auch von Brunt.
Die deutsche Synchronfassung stellte die Firma Arena Synchron in Berlin her. Das Dialogbuch für den Pilotfilm verfasste Ulrich Johannson, für alle anderen Episoden Boris Tessmann, der auch Dialogregisseur war.

Die Hauptdarsteller
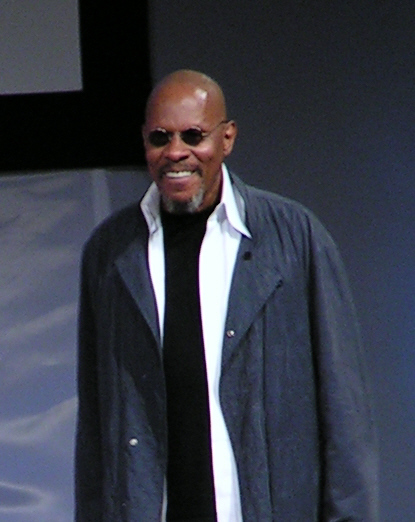
Avery Brooks, Darsteller von Benjamin Sisko
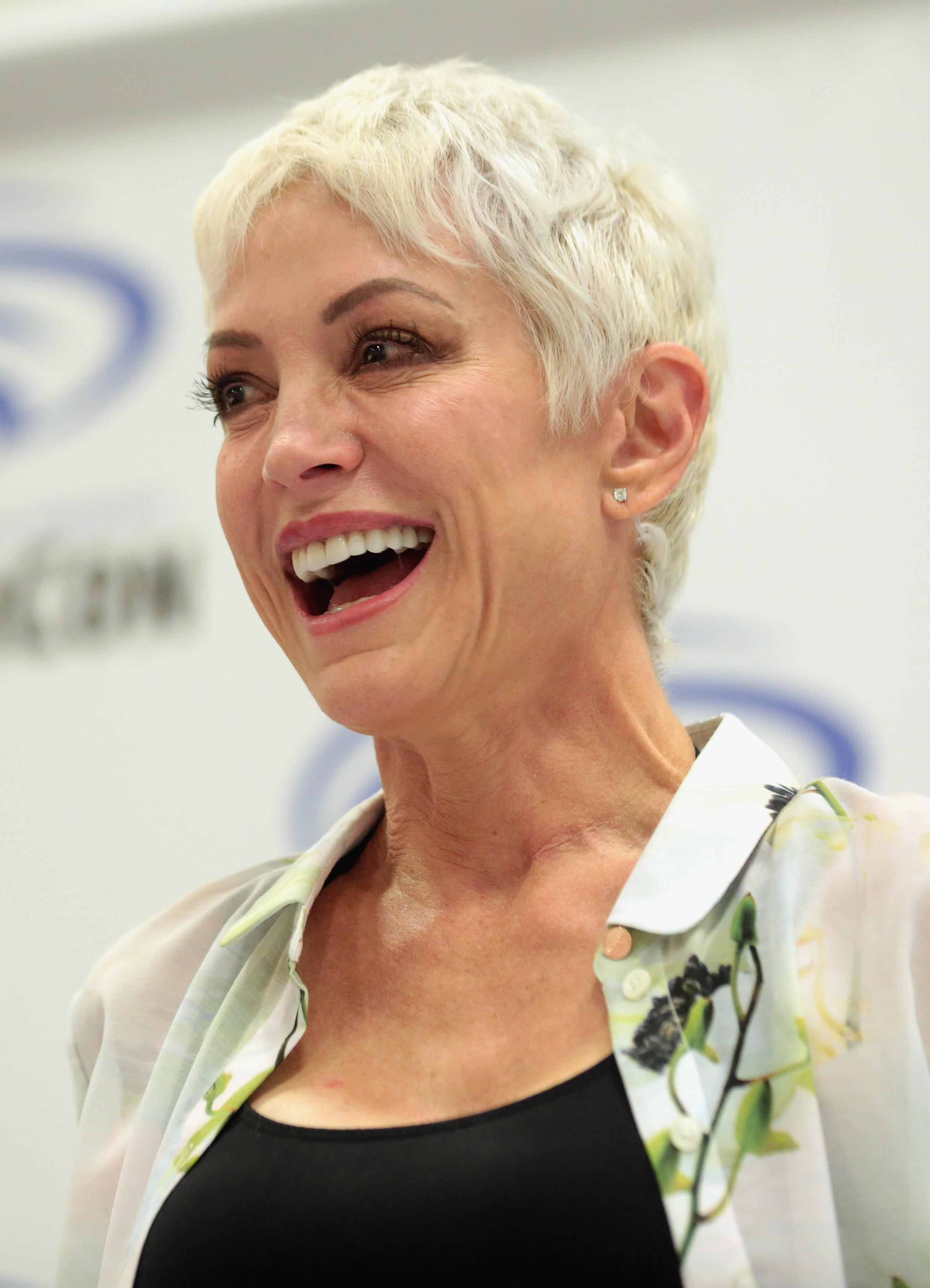
Nana Visitor, Darstellerin von Kira Nerys
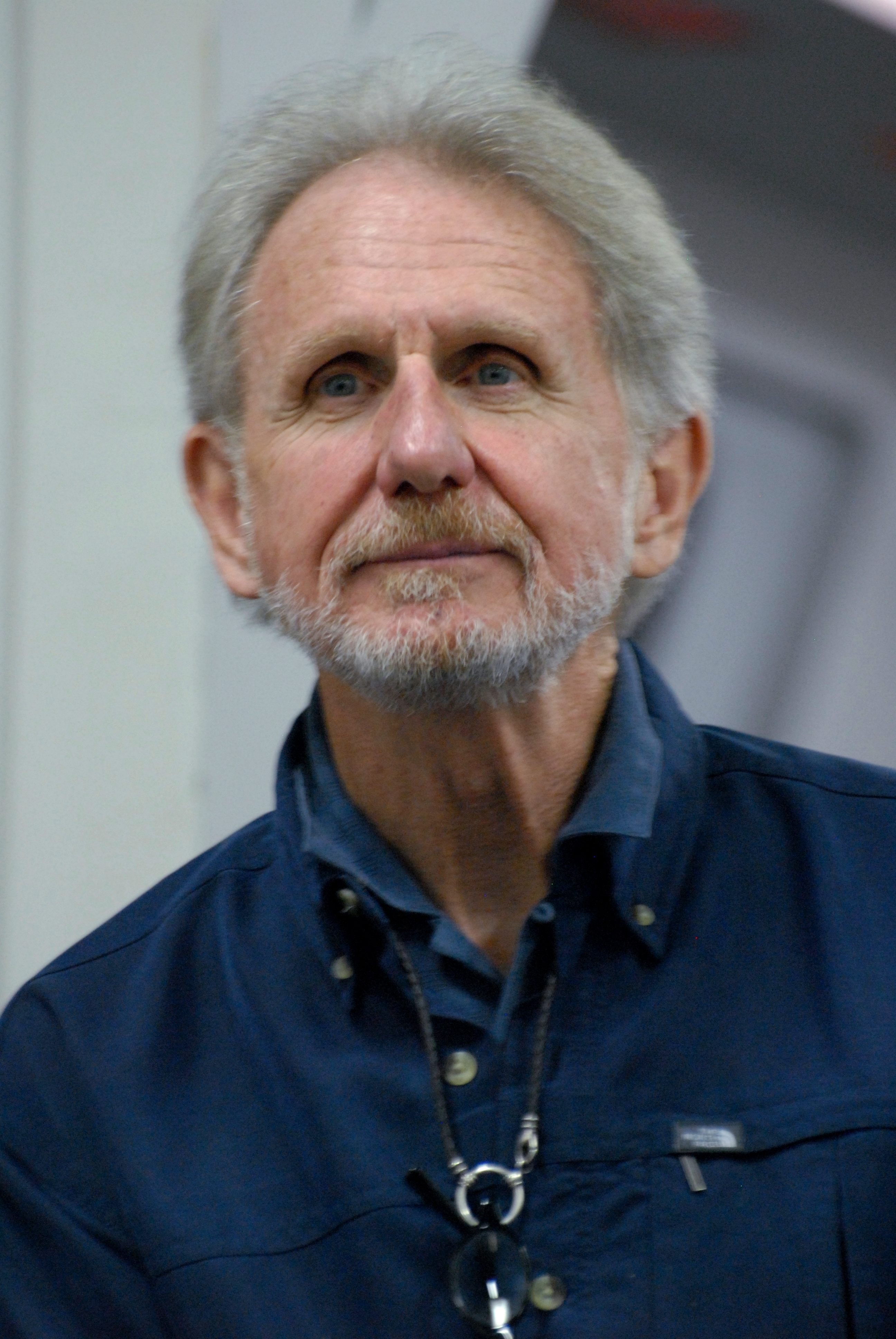
René Auberjonois, Darsteller von Odo
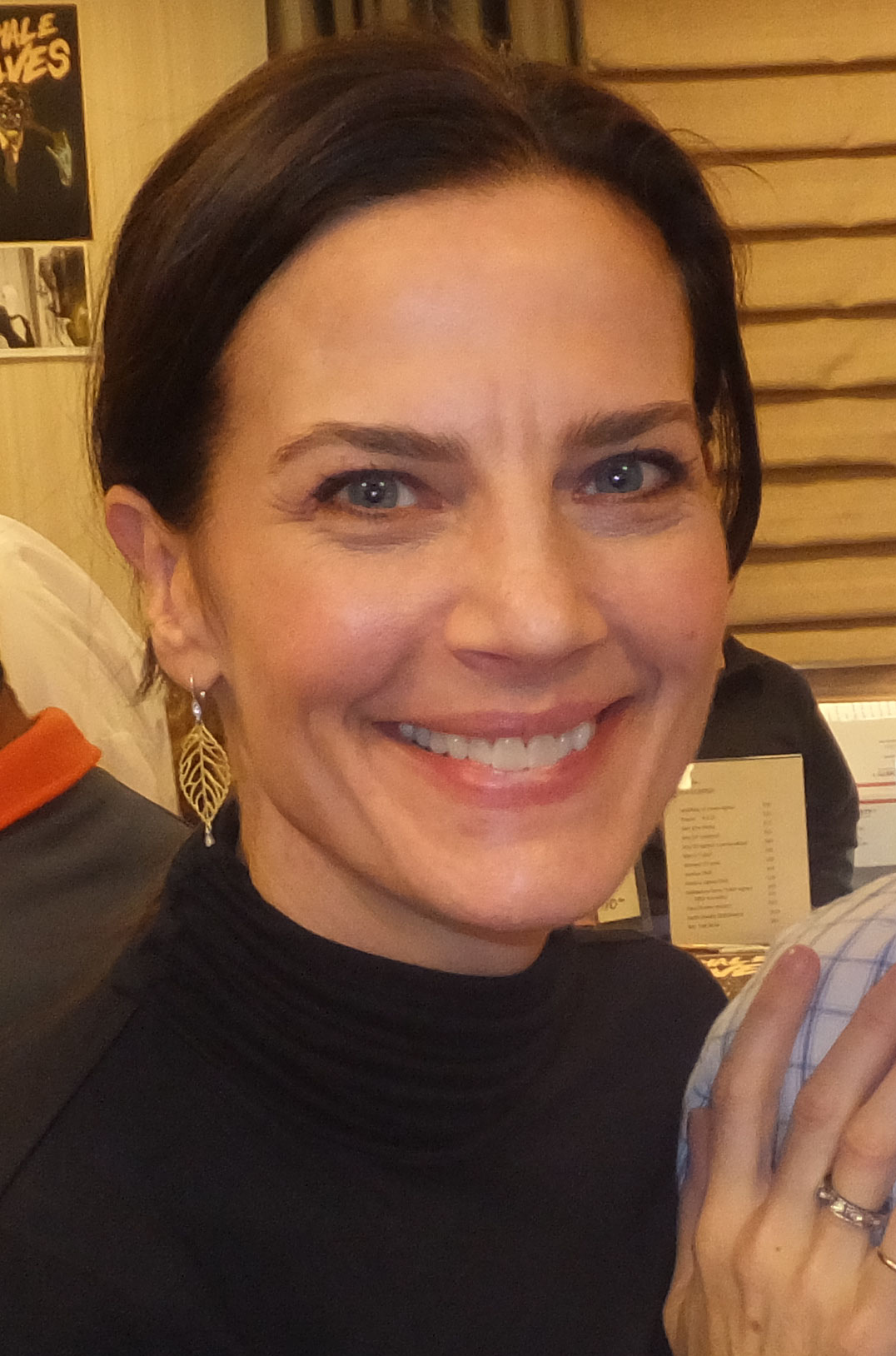
Terry Farrell, Darstellerin von Jadzia Dax
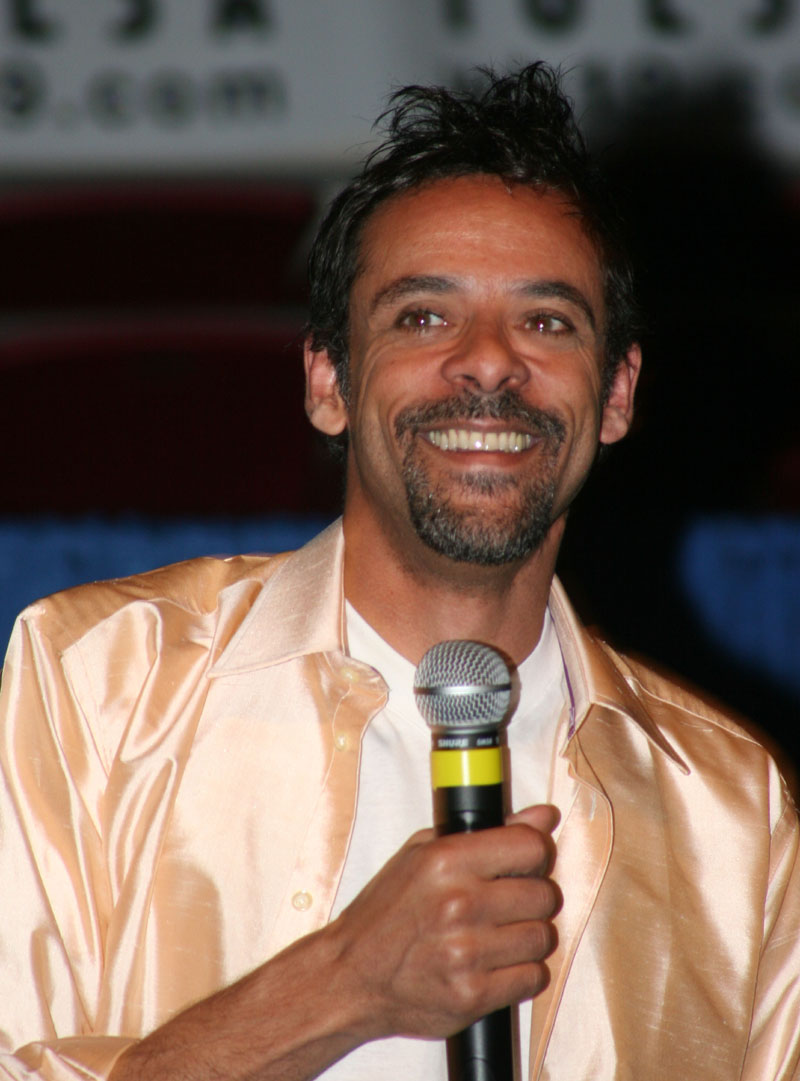
Alexander Siddig, Darsteller von Julian Bashir
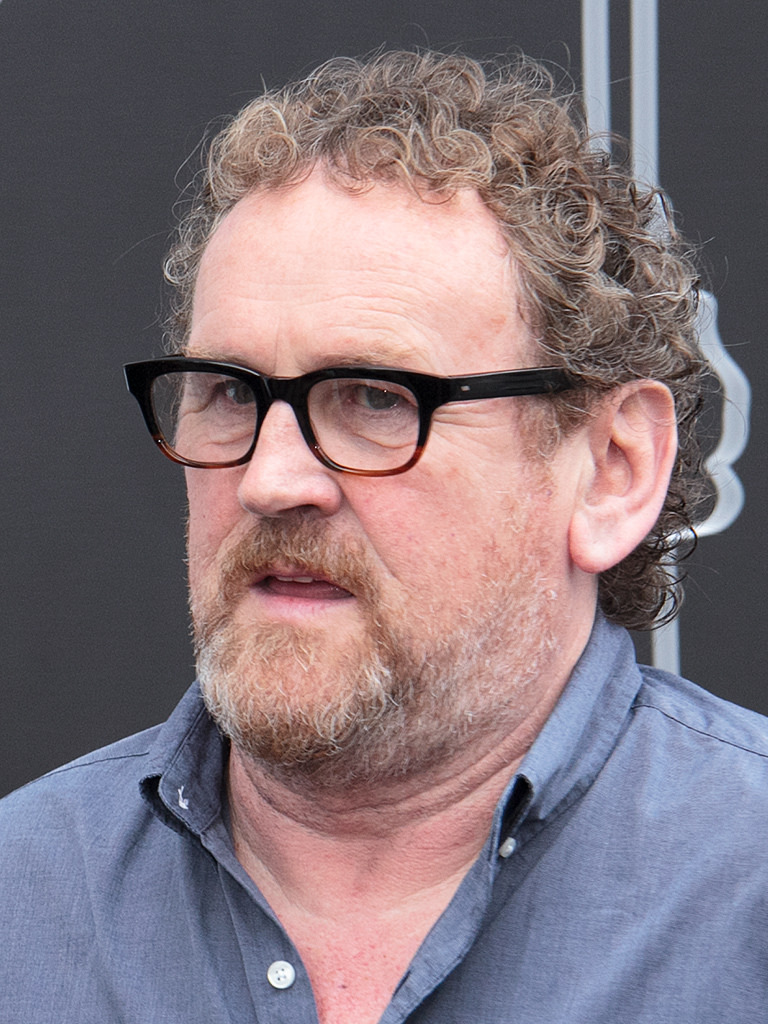
Colm Meaney, Darsteller von Miles O’Brien
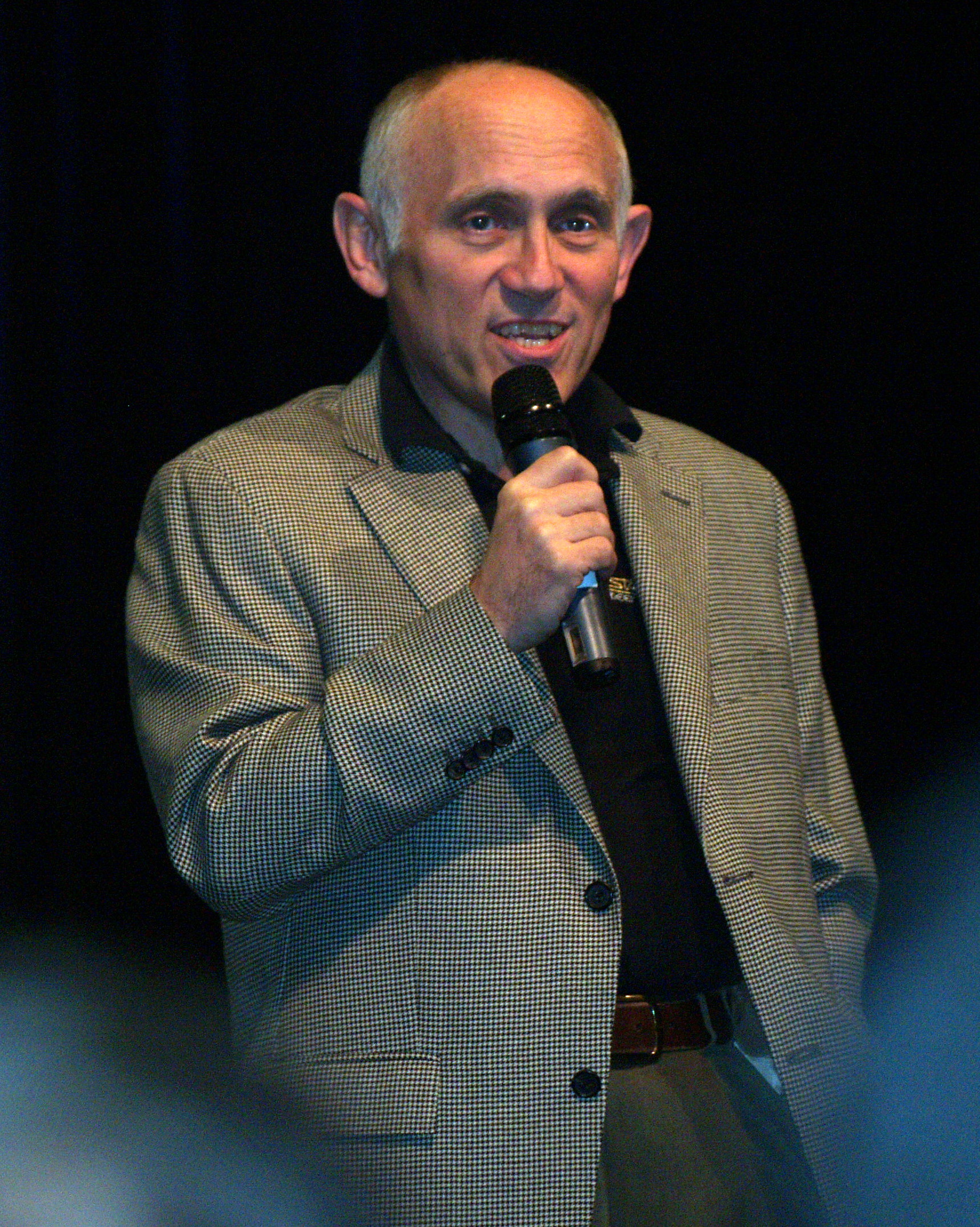
Armin Shimerman, Darsteller von Quark
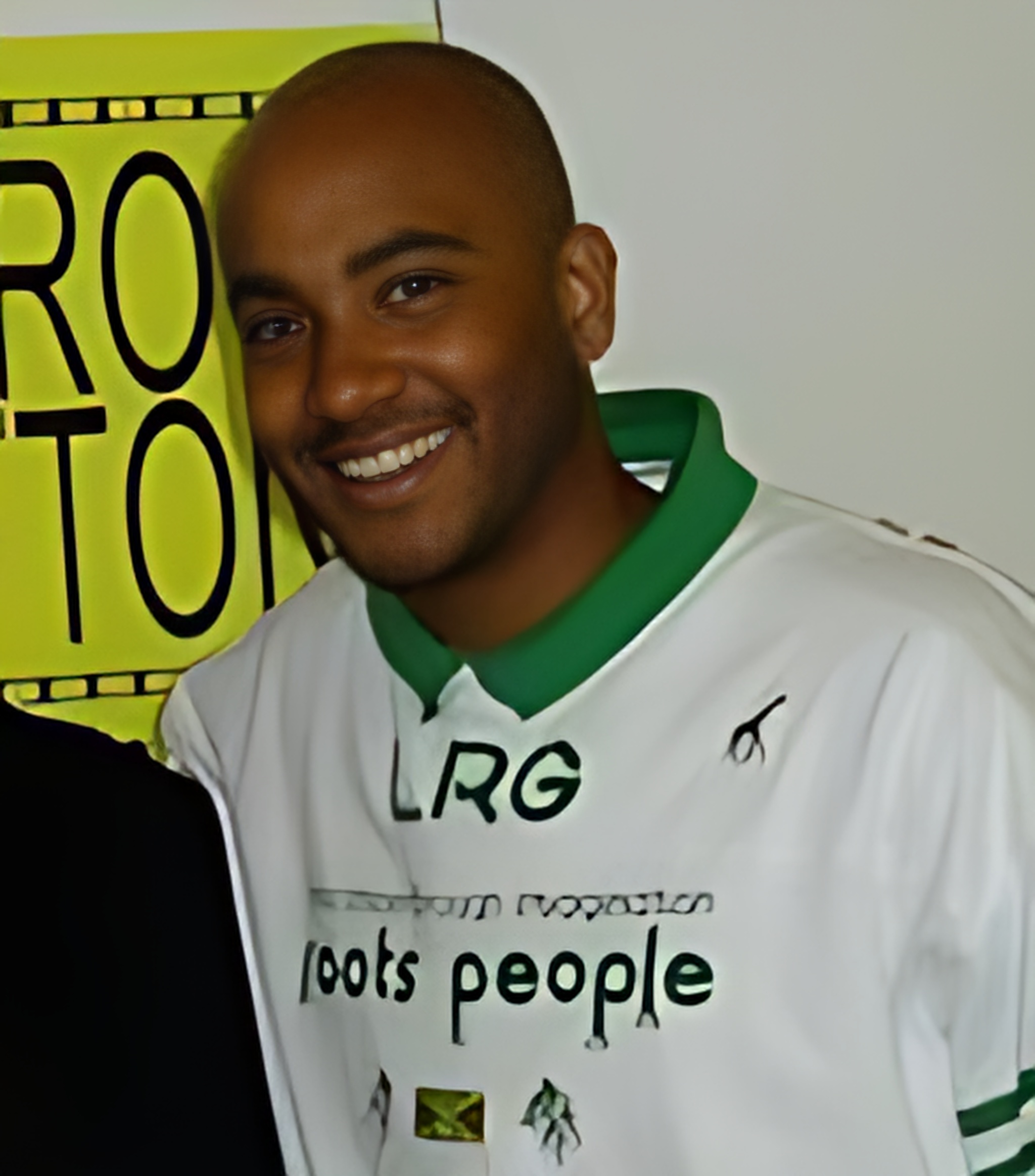
Cirroc Lofton, Darsteller von Jake Sisko
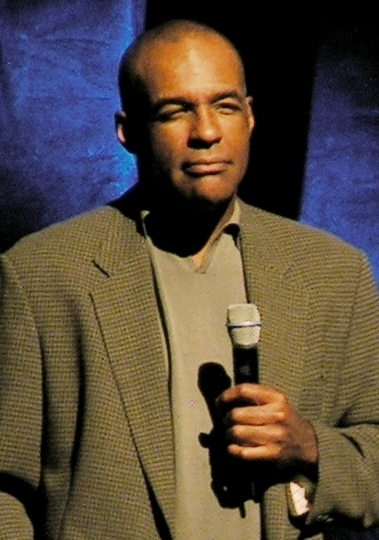
Michael Dorn, Darsteller von Worf
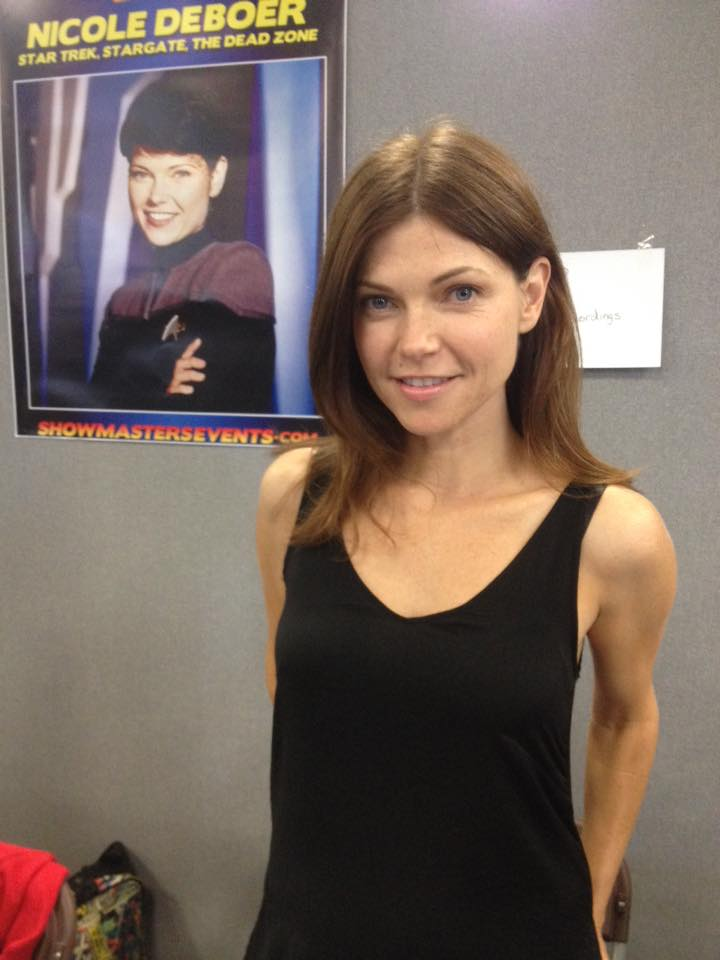
Nicole de Boer, Darstellerin von Ezri Dax

| Die Tabelle nennt die Schauspieler, ihre Rollennamen, ihre Zugehörigkeit zur Hauptbesetzung (●) bzw. zu den Neben- und Gastdarstellern (•) je Staffel, die Gesamtanzahl der Episoden mit Auftritten und ihre deutschen Synchronsprecher. \| \| \| \| \| Staffel \| Staffel \| Staffel \| Staffel \| Staffel \| Staffel \| Staffel \| \| \| \| Schauspieler \| Rollenname \| Rollenbeschreibung \| Spezies \| 1 \| 2 \| 3 \| 4 \| 5 \| 6 \| 7 \| Anzahl Episoden[1][105] \| Deutscher Synchronsprecher[104] \| \| -------------------- \| ------------------------------ \| ---------------------------------------------------------------------------------------------------------------------------------------------------------------------- \| -------------------------- \| ------------------------------- \| ---------------------------- \| ------- \| ------------------------------- \| ------- \| ------- \| ------- \| ----------------------- \| -------------------------------- \| \| Avery Brooks \| Benjamin Sisko \| Kommandant von Deep Space Nine, Vater von Jake Sisko \| Mensch \| ● \| ● \| ● \| ● \| ● \| ● \| ● \| 176 \| Jörg Hengstler \| \| Avery Brooks \| Benny Russell \| Schriftsteller aus dem 20. Jahrhundert \| Mensch \| \| \| \| \| \| • \| • \| 2 \| Jörg Hengstler \| \| Nana Visitor \| Kira Nerys \| Erste Offizierin und bajoranische Verbindungsoffizierin von Deep Space Nine \| Bajoranerin \| ● \| ● \| ● \| ● \| ● \| ● \| ● \| 174 \| Liane Rudolph \| \| René Auberjonois \| Odo \| Sicherheitschef von Deep Space Nine \| Formwandler \| ● \| ● \| ● \| ● \| ● \| ● \| ● \| 173 \| Bodo Wolf \| \| Terry Farrell \| Jadzia Dax \| Wissenschaftsoffizierin von Deep Space Nine \| Trill \| ● \| ● \| ● \| ● \| ● \| ● \| \| 148 \| Maja Dürr \| \| Alexander Siddig \| Dr. Julian Bashir \| Leitender medizinischer Offizier von Deep Space Nine \| Mensch \| ● \| ● \| ● \| ● \| ● \| ● \| ● \| 172 \| Boris Tessmann \| \| Colm Meaney \| Miles O’Brien \| Chefingenieur von Deep Space Nine \| Mensch \| ● \| ● \| ● \| ● \| ● \| ● \| ● \| 166 \| Jörg Döring (bis Ep. 90, Ep. 92) \| \| Colm Meaney \| Miles O’Brien \| Chefingenieur von Deep Space Nine \| Mensch \| ● \| ● \| ● \| ● \| ● \| ● \| ● \| 166 \| Roland Hemmo (Ep. 91, ab Ep. 93) \| \| Armin Shimerman \| Quark \| Barbetreiber auf Deep Space Nine \| Ferengi \| ● \| ● \| ● \| ● \| ● \| ● \| ● \| 160 \| Peter Groeger \| \| Cirroc Lofton \| Jake Sisko \| Zivilist auf Deep Space Nine, Sohn von Benjamin Sisko \| Mensch \| ● \| ● \| ● \| ● \| ● \| ● \| ● \| 085[85] \| Tobias Müller (Staffel 1) \| \| Cirroc Lofton \| Jake Sisko \| Zivilist auf Deep Space Nine, Sohn von Benjamin Sisko \| Mensch \| ● \| ● \| ● \| ● \| ● \| ● \| ● \| 085[85] \| Julien Haggége (Staffeln 2–7) \| \| Michael Dorn \| Worf \| Offizier für strategische Operationen auf Deep Space Nine \| Klingone \| \| \| \| ● \| ● \| ● \| ● \| 100 \| Raimund Krone \| \| Nicole de Boer \| Ezri Dax \| Counselor von Deep Space Nine \| Trill \| \| \| \| \| \| \| ● \| 026 \| Bianca Krahl \| \| Judi M. Durand \| Cardassianische Computerstimme \| \| \| • \| • \| • \| • \| • \| • \| • \| 049 \| Heidi Weigelt \| \| Majel Barrett \| Föderationscomputerstimme \| \| \| • \| • \| • \| • \| • \| • \| • \| 023 \| Heidi Weigelt \| \| Majel Barrett \| Lwaxana Troi \| Botschafterin der Föderation \| Betazoidin \| • \| \| • \| • \| \| \| \| 03 \| Inken Sommer (Staffeln 1, 3) \| \| Majel Barrett \| Lwaxana Troi \| Botschafterin der Föderation \| Betazoidin \| • \| Evelyn Gressmann (Staffel 4) \| • \| • \| \| \| \| 03 \| \| \| Wallace Shawn \| Zek \| Großer Nagus der Ferengi \| Ferengi \| • \| • \| • \| \| • \| • \| • \| 07 \| Joachim Röcker(Staffel 1–2) \| \| Wallace Shawn \| Zek \| Großer Nagus der Ferengi \| Ferengi \| • \| • \| • \| Werner Ehrlicher (ab Staffel 3) \| • \| • \| • \| 07 \| \| \| Tiny Ron \| Maihar’du \| Diener von Zek \| Hupyrianer \| • \| • \| • \| \| • \| • \| • \| 07 \| keine Sprechrolle \| \| Hana Hatae \| Molly O’Brien \| Zivilistin auf Deep Space Nine, Tochter von Miles und Keiko O’Brien \| Mensch \| • \| • \| • \| • \| • \| • \| • \| 012 \| Jill Schulz (ab Staffel 6) \| \| Louise Fletcher \| Winn Adami \| religiöse Führerin der Bajoraner \| Bajoranerin \| • \| • \| • \| \| • \| • \| • \| 015 \| Regina Lemnitz \| \| Rosalind Chao \| Keiko O’Brien \| Lehrerin auf Deep Space Nine, Ehefrau von Miles und Mutter von Molly und Kirayoshi O’Brien \| Mensch \| • \| • \| • \| • \| • \| • \| • \| 020 \| Iris Artajo \| \| Max Grodénchik \| Rom \| Bruder von Quark, Angestellter in dessen Bar (Staffel 1–4) Techniker (Staffel 4–7) \| Ferengi \| • \| • \| • \| • \| • \| • \| • \| 037 \| Wilfried Herbst \| \| Marc Alaimo \| Dukat \| cardassianischer Offizier, ehemaliger Kommandant von Deep Space Nine und Präfekt des besetzten Bajor, später Führer von Cardassia \| Cardassianer \| • \| • \| • \| • \| • \| • \| • \| 037 \| Tilo Schmitz \| \| Marc Alaimo \| Anjohl Tennan \| bajoranische Tarnidentität von Gul Dukat \| Cardassianer/Bajoraner \| \| \| \| \| \| \| • \| 03 \| Tilo Schmitz \| \| Andrew Robinson \| Elim Garak \| Schneider auf Deep Space Nine, Geheimagent im Exil \| Cardassianer \| • \| • \| • \| • \| • \| • \| • \| 039 \| Friedrich G. Beckhaus \| \| Aron Eisenberg \| Nog \| Sohn von Rom, Zivilist auf Deep Space Nine (Staffel 1–4) Kadett an der Sternenflottenakademie (Staffel 4) Kadett und später Offizier auf Deep Space Nine (Staffel 5–7) \| Ferengi \| • \| • \| • \| • \| • \| • \| • \| 048 \| Fabian Schwab (Staffeln 2–7) \| \| Mark Allen Shepherd \| Morn \| Dauergast in Quarks Bar \| Lurianer \| • \| • \| • \| • \| • \| • \| • \| 091 \| keine Sprechrolle[106] \| \| Philip Anglim \| Bareil Antos \| bajoranischer Geistlicher \| Bajoraner \| • \| • \| • \| \| \| • \| \| 07 \| Peter Reinhardt (Staffeln 1–3) \| \| Philip Anglim \| Bareil Antos \| bajoranischer Geistlicher \| Bajoraner \| • \| • \| • \| Stefan Fredrich (Ep. 132) \| \| • \| \| 07 \| \| \| Camille Saviola \| Kai Opaka \| religiöse Führerin der Bajoraner \| Bajoranerin \| • \| • \| \| • \| \| \| \| 05 \| Agi Prandhoff \| \| Felecia M. Bell \| Jennifer Sisko \| verstorbene Ehefrau von Benjamin Sisko und Mutter von Jake Sisko \| Mensch \| • \| \| • \| • \| \| \| \| 04 \| Elisabeth Günther \| \| Ann H. Gillespie \| Jabara \| Krankenschwester auf Deep Space Nine \| Bajoranerin \| • \| • \| • \| \| \| \| \| 04 \| Monika Deininger (Ep. 5) \| \| Ann H. Gillespie \| Jabara \| Krankenschwester auf Deep Space Nine \| Bajoranerin \| • \| • \| • \| Elvira Schuster (Ep. 42 und 59) \| \| \| \| 04 \| \| \| Ann H. Gillespie \| Jabara \| Krankenschwester auf Deep Space Nine \| Bajoranerin \| • \| • \| • \| Karin David (Ep. 64) \| \| \| \| 04 \| \| \| Richard Beymer \| Li Nalas \| ehemaliger bajoranischer Widerstandskämpfer \| Bajoraner \| \| • \| \| \| \| \| \| 03 \| Klaus-Dieter Klebsch \| \| Frank Langella \| Jaro Essa \| Minister der bajoranischen provisorischen Regierung \| Bajoraner \| \| • \| \| \| \| \| \| 03 \| Christian Rode \| \| Leslie Bevis \| Rionoj \| Frachterkapitänin \| Boslicin \| \| • \| • \| • \| \| \| \| 03 \| Alexandra Lange (Ep. 21) \| \| Leslie Bevis \| Rionoj \| Frachterkapitänin \| Boslicin \| Ana Fonell (Ep. 52) \| • \| • \| • \| \| \| \| 03 \| \| \| Leslie Bevis \| Rionoj \| Frachterkapitänin \| Boslicin \| Karin Grüger (Ep. 98) \| • \| • \| • \| \| \| \| 03 \| \| \| Paul Dooley \| Enabran Tain \| ehemaliger cardassianischer Geheimdienstchef \| Cardassianer \| \| • \| • \| \| • \| \| \| 04 \| Werner Ehrlicher (Ep. 42) \| \| Paul Dooley \| Enabran Tain \| ehemaliger cardassianischer Geheimdienstchef \| Cardassianer \| Imo Heite (Ep. 66, 67, 112) \| • \| • \| \| • \| \| \| 04 \| \| \| John Colicos \| Kor \| klingonischer Offizier \| Klingone \| \| • \| \| • \| \| \| • \| 03 \| Hans Nitschke (Ep. 39) \| \| John Colicos \| Kor \| klingonischer Offizier \| Klingone \| Michael Chevalier (Ep. 81, 157) \| • \| \| • \| \| \| • \| 03 \| \| \| Salome Jens \| Gründerin \| Verbindungsperson der Gründer des Dominion im Alpha-Quadranten \| Formwandlerin \| \| \| • \| • \| • \| • \| • \| 016 \| Alexandra Lange \| \| Penny Johnson Jerald \| Kasidy Yates \| Frachterkapitänin, Freundin von Benjamin Sisko \| Mensch \| \| \| • \| • \| • \| • \| • \| 017 \| Joseline Gassen \| \| Chase Masterson \| Leeta \| Dabo-Mädchen in Quarks Bar, später Roms Ehefrau \| Bajoranerin \| \| \| • \| • \| • \| • \| • \| 017 \| Melanie Hinze (außer Ep. 174) \| \| Chase Masterson \| Leeta \| Dabo-Mädchen in Quarks Bar, später Roms Ehefrau \| Bajoranerin \| Antje von der Ahe (Ep. 174) \| \| • \| • \| • \| • \| • \| 017 \| \| \| Robert O’Reilly \| Gowron \| Kanzler des Klingonischen Reichs \| Klingone \| \| \| • \| • \| • \| \| • \| 08 \| Jan Spitzer \| \| Ken Marshall \| Michael Eddington \| Sicherheitschef der Sternenflotte auf Deep Space Nine, Mitglied des Maquis \| Mensch \| \| \| • \| • \| • \| \| \| 09 \| Walter Alich \| \| Andrea Martin \| Ishka \| Mutter von Quark und Rom \| Ferengi \| \| \| • \| \| \| \| \| 01 \| Renate Danz \| \| Cecily Adams \| Ishka \| Mutter von Quark und Rom \| Ferengi \| \| \| \| \| • \| • \| • \| 04 \| Renate Danz \| \| Jeffrey Combs \| Brunt \| Liquidator der Ferengi-Handelsbehörde FCA \| Ferengi \| \| \| • \| • \| • \| • \| • \| 08 \| Norbert Gescher \| \| Jeffrey Combs \| Weyoun \| Diplomat des Dominion \| Vorta \| \| \| \| • \| • \| • \| • \| 024 \| Udo Schenk \| \| Julianna McCarthy \| Mila \| Haushälterin von Enabran Tain \| Cardassianerin \| \| \| • \| \| \| \| • \| 03 \| Maresi Bischoff-Hanft (Ep. 66) \| \| Julianna McCarthy \| Mila \| Haushälterin von Enabran Tain \| Cardassianerin \| Luise Lunow (Ep. 174–175) \| \| • \| \| \| \| • \| 03 \| \| \| F.J. Rio \| Enrique Muniz \| Ingenieur auf Deep Space Nine \| Mensch \| \| \| \| • \| • \| \| \| 03 \| Gunnar Helm \| \| Casey Biggs \| Damar \| cardassianischer Offizier, später Führer von Cardassia \| Cardassianer \| \| \| \| • \| • \| • \| • \| 024 \| Thomas Nero Wolff \| \| J. G. Hertzler \| Martok \| klingonischer General \| Klingone \| \| \| \| • \| • \| • \| • \| 026 \| Andreas Thieck \| \| Cyia Batten \| Tora Ziyal \| Tochter von Gul Dukat und einer Bajoranerin \| Bajoranerin/Cardassianerin \| \| \| \| • \| \| \| \| 02 \| Carola Ewert \| \| Tracy Middendorf \| Tora Ziyal \| Tochter von Gul Dukat und einer Bajoranerin \| Bajoranerin/Cardassianerin \| \| \| \| • \| \| \| \| 01 \| Carola Ewert \| \| Melanie Smith \| Tora Ziyal \| Tochter von Gul Dukat und einer Bajoranerin \| Bajoranerin/Cardassianerin \| \| \| \| \| • \| • \| \| 06 \| Carola Ewert \| \| Brock Peters \| Joseph Sisko \| Restaurantbesitzer auf der Erde, Vater von Benjamin Sisko \| Mensch \| \| \| \| • \| \| • \| • \| 06 \| Werner Ehrlicher \| \| Marc Worden \| Alexander Rozhenko \| klingonischer Krieger, Sohn von Worf \| Klingone \| \| \| \| \| \| • \| • \| 02 \| Dennis Schmidt-Foß \| \| James Darren \| Vic Fontaine \| Bar- und Casinobetreiber in einem Holosuite-Programm \| Hologramm \| \| \| \| \| \| • \| • \| 09 \| Klaus-Dieter Klebsch \| \| Barry Jenner \| William J. Ross \| Admiral der Sternenflotte \| Mensch \| \| \| \| \| \| • \| • \| 013 \| Klaus Nietz \| \| William Sadler \| Luther Sloan \| Agent von Sektion 31 \| Mensch \| \| \| \| \| \| • \| • \| 03 \| Bernd Rumpf \| \| Megan Cole \| Kimara Cretak \| romulanische Senatorin, kurzzeitig Botschafterin auf Deep Space Nine \| Romulanerin \| \| \| \| \| \| \| • \| 02 \| Katarina Tomaschewsky \| \| Adrienne Barbeau \| Kimara Cretak \| romulanische Senatorin, kurzzeitig Botschafterin auf Deep Space Nine \| Romulanerin \| \| \| \| \| \| \| • \| 01 \| Katarina Tomaschewsky \| \| Todd Slayton \| Gor \| Offizier der Breen-Konföderation \| Breen \| \| \| \| \| \| \| • \| 04 \| keine Sprechrolle \| \| James Otis \| Solbor \| bajoranischer Geistlicher \| Bajoraner \| \| \| \| \| \| \| • \| 03 \| Wolfgang Thal (Ep. 168) \| \| James Otis \| Solbor \| bajoranischer Geistlicher \| Bajoraner \| Hasso Zorn (Ep. 169–170) \| \| \| \| \| \| • \| 03 \| \| \| John Vickery \| Rusot \| Offizier in der cardassianischen Rebellion \| Cardassianer \| \| \| \| \| \| \| • \| 03 \| Bert Franzke \| \| Max Omega \| Pran \| Offizier der Breen-Konföderation \| Breen \| \| \| \| \| \| \| • \| 04 \| keine Sprechrolle \| |                                | |                            |                                 |                              |   |                                 |   |   |   |                 |                                  |
| |                                | |                            | Staffel                         |                              |   |                                 |   |   |   |                 |                                  |
| Schauspieler | Rollenname                     | Rollenbeschreibung | Spezies                    | 1                               | 2                            | 3 | 4                               | 5 | 6 | 7 | Anzahl Episoden | Deutscher Synchronsprecher       |
| Avery Brooks | Benjamin Sisko                 | Kommandant von Deep Space Nine, Vater von Jake Sisko | Mensch                     | ●                               | ●                            | ● | ●                               | ● | ● | ● | 176             | Jörg Hengstler                   |
| Avery Brooks | Benny Russell                  | Schriftsteller aus dem 20. Jahrhundert | Mensch                     |                                 |                              |   |                                 |   | • | • | 2               | Jörg Hengstler                   |
| Nana Visitor | Kira Nerys                     | Erste Offizierin und bajoranische Verbindungsoffizierin von Deep Space Nine                                                                                            | Bajoranerin                | ●                               | ●                            | ● | ●                               | ● | ● | ● | 174             | Liane Rudolph                    |
| René Auberjonois | Odo                            | Sicherheitschef von Deep Space Nine | Formwandler                | ●                               | ●                            | ● | ●                               | ● | ● | ● | 173             | Bodo Wolf                        |
| Terry Farrell | Jadzia Dax                     | Wissenschaftsoffizierin von Deep Space Nine | Trill                      | ●                               | ●                            | ● | ●                               | ● | ● |   | 148             | Maja Dürr                        |
| Alexander Siddig | Dr. Julian Bashir              | Leitender medizinischer Offizier von Deep Space Nine | Mensch                     | ●                               | ●                            | ● | ●                               | ● | ● | ● | 172             | Boris Tessmann                   |
| Colm Meaney | Miles O’Brien                  | Chefingenieur von Deep Space Nine | Mensch                     | ●                               | ●                            | ● | ●                               | ● | ● | ● | 166             | Jörg Döring (bis Ep. 90, Ep. 92) |
| Colm Meaney | Miles O’Brien                  | Chefingenieur von Deep Space Nine | Mensch                     | ●                               | ●                            | ● | ●                               | ● | ● | ● | 166             | Roland Hemmo (Ep. 91, ab Ep. 93) |
| Armin Shimerman | Quark                          | Barbetreiber auf Deep Space Nine | Ferengi                    | ●                               | ●                            | ● | ●                               | ● | ● | ● | 160             | Peter Groeger                    |
| Cirroc Lofton | Jake Sisko                     | Zivilist auf Deep Space Nine, Sohn von Benjamin Sisko | Mensch                     | ●                               | ●                            | ● | ●                               | ● | ● | ● | 085             | Tobias Müller (Staffel 1)        |
| Cirroc Lofton | Jake Sisko                     | Zivilist auf Deep Space Nine, Sohn von Benjamin Sisko | Mensch                     | ●                               | ●                            | ● | ●                               | ● | ● | ● | 085             | Julien Haggége (Staffeln 2–7)    |
| Michael Dorn | Worf                           | Offizier für strategische Operationen auf Deep Space Nine | Klingone                   |                                 |                              |   | ●                               | ● | ● | ● | 100             | Raimund Krone                    |
| Nicole de Boer | Ezri Dax                       | Counselor von Deep Space Nine | Trill                      |                                 |                              |   |                                 |   |   | ● | 026             | Bianca Krahl                     |
| Judi M. Durand | Cardassianische Computerstimme | |                            | •                               | •                            | • | •                               | • | • | • | 049             | Heidi Weigelt                    |
| Majel Barrett | Föderationscomputerstimme      | |                            | •                               | •                            | • | •                               | • | • | • | 023             | Heidi Weigelt                    |
| Majel Barrett | Lwaxana Troi                   | Botschafterin der Föderation | Betazoidin                 | •                               |                              | • | •                               |   |   |   | 03              | Inken Sommer (Staffeln 1, 3)     |
| Majel Barrett | Lwaxana Troi                   | Botschafterin der Föderation | Betazoidin                 | •                               | Evelyn Gressmann (Staffel 4) | • | •                               |   |   |   | 03              |                                  |
| Wallace Shawn | Zek                            | Großer Nagus der Ferengi | Ferengi                    | •                               | •                            | • |                                 | • | • | • | 07              | Joachim Röcker(Staffel 1–2)      |
| Wallace Shawn | Zek                            | Großer Nagus der Ferengi | Ferengi                    | •                               | •                            | • | Werner Ehrlicher (ab Staffel 3) | • | • | • | 07              |                                  |
| Tiny Ron | Maihar’du                      | Diener von Zek | Hupyrianer                 | •                               | •                            | • |                                 | • | • | • | 07              | keine Sprechrolle                |
| Hana Hatae | Molly O’Brien                  | Zivilistin auf Deep Space Nine, Tochter von Miles und Keiko O’Brien | Mensch                     | •                               | •                            | • | •                               | • | • | • | 012             | Jill Schulz (ab Staffel 6)       |
| Louise Fletcher | Winn Adami                     | religiöse Führerin der Bajoraner | Bajoranerin                | •                               | •                            | • |                                 | • | • | • | 015             | Regina Lemnitz                   |
| Rosalind Chao | Keiko O’Brien                  | Lehrerin auf Deep Space Nine, Ehefrau von Miles und Mutter von Molly und Kirayoshi O’Brien                                                                             | Mensch                     | •                               | •                            | • | •                               | • | • | • | 020             | Iris Artajo                      |
| Max Grodénchik | Rom                            | Bruder von Quark, Angestellter in dessen Bar (Staffel 1–4) Techniker (Staffel 4–7)                                                                                     | Ferengi                    | •                               | •                            | • | •                               | • | • | • | 037             | Wilfried Herbst                  |
| Marc Alaimo | Dukat                          | cardassianischer Offizier, ehemaliger Kommandant von Deep Space Nine und Präfekt des besetzten Bajor, später Führer von Cardassia                                      | Cardassianer               | •                               | •                            | • | •                               | • | • | • | 037             | Tilo Schmitz                     |
| Marc Alaimo | Anjohl Tennan                  | bajoranische Tarnidentität von Gul Dukat | Cardassianer/Bajoraner     |                                 |                              |   |                                 |   |   | • | 03              | Tilo Schmitz                     |
| Andrew Robinson | Elim Garak                     | Schneider auf Deep Space Nine, Geheimagent im Exil | Cardassianer               | •                               | •                            | • | •                               | • | • | • | 039             | Friedrich G. Beckhaus            |
| Aron Eisenberg | Nog                            | Sohn von Rom, Zivilist auf Deep Space Nine (Staffel 1–4) Kadett an der Sternenflottenakademie (Staffel 4) Kadett und später Offizier auf Deep Space Nine (Staffel 5–7) | Ferengi                    | •                               | •                            | • | •                               | • | • | • | 048             | Fabian Schwab (Staffeln 2–7)     |
| Mark Allen Shepherd | Morn                           | Dauergast in Quarks Bar | Lurianer                   | •                               | •                            | • | •                               | • | • | • | 091             | keine Sprechrolle                |
| Philip Anglim | Bareil Antos                   | bajoranischer Geistlicher | Bajoraner                  | •                               | •                            | • |                                 |   | • |   | 07              | Peter Reinhardt (Staffeln 1–3)   |
| Philip Anglim | Bareil Antos                   | bajoranischer Geistlicher | Bajoraner                  | •                               | •                            | • | Stefan Fredrich (Ep. 132)       |   | • |   | 07              |                                  |
| Camille Saviola | Kai Opaka                      | religiöse Führerin der Bajoraner | Bajoranerin                | •                               | •                            |   | •                               |   |   |   | 05              | Agi Prandhoff                    |
| Felecia M. Bell | Jennifer Sisko                 | verstorbene Ehefrau von Benjamin Sisko und Mutter von Jake Sisko | Mensch                     | •                               |                              | • | •                               |   |   |   | 04              | Elisabeth Günther                |
| Ann H. Gillespie | Jabara                         | Krankenschwester auf Deep Space Nine | Bajoranerin                | •                               | •                            | • |                                 |   |   |   | 04              | Monika Deininger (Ep. 5)         |
| Ann H. Gillespie | Jabara                         | Krankenschwester auf Deep Space Nine | Bajoranerin                | •                               | •                            | • | Elvira Schuster (Ep. 42 und 59) |   |   |   | 04              |                                  |
| Ann H. Gillespie | Jabara                         | Krankenschwester auf Deep Space Nine | Bajoranerin                | •                               | •                            | • | Karin David (Ep. 64)            |   |   |   | 04              |                                  |
| Richard Beymer | Li Nalas                       | ehemaliger bajoranischer Widerstandskämpfer | Bajoraner                  |                                 | •                            |   |                                 |   |   |   | 03              | Klaus-Dieter Klebsch             |
| Frank Langella | Jaro Essa                      | Minister der bajoranischen provisorischen Regierung | Bajoraner                  |                                 | •                            |   |                                 |   |   |   | 03              | Christian Rode                   |
| Leslie Bevis | Rionoj                         | Frachterkapitänin | Boslicin                   |                                 | •                            | • | •                               |   |   |   | 03              | Alexandra Lange (Ep. 21)         |
| Leslie Bevis | Rionoj                         | Frachterkapitänin | Boslicin                   | Ana Fonell (Ep. 52)             | •                            | • | •                               |   |   |   | 03              |                                  |
| Leslie Bevis | Rionoj                         | Frachterkapitänin | Boslicin                   | Karin Grüger (Ep. 98)           | •                            | • | •                               |   |   |   | 03              |                                  |
| Paul Dooley | Enabran Tain                   | ehemaliger cardassianischer Geheimdienstchef | Cardassianer               |                                 | •                            | • |                                 | • |   |   | 04              | Werner Ehrlicher (Ep. 42)        |
| Paul Dooley | Enabran Tain                   | ehemaliger cardassianischer Geheimdienstchef | Cardassianer               | Imo Heite (Ep. 66, 67, 112)     | •                            | • |                                 | • |   |   | 04              |                                  |
| John Colicos | Kor                            | klingonischer Offizier | Klingone                   |                                 | •                            |   | •                               |   |   | • | 03              | Hans Nitschke (Ep. 39)           |
| John Colicos | Kor                            | klingonischer Offizier | Klingone                   | Michael Chevalier (Ep. 81, 157) | •                            |   | •                               |   |   | • | 03              |                                  |
| Salome Jens | Gründerin                      | Verbindungsperson der Gründer des Dominion im Alpha-Quadranten | Formwandlerin              |                                 |                              | • | •                               | • | • | • | 016             | Alexandra Lange                  |
| Penny Johnson Jerald | Kasidy Yates                   | Frachterkapitänin, Freundin von Benjamin Sisko | Mensch                     |                                 |                              | • | •                               | • | • | • | 017             | Joseline Gassen                  |
| Chase Masterson | Leeta                          | Dabo-Mädchen in Quarks Bar, später Roms Ehefrau | Bajoranerin                |                                 |                              | • | •                               | • | • | • | 017             | Melanie Hinze (außer Ep. 174)    |
| Chase Masterson | Leeta                          | Dabo-Mädchen in Quarks Bar, später Roms Ehefrau | Bajoranerin                | Antje von der Ahe (Ep. 174)     |                              | • | •                               | • | • | • | 017             |                                  |
| Robert O’Reilly | Gowron                         | Kanzler des Klingonischen Reichs | Klingone                   |                                 |                              | • | •                               | • |   | • | 08              | Jan Spitzer                      |
| Ken Marshall | Michael Eddington              | Sicherheitschef der Sternenflotte auf Deep Space Nine, Mitglied des Maquis                                                                                             | Mensch                     |                                 |                              | • | •                               | • |   |   | 09              | Walter Alich                     |
| Andrea Martin | Ishka                          | Mutter von Quark und Rom | Ferengi                    |                                 |                              | • |                                 |   |   |   | 01              | Renate Danz                      |
| Cecily Adams | Ishka                          | Mutter von Quark und Rom | Ferengi                    |                                 |                              |   |                                 | • | • | • | 04              | Renate Danz                      |
| Jeffrey Combs | Brunt                          | Liquidator der Ferengi-Handelsbehörde FCA | Ferengi                    |                                 |                              | • | •                               | • | • | • | 08              | Norbert Gescher                  |
| Jeffrey Combs | Weyoun                         | Diplomat des Dominion | Vorta                      |                                 |                              |   | •                               | • | • | • | 024             | Udo Schenk                       |
| Julianna McCarthy | Mila                           | Haushälterin von Enabran Tain | Cardassianerin             |                                 |                              | • |                                 |   |   | • | 03              | Maresi Bischoff-Hanft (Ep. 66)   |
| Julianna McCarthy | Mila                           | Haushälterin von Enabran Tain | Cardassianerin             | Luise Lunow (Ep. 174–175)       |                              | • |                                 |   |   | • | 03              |                                  |
| F.J. Rio | Enrique Muniz                  | Ingenieur auf Deep Space Nine | Mensch                     |                                 |                              |   | •                               | • |   |   | 03              | Gunnar Helm                      |
| Casey Biggs | Damar                          | cardassianischer Offizier, später Führer von Cardassia | Cardassianer               |                                 |                              |   | •                               | • | • | • | 024             | Thomas Nero Wolff                |
| J. G. Hertzler | Martok                         | klingonischer General | Klingone                   |                                 |                              |   | •                               | • | • | • | 026             | Andreas Thieck                   |
| Cyia Batten | Tora Ziyal                     | Tochter von Gul Dukat und einer Bajoranerin | Bajoranerin/Cardassianerin |                                 |                              |   | •                               |   |   |   | 02              | Carola Ewert                     |
| Tracy Middendorf | Tora Ziyal                     | Tochter von Gul Dukat und einer Bajoranerin | Bajoranerin/Cardassianerin |                                 |                              |   | •                               |   |   |   | 01              | Carola Ewert                     |
| Melanie Smith | Tora Ziyal                     | Tochter von Gul Dukat und einer Bajoranerin | Bajoranerin/Cardassianerin |                                 |                              |   |                                 | • | • |   | 06              | Carola Ewert                     |
| Brock Peters | Joseph Sisko                   | Restaurantbesitzer auf der Erde, Vater von Benjamin Sisko | Mensch                     |                                 |                              |   | •                               |   | • | • | 06              | Werner Ehrlicher                 |
| Marc Worden | Alexander Rozhenko             | klingonischer Krieger, Sohn von Worf | Klingone                   |                                 |                              |   |                                 |   | • | • | 02              | Dennis Schmidt-Foß               |
| James Darren | Vic Fontaine                   | Bar- und Casinobetreiber in einem Holosuite-Programm | Hologramm                  |                                 |                              |   |                                 |   | • | • | 09              | Klaus-Dieter Klebsch             |
| Barry Jenner | William J. Ross                | Admiral der Sternenflotte | Mensch                     |                                 |                              |   |                                 |   | • | • | 013             | Klaus Nietz                      |
| William Sadler | Luther Sloan                   | Agent von Sektion 31 | Mensch                     |                                 |                              |   |                                 |   | • | • | 03              | Bernd Rumpf                      |
| Megan Cole | Kimara Cretak                  | romulanische Senatorin, kurzzeitig Botschafterin auf Deep Space Nine                                                                                                   | Romulanerin                |                                 |                              |   |                                 |   |   | • | 02              | Katarina Tomaschewsky            |
| Adrienne Barbeau | Kimara Cretak                  | romulanische Senatorin, kurzzeitig Botschafterin auf Deep Space Nine                                                                                                   | Romulanerin                |                                 |                              |   |                                 |   |   | • | 01              | Katarina Tomaschewsky            |
| Todd Slayton | Gor                            | Offizier der Breen-Konföderation | Breen                      |                                 |                              |   |                                 |   |   | • | 04              | keine Sprechrolle                |
| James Otis | Solbor                         | bajoranischer Geistlicher | Bajoraner                  |                                 |                              |   |                                 |   |   | • | 03              | Wolfgang Thal (Ep. 168)          |
| James Otis | Solbor                         | bajoranischer Geistlicher | Bajoraner                  | Hasso Zorn (Ep. 169–170)        |                              |   |                                 |   |   | • | 03              |                                  |
| John Vickery | Rusot                          | Offizier in der cardassianischen Rebellion | Cardassianer               |                                 |                              |   |                                 |   |   | • | 03              | Bert Franzke                     |
| Max Omega | Pran                           | Offizier der Breen-Konföderation | Breen                      |                                 |                              |   |                                 |   |   | • | 04              | keine Sprechrolle                |

### Szenenbild, Kostümdesign und Masken

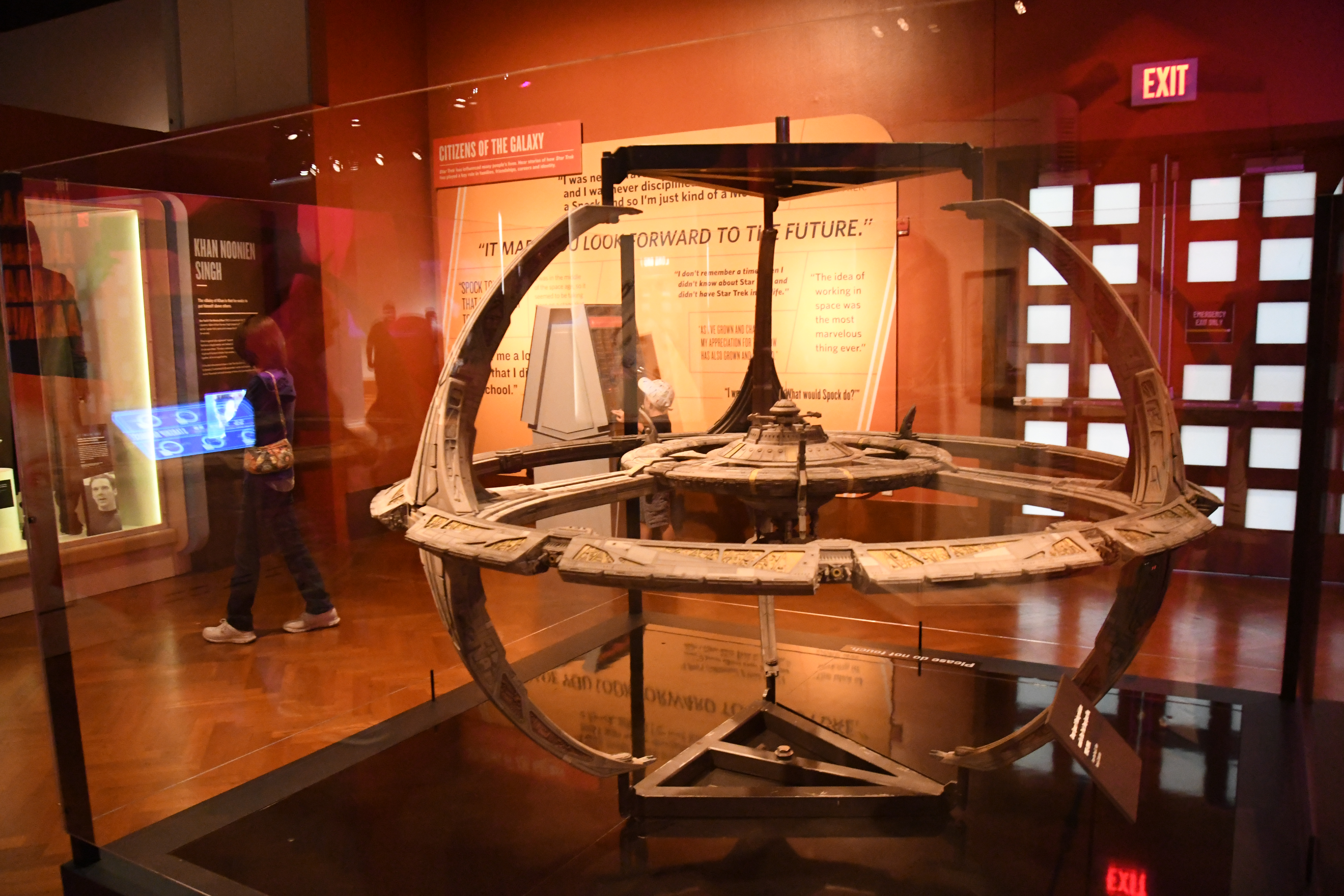
Modell der Raumstation

Das 1992 veranschlagte Budget für die Sets betrug 4 Millionen US-Dollar. Die Form der Raumstation basierte auf einem Gyroskop. Es kamen mindestens vier verschiedene, vom Szenenbildner Herman F. Zimmerman entworfene Modelle der Raumstation zum Einsatz; sie waren bis zu 2 Meter groß und wurden abhängig von der Kameraperspektive und der Szene eingesetzt. Um die Station möglichst groß wirken zu lassen, wurde sie mit Weitwinkelobjektiven gefilmt. Als Vorbilder für die Lichtgebung des Stationsäußeren dienten Fotos von Space Shuttles der NASA. Die Kulissen des Promenadendecks der Raumstation wurden zu Beginn der zweiten Staffel erweitert, um mehr Platz zur Verfügung zu haben, und mit der Absicht umgestaltet, es belebter und geschäftiger wirken zu lassen. Eines der für das Raumschiff Defiant eingesetzten Modelle maß etwa 1,20 Meter. Das Set der Defiant-Brücke wurde nach Produktionsende in Star Trek: Raumschiff Voyager und Enterprise für andere Raumschiffe wiederverwendet.
Mitunter wurden Kostüme und Kulissen aus Das nächste Jahrhundert und Raumschiff Voyager sowie den Filmen Der erste Kontakt und Der Aufstand wiederverwendet. Für das Kostümdesign war überwiegend Robert Blackman zuständig. Viele der für Schurkenrollen gefertigten Kostüme, darunter die schwarze Lederkleidung der Sektion-31-Agenten, entstanden inspiriert durch das Aussehen von SS- und Gestapo-Mitgliedern und anderer Nationalsozialisten.
Weil René Auberjonois, Darsteller des Formwandlers Odo, erst so spät engagiert wurde, dass seine Maske nicht rechtzeitig fertiggestellt werden konnte, wurde die Maske im Laufe der ersten Staffel mehrfach angepasst. Die Sprechrollen anderer in der Serie auftauchender Formwandler erhielten differenziert ausgestaltete Teilmasken, Darsteller ohne Sprechrollen dagegen Ganzkopfmasken aus Latex.

### Dreharbeiten
Die Dreharbeiten zum Pilotfilm begannen am 18. August 1992, die für das Serienfinale endeten am 20. April 1999. Die durchschnittliche Drehzeit pro Episode dauerte sieben bis acht Tage, jeder Drehtag mindestens 13 Stunden.
Um die düstere Atmosphäre der Raumstation zu betonen, wurde oft ungefiltertes Licht eingesetzt, wodurch die Sets besonders dunkel wirken. Bei der Beleuchtung der Sets kamen speziell gestaltete Decken und darüber installierte Spiegel zum Einsatz. Durch die Anpassung der Beleuchtung und die Veränderung der Raumausstattung wurden dieselben Sets für die Quartiere unterschiedlicher Besatzungsmitglieder verwendet. In den ersten beiden Staffeln wurden häufig Kameralinsen benutzt, die die Charaktere von ihrer Umgebung isolierten. Dies änderte man mit Beginn der dritten Staffel, um mehr Informationen über den Bildschirm vermitteln zu können.
Über den Serienverlauf hinweg kamen insgesamt 34 Regisseure zum Einsatz, darunter einige, die auch in anderen Star-Trek-Serien Regie führten, und einige der Hauptdarsteller. Die aktivsten Regisseure waren David Livingston (17 Episoden), Les Landau (14), Winrich Kolbe (13), Allan Kroeker (13) und LeVar Burton (10) (siehe Hauptartikel: Liste der Star-Trek-Regisseure). Executive Producer Ira Steven Behr entschied, mit Beginn der fünften Staffel neue, in der Serie bislang noch nicht verwendete Regisseure mit dem Ziel einzusetzen, das Interesse der Zuschauer wach zu halten. Dazu gehörten neben Kroeker Victor Lobl, John Kretchmer, Jesús Salvador Treviño, Gabrielle Beaumont und Michael Vejar. Als Kameramann kamen Jonathan West (118 Episoden), Marvin V. Rush (45) und Kris Krosskove (20) zum Einsatz.
In der finalen Episode waren auch das Drehbuchautorenteam und einige unkostümierte Darsteller normalerweise nur mit Maske auftretender Figuren zu sehen.

### Spezial- und visuelle Effekte
Zu Serienbeginn entstand ein Großteil der Außenaufnahmen von Raumschiffen und -stationen unter Einsatz der Motion-Control-Fotografie. Im Serienverlauf ging man zunehmend dazu über, Raumschiff- und Weltallszenen mit der CGI-Technik zu produzieren, sodass in den letzten beiden Staffeln beinahe alle dieser Szenen unter Verwendung von CGI entstanden. Gründe für den zunehmenden CGI-Einsatz waren eine besser werdende Qualität und abnehmende finanzielle Aufwände. Die Verwendbarkeit von CGI war wesentlicher Grund dafür, dass im Rahmen des Dominion-Krieges Flotten aus mehreren Dutzend Raumschiffen gezeigt werden konnten.
Die verhältnismäßig wenigen in den ersten fünf Staffeln enthaltenen CGI-Effekte, darunter die Morphing-Szenen Odos, produzierte die Firma VisionArt. Die CGI-Aufnahmen von Raumschiffen, dreidimensionalen Effekten, Raumschlachten und Außerirdischen in den Staffeln 6 bis 7 stammen von den Firmen Foundation Imaging, die zuvor durch Paramount von Babylon 5 abgeworben wurde, und Digital Muse. Für die Herstellung der CGI-Aufnahmen kam überwiegend die Software LightWave 3D zum Einsatz. An den Spezialeffekten, darunter der Generierung des Wurmlochs, war auch die Firma Rhythm & Hues beteiligt. Beispielsweise für Landschaftsbilder von Planeten wurden Matte Paintings angefertigt, woran auch die Firma Illusion Arts beteiligt war. Manche der ursprünglich vorgesehenen Spezialeffekte konnten infolge von Budgetkürzungen zugunsten anderer Episoden nur eingeschränkt umgesetzt werden, darunter in den Episoden Die Front (Homefront) und Das verlorene Paradies (Paradise Lost, beide Staffel 4).
Wie bei Das nächste Jahrhundert wurden die optischen Effekte nicht auf Negativfilm aufgenommen, sondern mit dem Ziel einer Zeit- und Kostenersparnis auf Video (siehe Hauptartikel: Raumschiff Enterprise – Das nächste Jahrhundert).
Anlässlich des 30-jährigen Star-Trek-Jubiläums wurde für die fünfte Staffel die Episode Immer die Last mit den Tribbles produziert. Darin wurden in wiederverwendeten Szenen aus Raumschiff-Enterprise-Episoden Deep Space Nine-Figuren mittels digitaler Bildbearbeitung eingefügt (siehe Hauptartikel: Staffel 5).

### Vertonung
Der Soundtrack jeder Episode besteht aus bis zu 30 verschiedenen, individuellen Aufnahmen. Dazu gehören neben der Musik und den Dialogen der Darsteller Stimmen aus dem Off, darunter Computerstimmen, und Geräusche etwa von Tricordern, Phasern und sich öffnenden und schließenden Türen. Der Soundtrack jeder auf Deep Space Nine spielenden Szene beinhaltet Borduns – unterschwellige, tiefe Töne –, mit denen dem Zuschauer der Eindruck vermitteln werden soll, die Charaktere seien Teil einer in Betrieb befindlichen Maschine. Für die Abmischung der akustischen Elemente und das Automatic Dialogue Recording war die in Hollywood ansässige Firma Modern Sound verantwortlich. Im Rahmen der Vertonung der Episoden kam auch eine Digital Audio Workstation von Sonic Solutions zum Einsatz.
Für den Großteil der Episoden komponierten Dennis McCarthy und Jay Chattaway die Musik. Bei den anderen Komponisten handelt es sich um David Bell, Paul Baillargeon, Gregory Darryl Smith und John Debney. Bei den meisten der vom Fontaine-Darsteller James Darren in den letzten beiden Staffeln gesungenen Lieder handelt es sich um Interpretationen und Coverversionen von Songs bekannter Sänger, darunter vor allem Frank Sinatras. Zu den Stücken gehören unter anderen That Old Black Magic, It’s Only a Paper Moon, Sophisticated Lady, I’ve Got You Under My Skin, The Way You Look Tonight und Night and Day.
Dennis McCarthy komponierte auch die Titelmelodie. An seiner Stelle war ursprünglich Jerry Goldsmith vorgesehen, der wegen Zeitmangels aber absagte. McCarthy überarbeitete die Titelmelodie im Zuge der visuellen Umgestaltung des Vorspanns mit Beginn der vierten Staffel.

## Fernsehausstrahlung
Die Serie wurde – wie auch die anderen Star-Trek-Produktionen – für andere Sprachen synchronisiert und in zahlreichen Ländern ausgestrahlt.

### Vereinigte Staaten
| \| Staffel \| Anzahl Episoden \| Erstausstrahlung \| Rating[135] \| \| ------- \| --------------- \| ----------------------------- \| ----------- \| \| 1 \| 20 \| 3. Jan. 1993 – 20. Jun. 1993 \| 11,1 \| \| 2 \| 26 \| 26. Sep. 1993 – 12. Jun. 1994 \| 08,8 \| \| 3 \| 26 \| 26. Sep. 1994 – 19. Jun. 1995 \| 07,7 \| \| 4 \| 26 \| 2. Okt. 1995 – 17. Jun. 1996 \| 06,6 \| \| 5 \| 26 \| 30. Sep. 1996 – 16. Jun. 1997 \| 05,8 \| \| 6 \| 26 \| 29. Sep. 1997 – 17. Jun. 1998 \| 05,0 \| \| 7 \| 26 \| 30. Sep. 1998 – 2. Jun. 1999 \| 04,6 \| |                 |                               |        |
| Staffel | Anzahl Episoden | Erstausstrahlung              | Rating |
| 1 | 20              | 3. Jan. 1993 – 20. Jun. 1993  | 11,1   |
| 2 | 26              | 26. Sep. 1993 – 12. Jun. 1994 | 08,8   |
| 3 | 26              | 26. Sep. 1994 – 19. Jun. 1995 | 07,7   |
| 4 | 26              | 2. Okt. 1995 – 17. Jun. 1996  | 06,6   |
| 5 | 26              | 30. Sep. 1996 – 16. Jun. 1997 | 05,8   |
| 6 | 26              | 29. Sep. 1997 – 17. Jun. 1998 | 05,0   |
| 7 | 26              | 30. Sep. 1998 – 2. Jun. 1999  | 04,6   |

Die Erstausstrahlung von Deep Space Nine startete in den USA am 2. Januar 1993. Sie erfolgte im wöchentlichen Rhythmus und syndiziert, das heißt nicht durch ein bestimmtes Fernseh-Network, sondern durch regionale Fernsehstationen. Der Pilotfilm wurde mit etwa 12 Millionen Zuschauern beziehungsweise 18,8 Prozent Marktanteil zur bis dahin meistgesehenen Premierenepisode syndiziert ausgestrahlter Fernsehserien. Die erste Staffel erreichte durchschnittlich 8,7 Millionen Haushalte. Werberelevante Zielgruppe waren junge, männliche Zuschauer. Die Einschaltquoten der dritten Staffel lagen etwa 20 Prozent über denen der damals stärksten Konkurrenzserie Baywatch. Bis zur finalen Staffel sank die Anzahl regelmäßiger Zuschauer auf durchschnittlich 4,5 Millionen. Zumindest ab der vierten Staffel wirkte sich die zunehmende Konkurrenz von anderen phantastischen Fernsehserien wie Hercules und Xena mindernd auf die Einschaltquoten von Deep Space Nine aus; auch deswegen erreichte die Serie nicht annähernd so hohe Einschaltquoten wie das ebenfalls syndiziert ausgestrahlte Das nächste Jahrhundert.

### Deutschsprachige Länder
In den deutschsprachigen Ländern wurde Deep Space Nine beginnend im Januar 1994 durch Sat.1 erstausgestrahlt. Bis zu dem Zeitpunkt war die Erstausstrahlung von Das nächste Jahrhundert erst bis zur Mitte der vierten Staffel fortgeschritten, weshalb die deutschen Zuschauer die Handlungselemente, auf denen Deep Space Nine aufbaut, noch nicht zu sehen bekommen hatten. Der Pilotfilm lief im Abendprogramm des 28. Januars 1994 erstmals und wurde in Deutschland von etwa 4,4 Millionen Zuschauern gesehen. Die weiteren Episoden der ersten Staffel liefen im Winter und Frühjahr 1994 in wöchentlichem Rhythmus am Sonntagnachmittag mit einer Reichweite von durchschnittlich 1,7 Millionen Zuschauern, wobei nur die ersten drei Episoden mehr als 2 Millionen Zuschauer hatten. Die zweite Staffel lief im Spätsommer bzw. Herbst 1994 montags bis freitags (fünfmal pro Woche). Die dritte und vierte Staffel sendete Sat.1 1996 montags bis samstags (sechsmal pro Woche). Der Ausstrahlungsrhythmus wurde für die erst 1998 erstausgestrahlte fünfte Staffel beibehalten. Die für das Star-Trek-Jubiläum entstandene Episode Immer die Last mit den Tribbles (Trials and Tribble-ations) lief aber bereits im Dezember 1997 erstmals. Die Staffeln 2 bis 5 erreichten bei ihrer Erstausstrahlung durchschnittlich zwischen 1 und 1,5 Millionen Zuschauer. Der überwiegende Teil der Staffeln 6 und 7 wurde 1998 bis 2000 samstags von 16 bis 17 Uhr gezeigt, allerdings mit Ausnahme von Bayern, wo zu der Zeit ein Fensterprogramm gesendet wurde. In Bayern waren die Episoden dieser beiden Staffeln – von wenigen Ausnahmen abgesehen – nur in der nächtlichen Wiederholung zu sehen. Die Zuschauerzahlen sanken auf durchschnittlich etwas unter eine Million pro Episode. Bei Wiederholungen der ersten sechs Staffeln auf Sat.1 in den 1990er Jahren erreichten manche Episoden noch höhere Einschaltquoten als bei ihrer Erstausstrahlung.
Die Serie wurde außerdem bei Kabel eins, Tele 5 und im Pay-TV wiederholt.
| \| Staffel \| Zeitraum \| Reichweite [140] \| Marktanteil [140] \| \| ------------- \| --------------------------------- \| ---------------- \| ----------------- \| \| 1 (Pilotfilm) \| 28. Jan. 1994 \| 4,43 Mio. \| 13,3 % \| \| 1 (Ep. 3–20) \| 30. Jan. 1994 – 5. Jun. 1994[140] \| 1,67 Mio. \| 09,8 % \| \| 2 \| 29. Aug. 1994 – 3. Okt. 1994 \| 1,03 Mio. \| 13,8 % \| \| 3 \| 15. Feb. 1996 – 15. März 1996 \| 1,20 Mio. \| 14,5 % \| \| 4 \| 15. Okt. 1996 – 12. Nov. 1996 \| 1,26 Mio. \| 15,8 % \| \| 5 (Ep. 104) \| 6. Dez. 1997 \| 1,56 Mio. \| 17,8 % \| \| 5 \| 19. Feb. 1998 – 25. März 1998 \| 1,40 Mio. \| 12,1 % \| \| 6 \| 9. Mai 1998 – 7. Nov. 1998 \| 0,81 Mio. \| 08,9 % \| \| 7 \| 4. Sep. 1999 – 25. März 2000 \| 0,92 Mio. \| 07,9 % \| Anmerkung zu den Spalten Reichweite und Marktanteil: Es handelt sich um Mittelwerte aus episodenspezifischen Einschaltquoten der Gesellschaft für Konsumforschung. |                               |            |             |
| Staffel | Zeitraum                      | Reichweite | Marktanteil |
| 1 (Pilotfilm) | 28. Jan. 1994                 | 4,43 Mio.  | 13,3 %      |
| 1 (Ep. 3–20) | 30. Jan. 1994 – 5. Jun. 1994  | 1,67 Mio.  | 09,8 %      |
| 2 | 29. Aug. 1994 – 3. Okt. 1994  | 1,03 Mio.  | 13,8 %      |
| 3 | 15. Feb. 1996 – 15. März 1996 | 1,20 Mio.  | 14,5 %      |
| 4 | 15. Okt. 1996 – 12. Nov. 1996 | 1,26 Mio.  | 15,8 %      |
| 5 (Ep. 104) | 6. Dez. 1997                  | 1,56 Mio.  | 17,8 %      |
| 5 | 19. Feb. 1998 – 25. März 1998 | 1,40 Mio.  | 12,1 %      |
| 6 | 9. Mai 1998 – 7. Nov. 1998    | 0,81 Mio.  | 08,9 %      |
| 7 | 4. Sep. 1999 – 25. März 2000  | 0,92 Mio.  | 07,9 %      |

## Andere Veröffentlichungsformen

### Heimkino-Veröffentlichung
| Überblick VHS-Veröffentlichung Deutschland |                                                                     |
| --- | ------------------------------------------------------------------- |
| \| Staffel \| Datum \| \| ------- \| ------------------------------------------------------------------- \| \| 1 \| Feb. 1995 – Nov. 1995 \| \| 2 \| Jan. 1996 – Jun. 1996 (Ep. 21–32), Jul. 1997 – Feb. 1998(Ep. 33–46) \| \| 3 \| Sep. 2001 – Okt. 2002 \| \| 4 \| Juli 1996 – Jun. 1997 \| \| 5 \| März 1998 – Apr. 1999 \| \| 6 \| Mai 1999 – Jun. 2000 \| \| 7 \| Juli 2000 – Aug. 2001 \| |                                                                     |
| Staffel | Datum                                                               |
| 1 | Feb. 1995 – Nov. 1995                                               |
| 2 | Jan. 1996 – Jun. 1996 (Ep. 21–32), Jul. 1997 – Feb. 1998(Ep. 33–46) |
| 3 | Sep. 2001 – Okt. 2002                                               |
| 4 | Juli 1996 – Jun. 1997                                               |
| 5 | März 1998 – Apr. 1999                                               |
| 6 | Mai 1999 – Jun. 2000                                                |
| 7 | Juli 2000 – Aug. 2001                                               |

In den USA begann Paramount 1996 mit der Veröffentlichung der Episoden auf Videokassetten, brach sie 2002 nach der fünften Staffel aber wieder ab. Von 1996 bis 1999 wurden die ersten 60 Episoden zudem auf Laserdisc veröffentlicht.
Für den deutschen Markt erschienen alle sieben Staffeln zwischen 1995 und 2002 deutsch synchronisiert auf VHS. Dabei veröffentlichte CIC zumeist jeden Monat eine neue Kassette mit zwei Episoden. Die zweite Hälfte der zweiten Staffel wurde erst nach der vierten Staffel veröffentlicht, die dritte Staffel erst nach der siebten Staffel. Mit der Veröffentlichung der vierten Staffel begann CIC 1996 bereits vor deren deutscher Erstausstrahlung.
Alle sieben Staffeln wurden sowohl in den USA (Regionalcode 1) als auch in den deutschsprachigen Ländern (Regionalcode 2) 2003 in mehrwöchigen Abständen in DVD-Boxen veröffentlicht.
Die für den deutschen Markt bestimmten Boxen werden von Paramount Home Entertainment vertrieben und enthalten Tonspuren in Deutsch, Englisch, Französisch, Italienisch und Spanisch. Die in Hartplastik-Boxen erstveröffentlichten DVDs sind im Handel heute zu deutlich höheren Preisen als die später erschienenen Ausgaben erhältlich. Alle Staffeln wurden im April 2009 neu veröffentlicht, nunmehr in 14 Boxen mit jeweils einer Staffelhälfte auf drei bzw. vier DVDs. Die erste Hälfte der siebten Staffel ist von der FSK ab 16 Jahren freigegeben, alle anderen Staffelhälften ab 12 Jahren. Deep Space Nine erschien vollständig im Dezember 2012 in einer DVD-Komplettbox. Bei dieser Ausgabe berichtete ein Teil der Käufer über Wiedergabeprobleme.
Die DVD-Ausgaben mit dem Regionalcode 2 sind europaweit inhaltsgleich. Um in Großbritannien eine Freigabe ab 18 Jahren durch die BBFC zu vermeiden, wurde für die europäische DVD-Veröffentlichung das Bildmaterial der Episode Die Abtrünnigen gegenüber der Originalfassung zensiert und leicht gekürzt; die Episode Söhne und Töchter wurde aus den gleichen Gründen um 26 Sekunden gekürzt. Das deutsche Free-TV strahlte diese Episoden jeweils ungeschnitten aus.
Die Serie ist zudem bei verschiedenen Video-on-Demand-Anbietern verfügbar, darunter Prime Video und Netflix.

### Dokumentation
Ira Steven Behr hat mittels Crowdfunding Geld für eine Dokumentation mit dem Titel What we left behind gesammelt. Der Titel nimmt Bezug auf die letzte Doppelepisode. An dieser Dokumentation waren auch Ronald D. Moore, Renè Echevarria und Robert Hewitt Wolfe beteiligt. Mit Ausnahme von Avery Brooks haben alle ehemaligen Hauptdarsteller an der Dokumentation teilgenommen. Es wurden über 570.000 $ gesammelt. Dadurch war es möglich, die Dauer der Dokumentation auf 90 Minuten zu verlängern und weitere Vorteile einzuarbeiten.

### Soundtrack
Das Musiklabel GNP Crescendo Records veröffentlichte den Soundtrack zum Pilotfilm und die Titelmelodie 1993 auf zwei separaten Audio-CDs. Musik aus der Serie erschien auch in diversen Alben, die Stücke von verschiedenen Star-Trek-Serien und -Filmen enthalten, zum Beispiel im Album Music from the Star Trek Saga (2013). 1999 erschien bei Concord Records das Album This One’s from the Heart mit 17 Songs, die James Darren für seine Auftritte in den letzten beiden Staffeln aufgenommen hatte.
2013 erschien beim Label La-La Land Records die auf 3000 Exemplare limitierte CD-Box Star Trek: Deep Space Nine Collection, die auf vier CDs mit über fünf Stunden Laufzeit eine Auswahl an episodenspezifischen Kompositionen und verschiedene Versionen der Titelmelodie enthält.
Zum Beispiel bei Amazon.de gibt es den Soundtrack auch als MP3-Downloads. Die Partitur der Titelmelodie wird als Digitaldruck online zum Kauf angeboten, etwa durch sheetmusicplus.com. Zumindest die Titelmelodie wurde neben anderen Star-Trek-Kompositionen auch bei Konzerten aufgeführt, so zum Beispiel 2008 in der Roy Thomson Hall in Toronto.

## Themen, Deutungen und Motive

### Politik, Terrorismus und Krieg
Mit dem Pilotfilm beabsichtigte Michael Piller, der Serie eine Aussage über die Koexistenz und das Zusammenkommen der Menschen zu geben. Dafür ließ er sich in Bezug auf den ausgeschlachteten, verwüsteten Zustand der Raumstation von den Zerstörungen inspirieren, die bei den Unruhen in Los Angeles 1992 entstanden waren. Gregory (2000) war davon überzeugt, dass die Beteiligung der Sternenflotte am Betrieb der Raumstation und ihre vermittelnde Rolle im Konflikt zwischen Bajoranern und Cardassianern dem Kurs der Vereinigten Staaten in zahlreichen politischen Situationen entspreche, die Sternenflotte werde insofern als “peace-makers”, als Friedensstifter, porträtiert. Robb (2012) sah es ähnlich und sprach über die Stationsbesatzung von einer “United Nations-style peacekeeping crew”, einer den Vereinten Nationen ähnlichen, friedensbewahrenden Mannschaft. Mit dieser Ausgangskonstellation, so Geraghty (2009), bleibe die Serie klar der positiven Zukunftsvision treu, die die vorherigen Star-Trek-Serien prägte und bei der vor allem die Föderation als fortschrittlich, integer und optimistisch charakterisiert wurde. Dennoch weicht Deep Space Nine in mancher Hinsicht von dieser Botschaft ab. Das zeigt sich unter anderem in der Bewältigung der bajoranisch-cardassianischen Nachkriegszeit, einem im Serienverlauf wiederholt aufgegriffenen politischen Thema, und damit einhergehend an Kiras Anerkennung der Humanität ihrer früheren cardassianischen Unterdrücker in der vierten Staffel. Laut Gregory (2000) stimme die Serie der Notwendigkeit zu, dass sich zur Bewältigung von Nachkriegskonflikten und, um wirklichen Frieden zu sichern, die bisherigen Einstellungen der beiden kontrahierenden Seiten verändern müssten. In dieser Hinsicht reflektiere die Serie die gegenwärtige politische Realität, etwa von Nordirland, Südafrika, Jugoslawien oder dem Libanon. Damit bewege sich die Serie zudem über den idealistischen, aber vereinfachenden Linksliberalismus Gene Roddenberrys in den früheren Star-Trek-Produktionen hinaus.
Es gibt Ähnlichkeiten zwischen dem cardassianischen Imperium und Nazideutschland. Laut Nolton (2008) würden sie deutlich an der Besatzung der Cardassianer über Bajor und an den Arbeitslagern, in denen die Cardassianer bajoranische Gefangene, ähnlich wie die Nationalsozialisten unter anderem jüdische Häftlinge in Konzentrationslagern, Zwangsarbeit verrichten ließen. Dass die Autoren diese Parallelen beabsichtigten, zeigt sich deutlich an der Episode Der undurchschaubare Marritza (Duet, Staffel 1), in der von einem Holocaust die Rede ist und die inspiriert wurde durch den Spielfilm The Man in the Glass Booth (1975), welcher die Geschichte Adolf Eichmanns reflektiert. In Bezug auf die Parallelen nannte etwa Booker (2004) die Cardassianer auch „outer-space Nazis“, „Weltraumnazis“. Als eine Inspirationsquelle für den cardassianischen Geheimdienst Obsidianischer Orden diente einem der Autoren die Gestapo. Carney (2013) verglich die Darstellung der Bajoraner mit dem Vichy-Regime und der französischen Résistance. Produktionsdesigner Herman Zimmerman beschrieb Cardassia als Militärstaat, bestehend aus zahlreichen, gegnerischen Interessensgruppen, und als spartanisch, kompromiss- und erbarmungslos. Für die Gestaltung der cardassianischen Architektur orientierte er sich am Roman 1984. Bezugnehmend auf die Parallelen zwischen dem Roman und Cardassia, interpretierte Hahlbohm (2003) Cardassia als einen totalitären Überwachungsstaat, denn an den manchmal eingeblendeten Bildschirmen mit redenden Herrschern zeige sich deutlich die auf absolute Kontrolle über seine Bürger bedachte Grundhaltung des cardassianischen Imperiums.
Laut Putman (2013) reflektierten die terroristischen Aktionen des Maquis die in den USA zu Beginn der 1990er Jahre wachsende Gefahr von rechtem, inländischem Terrorismus, vor allem durch die Milizbewegung. Beispiele seien die Konflikte von Ruby Ridge 1992 und zwischen Davidianern und Beamten des Bureau of Alcohol, Tobacco and Firearms 1993. Die Maquis-Mitglieder ähnelten den an solchen Konflikten beteiligten Extremisten. Diese hätten sich ebenfalls aufgegeben und bedroht gefühlt von einer expandierenden, machtvollen Regierung, die auf manche den Eindruck erweckt habe, die amerikanische Unabhängigkeit zugunsten einer Neuen Weltordnung wie etwa den Vereinten Nationen aufzugeben. Passend dazu ließen sich die Drehbuchautoren für die Handlung der Episode In eigener Sache (For the Cause, Staffel 4) durch die Reaktionen der US-amerikanischen Öffentlichkeit auf den Bombenanschlag auf das Murrah Federal Building in Oklahoma City 1995 inspirieren, dem Höhepunkt der Gewalt durch die Milizbewegung.
Die in den Staffeln 3, 4 und 5 erzählten und vom Dominion-Konflikt handelnden Geschichten sind geprägt durch das Element der Paranoia. Der Grund für diese Paranoia liegt in der Angst der Föderation vor einer Infiltration durch die Gründer, die sich im Gegensatz zu Odo in perfekte Imitationen des menschlichen Körpers verwandeln können. Die Maßnahmen, die die Föderation als Reaktion auf die Bedrohung durch das Dominion ergreift, etwa die Stationierung des Kriegsschiffes Defiant oder die Aufrüstung der Raumstation, werden vom Dominion seinerseits als Gefahr wahrgenommen, die es in der Folge etwa durch das Bündnis mit Cardassia zu eliminieren versucht. Auch, weil es am Ende dieser Eskalation zu einem Krieg kommt, kann sie als klassisches Sicherheitsdilemma gelten. Für Raum-Deinzer et al. (2000) stand fest, dass etliche Veränderungen an der Rahmenhandlung der Staffeln 4 und 5 durch den Handlungsverlauf von Babylon 5 inspiriert worden seien, darunter das Bündnis zwischen dem Dominion und den dabei erstarkenden Cardassianern, das an den Pakt zwischen Centauri und Schatten erinnere. Der Dominion-Krieg wurde als eine Nachbildung des Ersten Weltkrieges verstanden, was sich etwa an den kostspieligen Militärbündnissen und den umfangreichen Opferlisten zeigt.
Der Dominion-Krieg stellt einen deutlichen Gegensatz zu Gene Roddenberrys Traum von einem friedvollen Universum dar, mit dem er die vorherigen Star-Trek-Serien zu prägen versuchte. Ein Beispiel für diesen Gegensatz ist die Episode In fahlem Mondlicht (In The Pale Moonlight, Staffel 6), in der Sisko das Romulanische Imperium zum Kriegseintritt bewegt. Für Sisko, so Raum-Deinzer et al. (2000), heilige darin der Zweck die Mittel, Pragmatismus sei ihm kriegsbedingt wichtiger als moralische Erwägungen. Dass sich moralische Ideale im Krieg schwer aufrechterhalten lassen, wurde am Beispiel dieser Episode als zentrales Thema der Serie interpretiert.
Beispielhaft für den Gegensatz zu Roddenberrys Traum ist zudem die Existenz des Sternenflottengeheimdienstes Sektion 31. Seine Absichten betreffs der Einführung der Sektion 31 erklärend, sagte Drehbuchautor Ira Steven Behr, dass die Erde im 24. Jahrhundert deshalb ein Paradies sei, weil es mit der Sektion 31 jemanden gebe, der darüber wache und all die schmutzigen Dinge erledige, an die niemand zu denken bereit sei. Diesen Aspekt erkannte ein Artikel der Zeitschrift The Atlantic im Jahr 2013 als eine Gemeinsamkeit mit der NSA, die das streng geheime PRISM-Überwachungsprogramm betreibt. Ein Unterschied zwischen beiden Geheimdiensten sei aber, dass die NSA wenigstens durch den United States Foreign Intelligence Surveillance Court überwacht wird, während die Sektion 31 keiner Stelle gegenüber verantwortlich ist. Raum-Deinzer et al. vermuteten in der Einführung der Geheimorganisation in die Handlung darüber hinaus die Absicht der Autoren, auf der in den 1990er Jahren aufgekommenen Welle aus Mystery-Produktionen wie etwa Akte X mitzuschwimmen.

### Kultur, Beziehungen und Wandlung der Figuren

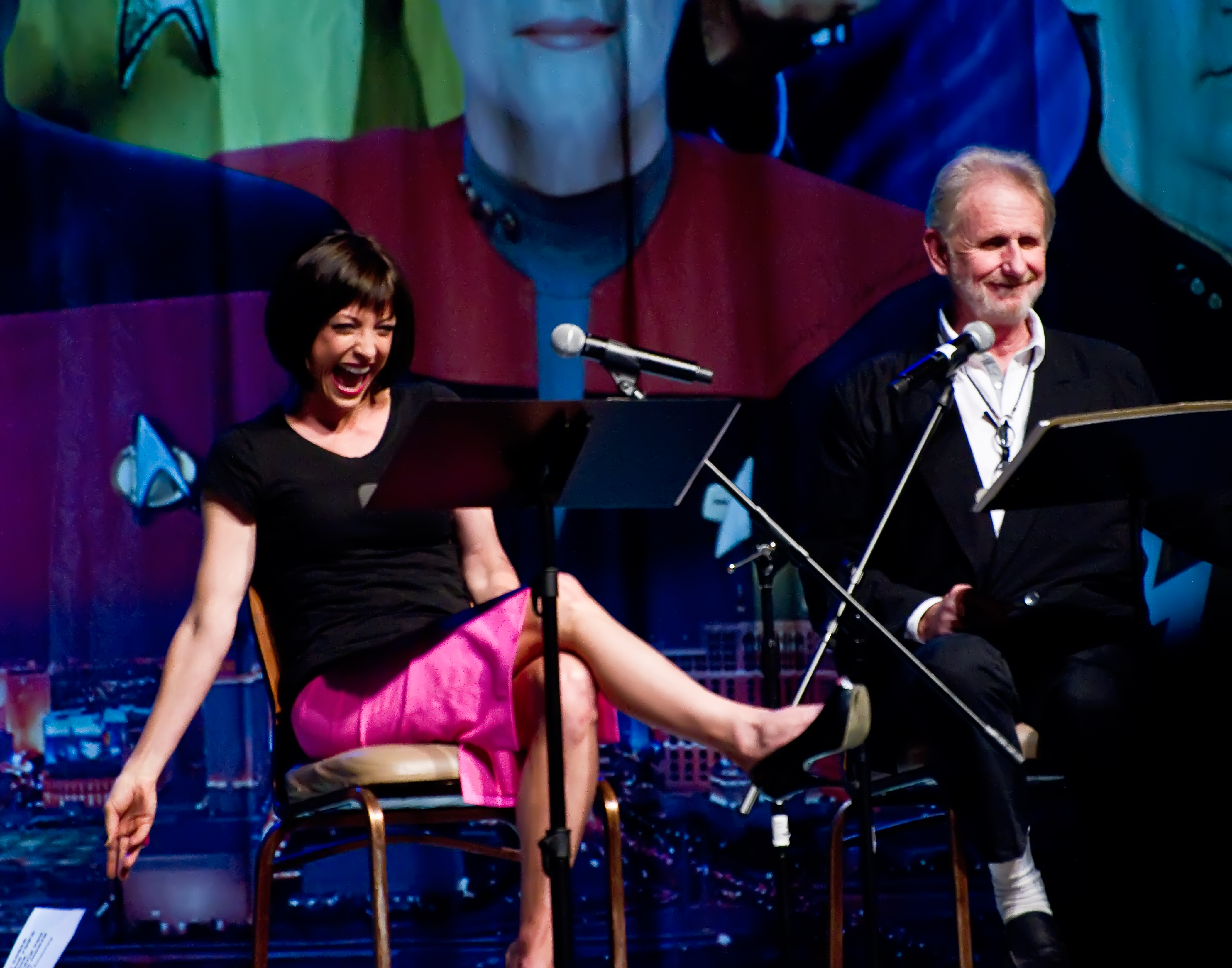
Die Darsteller von Kira Nerys und Odo, Nana Visitor und René Auberjonois, auf der Star-Trek Convention 2011 in Las Vegas

Die von den Erschaffern beabsichtigte, dunklere Zeichnung der Charaktere wurde von mehreren Autoren als ein wesentlicher Unterschied zu Das nächste Jahrhundert erkannt. Zum Beispiel Mason (1993) interpretierte diesen Aspekt wie folgt: „Während ‚Das nächste Jahrhundert‘ eine utopische Gemeinschaft in das All projiziert, schlägt ‚Deep Space Nine‘ eine Gesellschaft aus Eigenbrötlern, Rebellen, Außenseitern, Hooligans und Zynikern vor. Es gibt einige Ausnahmen, aber die meisten Charaktere hegen einen Groll. Ärger und Egoismus motivieren hier eine Figur mit ebensolcher Wahrscheinlichkeit, wie es Ehre und Mut in ‚Das nächste Jahrhundert‘ vermögen.“
Geraghty (2003) hob hervor, dass Familien oder familienähnliche Beziehungen – im deutlichen Gegensatz zu Raumschiff Enterprise – eine dauerhaft wichtige Bedeutung in der Serie besitzen. Episoden wie Der Besuch (The Visitor, Staffel 4), Das Zeitportal (Time’s Orphan, Staffel 6) und die Abschlussfolge Das, was du zurücklässt (What You Leave Behind) veranschaulichten die starken, die ganze Serie durchziehenden Bindungen von Familie, Heirat und Elternschaft. Mit der starken Konzentration auf zwischenmenschliche Beziehungen ähnele Deep Space Nine zeitgenössischen Fernsehserien der 1990er Jahre wie etwa Friends, so der Autor in einer späteren Publikation (2009).
In der Kultur der Cardassianer spiegeln sich, so Carney (2013), typische Werte und Eigenschaften der Deutschen. Wie sich in mehreren Episoden zeige, seien für die Cardassianer, ebenso wie für die Deutschen, Sauberkeit, Befehlsgehorsam, Pünktlichkeit und Effizienz typisch. Die cardassianische Staatsdienlichkeit, die etwa in Aussagen des Cardassianers Garak in der Episode Das Implantat (The Wire, Staffel 2) deutlich wird, sei vergleichbar mit der preußischen Kultur des 18. und 19. Jahrhunderts sowie den nationalsozialistischen Anfängen. Bezug nehmend auf die kulturellen Parallelen interpretierte Regisseur Winrich Kolbe die Cardassianer als „die Preußen des Universums“.
Piller und Berman beschrieben die Ferengi als „hässliche, sexistische, gierige, kleine Aliens, die nur an Profit interessiert sind und daran, alles in ihre Finger zu bekommen, worauf sie gerade Lust haben.“ Sennewald (2007) bezeichnete sie aufgrund ihres Aussehens und ihres Benehmens als „Karikaturen der ‚gierigen Kapitalisten‘“. Cowan (2010) nannte als Beispiel für einen solchen Kapitalisten Gordon Gekko, den skrupellosen Finanzinvestor in dem Börsendrama Wall Street. Anhänger der Serie wie auch Winn (2003) sahen in dieser Charakterisierung starke Ähnlichkeiten mit gängigen antisemitischen Stereotypen. Pareles (1996) bezeichnete die Ferengi in der New York Times als „Shylocks des Weltraums“ und verglich sie damit bezüglich ihrer kapitalistischen Veranlagung mit dem jüdischen, Wucher treibenden Geldverleiher in der Shakespeare-Komödie Der Kaufmann von Venedig.
Winn (2003) sah in der Figur Nog und dessen Verwandlung von einem „niederen und verabscheuungswürdigen“ Ferengi in einen ehrbaren Sternenflottenoffizier ein Beispiel für interkulturelle Probleme in der Serie. In den ersten drei Staffeln verhalte sich Nog auf eine für Ferengi stereotypische Weise, indem er lügt, betrügt und stiehlt, und somit wie ein Enfant terrible. Ab der dritten Staffel, in der sich Nog durch seine Entscheidung, die Sternenflottenakademie zu besuchen, zu verändern beginnt, scheine er die Werte und das moralisch redliche Verhalten respektablerer Star-Trek-Rassen wie etwa Menschen zu adaptieren, da er nunmehr für Ferengi-untypische Ziele arbeitet. Wichtige Beispiele für seine diesbezügliche Entwicklung seien die Episode Die Belagerung von AR-558 (The Siege Of AR-558, Staffel 7), in der er, ohne Aussicht auf finanziellen Profit, im Kampf für die Föderation sein Leben riskiert und dafür mit dem Verlust seines Beines bezahlt, sowie seine spätere Beförderung zum Lieutenant. In Deep Space Nine komme deswegen die Absicht zum Ausdruck, dass Nogs bewusste Entscheidung, die Mainstream-Kultur des Star-Trek-Universums zu adaptieren, edel und wünschenswert sei. Diesbetreffend erhalte die Serie rassische Stereotypen aufrecht und fördere Assimilation in eine Mainstream-Kultur als den richtigen Weg für die Existenz der ethnisierten „Anderen“.
Auch andere Figuren ändern sich im Laufe der Serie. Vedek beziehungsweise Kai Winn zum Beispiel habe sich, so Raum-Deinzer et al. (2000), von einer arroganten Frau, die verzweifelt auf Visionen der Propheten hofft, aber doch immer das Beste für Bajor wollte, zu einer unkontrollierbaren, hinterhältigen Mörderin entwickelt. Booker (2004) charakterisierte Dukat, der ebenso wie Winn ein Antagonist ist, einerseits als brutalen Rassisten, als völlig skrupellosen politischen Manipulator und als einen Mann, der – inklusive Folter und Massenmord – dazu bereit sei, zum Verfolgen seiner Ambitionen bis zum Äußersten zu gehen. Andererseits sei er ein loyaler Familienmensch, der manchmal den anderen Hauptfiguren hilft, und manchmal scheine es, als sei er selbst ein Opfer der Umstände. Dukats Facetten und Tiefen würden von keinem Schurken in den anderen Star-Trek-Serien erreicht.
Die Episode Wiedervereinigt (Rejoined, Staffel 4) handelt von dem Tabu in der Trill-Kultur, dass es vereinigten Trills verboten ist, eine Beziehung mit einem Partner aus einem früheren Leben zu beginnen. Unter anderem küssen sich darin die vereinigten Trills Jadzia Dax und Lenara Kahn. Kahn ist eine von Dax’ früheren Ehefrauen. Die Drehbuchautoren beabsichtigten mit der Wahl eines weiblichen Wirts für Kahn, das damals tabuisierte Thema Homosexualität aufzugreifen. Der Kuss führte nach der US-Erstausstrahlung der Episode im Oktober 1995 zu übermäßig vielen, in ihrem Tenor aber geteilten Reaktionen von Zuschauern – manche zeigten sich empört, andere begeistert. Seither wird der Kuss unter Anhängern der Serie und in der Literatur als erster gleichgeschlechtlicher Kuss innerhalb von Star Trek rezipiert.
Das Tabu der Wiedervereinigung diene in der Serie, so Stengel (2005), dazu, Sex als gefährlich, aber Freundschaft als lebensnotwendig darzustellen, was sich auch an anderen gesellschaftlichen Beziehungen innerhalb der Serie zeige. Keiko O’Brien zum Beispiel verbringt im Serienverlauf berufsbedingt immer weniger Zeit mit ihrem Ehemann Miles, dieser dafür umso mehr Zeit mit Julien Bashir. Miles O’Brien, so Stengel weiter, verlasse sich dadurch nicht auf seine Frau, um emotionale Intimität zu behalten. Statt eines sozialen Abstiegs durch eine scheiternde Ehe sei diese Situation eine Stärkung des gesellschaftlichen Zusammenhalts auf der Raumstation. Unter anderem aus diesen Beispielen folgernd, hält es Stengel für besorgniserregend, dass in der idealisierten Zukunft von Deep Space Nine Menschen ihre primären Intimitäten nicht sicher innerhalb ihrer romantischen beziehungsweise sexuellen Beziehungen ausleben können. Es bestehe etwa die Gefahr, dass Generationen junger Männer aufwachsen, die ihren Partnern misstrauen und unwillens sind, sich außerhalb platonischer Freundschaften emotional mitzuteilen. Geraghty (2003) betonte, dass die Freundschaft zwischen Bashir und O’Brien eine Reaktion der 1990er Jahre auf Fragen bezüglich der annähernd homosexuellen Beziehung zwischen Kirk und Spock sei, dass sie die Balance wieder herstelle und die Liebe für den jeweils anderen durch die Liebe zu ihren Partnerinnen und der Familie ersetze.

### Religion
In den vorangegangenen Star-Trek-Serien wurden Religion und Geld meist als unnötig und als geringgeschätzt dargestellt, vor allem weil Gene Roddenberry im Rahmen seiner rationalen, humanistischen Zukunftsvision davon überzeugt war, dass es sich dabei um primitive Elemente handele, die die Menschheit im 23. und 24. Jahrhundert längst hinter sich gelassen habe. Ira Steven Behr war diesbetreffend anderer Ansicht, auch, weil er es mit der von den Vorgängerserien abweichenden und stärker episodenübergreifenden Handlungsstruktur Deep Space Nines als ermöglicht ansah, Religion und andere, tiefgründigere Themen als einen festen Bestandteil des Lebens in der Zukunft zu behandeln.
Mehrere Autoren verglichen die Themenkreise um den „Abgesandten“ und um die Pah-Geister mit den Bibelgeschichten. Cassidy (2003) etwa erkannte in Siskos Rolle als Abgesandter Parallelen mit Jesus Christus. Ebenso wie Jesus opfere sich Sisko selbst für die Erlösung aller, begebe sich willentlich in einen fürchterlichen Tod, werde durch göttliche Intervention gerettet und körperlich in ein himmlisches Reich transportiert, wo er viel zu lernen habe. Die Darstellung der Pah-Geister ähnele dem christlichen Verständnis vom Teufel, etwa im Evangelium nach Matthäus. Lamp (2010) entdeckte Unterschiede und schrieb, dass die messianische Darstellung Siskos im Vergleich zur Porträtierung Jesu im Neuen Testament in der Serie spürbar abfalle, denn Sisko sei nur allzu menschlich und – obwohl Nachkomme der „Propheten“ – nicht mit außergewöhnlichen moralischen, religiösen oder spirituellen Sinnen ausgestattet. Sisko erfülle die Wünsche der „Propheten“ nicht aus Gehorsam oder um sich dem göttlichen Willen zu unterwerfen, sondern aus Gründen, die in seiner Rolle als Sternenflottenoffizier als angemessen erachtet werden. Linford (1999) war ebenfalls der Auffassung, dass Sisko nichtreligiösen Zwecken Vorrang vor dem religiösen Glauben einräume, und glaubte darin eine „Marginalisierung religiöser Wahrheit“ zu erkennen.
Zu den religiös geprägten Themen in Deep Space Nine gehören auch die in einigen Episoden gezeigten Riten, die Bestandteil der klingonischen Religion sind, darunter der rituelle Selbstmord, den Worfs Bruder Kurn in der Episode Die Söhne von Mogh (Sons Of Mogh, Staffel 4) durchzuführen versucht. Ein anderes, religiöses Thema ist die Vergötterung der Gründer durch die Vorta und die Jem’Hadar. Weil sich die Gründer zu diesem Zweck der Gentechnologie bedienen, kam unter anderem Cowan (2010) zu der festen Überzeugung, dass die Gründer als falsche Götter gelten können. Die kapitalistische Philosophie der Ferengi wurde mehrfach ebenfalls als religiös interpretiert. Für Ferengi ist Kommerz Religion, fand etwa Cowan. Das zeige sich an ihrem Glauben an Transzendenz in das „große materielle Kontinuum“ und in die „himmlische Schatzkammer“ und ähnele realen religiösen Traditionen, darunter denen der alten Ägypter, die ihren Verstorbenen Grabbeigaben für das Leben nach dem Tod bereitstellen.
Trotz Linfords Deutung stellt Deep Space Nine, vor allem wegen des ernsteren und weitaus weniger geringschätzenden Umgangs mit Religion, eine deutliche Abkehr von den säkularen, rationalen Werten der Vorgängerserien dar. Dafür sei Barret und Barret zufolge auch die Episode Jenseits der Sterne (Far Beyond The Stars, Staffel 6) mit der in einem völlig abweichenden, repräsentativen Stil erzählten Geschichte um Sisko alias Benny Russell in hohem Maße beispielhaft. Wenger (2006) sah mit den religiösen Themen der Serie das von Vernunft geprägte Paradigma der Star-Trek-Welt relativiert.
Die Religionsdarstellung in der Serie ist nicht ohne Fehler. Cowan etwa bemerkte, dass sie gefüllt sei mit non sequiturs, logischen Inkonsistenzen und offenen Fragen. Johnson-Smith (2005) verwies auf die nicht im Voraus geplante Handlung als Ursache dafür, dass sich Sisko, obwohl er den Wurmlochwesen bei der ersten Begegnung noch völlig unbekannt war, in der siebten Staffel als ihr Kind herausstellt.

## Kritik

### Zeitgenössische Kritik
Zu Beginn der US-Erstausstrahlung bemängelte die New York Times, dass Deep Space Nine neben anderen, damals neuen Serien wie Time Trax und Space Rangers der Erwartungshaltung an Science-Fiction nicht gerecht werde, weil sie den Fokus auf die Zukunft vermissen lasse. Statt eines Schrittes vorwärts von der über 26 Jahre dauernden Ära von Raumschiff Enterprise vermittelten die Serien eine Art von Déjà-vu und böten unter ihrer futuristischen Oberfläche altbekannte, meist von früheren Fernsehserien und Spielfilmen geborgte Prämissen und Handlungen. Die Produzenten der neuen Serien hätten das Star-Trek-Konzept und dessen militärisches Modell, in dem die Hauptcharaktere hierarchisch aneinander gebunden sind, so „sklavisch“ wiederholt, dass sie dabei die Chance verpasst hätten, andere Arten der sozialen Organisation zu erforschen. Wenigstens, so das Blatt weiter, sei Deep Space Nine wegen der großen Vielfalt an Spezies auf der Raumstation gut genug dafür, sich gegen ethnische Vorurteile zu stellen.
Die Drehbuchautoren und Produzenten erhielten unter anderem per Post oder während Conventions Kritik von Fans. Zum Beispiel kritisierten die Anhänger während der US-Erstausstrahlung der zweiten Staffel Geschichten mit philosophischen und intellektuellen Themen wie Religion und Politik und äußerten die Wünsche, die Stationsbesatzung stärker mit Außenstehenden interagieren und mehr reisen zu lassen sowie gefährlicheren Situationen auszusetzen.
Showrunner Ira Steven Behr sagte anlässlich des Endes der Serie 1999, dass Deep Space Nine während der Erstausstrahlung von den Medien und den Zuschauern zu wenig Aufmerksamkeit erhalten habe. Wahrscheinliche Gründe dafür seien die Konzentration vieler Kritiker auf die parallel ausgestrahlten Star-Trek-Fernsehserien und die episoden- und staffelübergreifenden Handlungsbögen, die neuen Zuschauern das Verständnis erschwert hätten. Von einem solchen Aufmerksamkeitsmangel sprachen auch Robb (2012) und Owen (1999). Auch in Deutschland hielt sich die Aufmerksamkeit von Seiten der Kritik während der Erstausstrahlung in Grenzen. Zumindest das Fernsehmagazin Gong äußerte sich 1994 zum Pilotfilm und beanstandete ihn als „langatmig“ und „pseudo-intellektuell“.
In einer circa 1997 durchgeführten Umfrage des US-Fernsehmagazins TV Guide wurde die Episode Der Besuch (The Visitor, Staffel 4) zur besten Star-Trek-Episode aller Zeiten gewählt.
An der deutschen Synchronisation wurde unter anderem die Wahl mancher Episodentitel beanstandet. Zum Beispiel klinge der deutsche Titel Der undurchschaubare Marritza für die Episode Duet unpassenderweise mehr wie eine „billige Verwechslungskomödie“, so Raum-Deinzer et al. (2000). Kritisiert wurde außerdem, dass manche Namen falsch ausgesprochen werden. Ein Beispiel ist die Figur Winn, die in den ersten beiden Staffeln fälschlicherweise Wunn genannt wird.

### Spätere Bewertungen
2013 hob die Internet-Zeitung Hollywood.com das Thema Personenvielfalt hervor, denn 1993 sei es verglichen mit heutigen Fernsehserien ein „triumphaler Balance-Akt“ gewesen, dass Deep Space Nine klargemacht habe, dass Rasse und Ethnizität nur ein Teil der Einzigartigkeit jeder Figur gewesen seien. „Revolutionär“ sei es gewesen, mit Avery Brooks einen Afroamerikaner als Protagonisten für eine Serie zu besetzen, die sich nicht primär an ein afroamerikanisches Publikum richtet. Mit Alexander Siddig die möglicherweise erste arabischstämmige Hauptfigur im Drama-Genre des US-amerikanischen Primetime-Fernsehens zu besetzen, sei „bahnbrechend“ gewesen.
Manche Kritiker, darunter Autoren des Time Magazine (2012) und der Tageszeitung Milwaukee Journal Sentinel (1999), hielten Deep Space Nine für die beste Star-Trek-Fernsehserie. In letzterem Blatt hieß es zur Begründung unter anderem, dass die Kontinuität – etwa durch die Vielzahl wiederkehrender Nebenrollen – viel stärker als in den Vorgängerserien ausgeprägt sei. Mit ihren langen Handlungsbögen habe die Serie ihren regelmäßigen Zuschauern ein bei Star Trek zuvor nicht erreichtes Niveau an Realismus und Glaubwürdigkeit geboten. Die österreichische Zeitung Die Presse hob 2004 die intensive Entwicklung der Charaktere und klar gezeichnete Spannungsbögen als Begründung hervor. Zudem gehörten die Dialoge zwischen Odo und Quark zum Amüsantesten, was die Autoren im Star-Trek-Universum je generiert haben. Das Webzine The Internet Review of Science Fiction beurteilte das Figurenensemble 2008 als das interessanteste der fünf Realfilm-Star-Trek-Serien. Wegen des Dominion-Krieges beinhalte die Serie „vieles vom reichhaltigsten und aufregendsten Drama“ des Star-Trek-Franchise. Zudem habe die Serie trotz konzeptueller Gemeinsamkeiten mit Babylon 5 ihre Unterscheidbarkeit bewahrt.
Ian Johnson-Smith lobte in seinem Buch American Science Fiction TV (2005) die Infragestellung der hegemonischen Ideologie der Sternenflotte in höheren Staffeln als „erfrischend“. Allerdings beanstandete er, dass die Serie wegen ihrer völligen Zentrierung auf die Charaktere nicht effektiv genug sei: Der Krieg gegen das Dominion und Cardassia werde ausschließlich in Form von individuellen Erfahrungen der Protagonisten und Antagonisten und nicht in seiner größeren Bedeutung thematisiert; die Serie versuche nicht, die persönlichen oder individuellen Erfahrungen einer kleinen Gruppe von Offizieren zu verlassen. Demgegenüber lobte die Zeitschrift Space View (1998) die Drehbuchautoren dafür, dass sie sich dem Thema Krieg mit der entsprechenden „epischen Breite“ gewidmet hätten. Die Figuren hätten „sichtlich keinen ‚Spaß‘ am Krieg“ und die kriegsbedingt in ihnen hervorgerufenen Veränderungen wie etwa Verzweiflung, Hoffnungslosigkeit und Wut seien ausgesprochen subtil und deshalb „überzeugend und eindringlich“ umgesetzt. Darüber hinaus lobte die Space View die Serie für die „ungewöhnlich vielen“ Mainstream-Elemente, etwa die persönlichen Beziehungen der Figuren (1997); für das Szenenbild, das das „wohl phantasievollste und aufwendigste“ der damaligen Serien sei (1998), und für die „atemberaubenden Spezialeffekte“.
Buchautor Johnson-Smith (2005) kritisierte, dass die Serie viel Zeit in alleinstehende, leichtgewichtige Episoden investiere, die von der übergeordneten, um den Dominion-Krieg kreisenden Handlung eher ablenkten, als diese in irgendeiner Hinsicht auszugestalten. Zum Beispiel verbringen Ezri Dax und Worf als Gefangene der Breen und des Dominion mehr Zeit damit, über ihre Beziehung zueinander als über den Widerstand gegen ihre Entführer zu sprechen.
Der langjährige Herausgeber des US-amerikanischen Star-Trek-Magazins, Brian J. Robb, urteilte 2012, dass die Serie zu komplex für das episodische Fernsehen gewesen sei und zu viele Handlungsstränge und Charaktere verfolgt haben mag, die Welt von Star Trek ohne Deep Space Nine aber weitaus uninteressanter gewesen wäre. Die Serie habe ein „interessantes Anti-Star-Trek-Experiment“ mit „schonungsloser“ Erzählweise und Serialisierung gewagt und sei auch deswegen – im Gegensatz zu Raumschiff Voyager und Enterprise – kreativ erfolgreich geworden.
Zur DVD-Erstveröffentlichung 2003 erschienen auf einschlägigen Review-Websites Rezensionen zu den Staffeln. DVD Talk etwa lobte die Kontinuität zu Das nächste Jahrhundert, denn vom Aufgreifen bestehender Handlungsstränge anstelle des Erfindens neuer Außerirdischer profitiere die Serie, zumindest in der ersten Staffel. Von wenigen Episoden abgesehen, gab es von DVD Center, Filmszene.de und DVD Verdict wenig Zustimmung für die ersten beiden Staffeln. DVD Verdict etwa sprach über die zweite Staffel von einem „uneinheitlichen Flickwerk aus Themen und Kurskorrekturen“. Die Seite beanstandete zudem die Lösung astrophysikalischer Probleme in der Serie als oftmals zu simpel, etwa wenn Kira und Bashir dem Spiegeluniversum entfliehen, indem sie denselben Kurs und dieselbe Geschwindigkeit verwenden. Die Staffeln 3, 4 und 5 erhielten von DVD Talk und DVD Center Lob für die stärkere Konzentration vieler Episoden auf die Dominion-Rahmenhandlung und das Fortführen bestehender Handlungsstränge, während DVD Verdict in der vierten Staffel wegen vieler inkonsequent wirkender Episoden die bisher schwächste sah und die Ergänzung der Besetzung um die Figur Worf als unnötig empfand. Auf der Seite hieß es weiterhin, dass Avery Brooks’ „übertriebenes, dramatisches Schauspiel“ in der dritten Staffel Sinn zu ergeben beginne, da Sisko nun öfters im Stress sei. Unter allen Staffeln erhielt die sechste Staffel die positivste Resonanz, DVD Talk zufolge vereine die Staffel alle Stärken der Serie, und zwar „exzellentes Geschichtenerzählen“ durch einen kohäsiven Handlungsbogen, gut entwickelte, dreidimensionale Charaktere und die Bereitschaft, sich all den Zwischentönen zu stellen, die schwierige ethische Probleme mit sich brächten. Während die Rezensenten über die Einführung der Figur Ezri Dax in der siebten Staffel geteilter Meinung waren, beanstandete DVD Verdict, dass im finalen, 10-teiligen Handlungsbogen zu viele Dinge in zu kurzer Zeit geschähen und die Qualität der Drehbücher auf Kosten des Serienabschlusses gegangen sei.

## Auszeichnungen
Deep Space Nine wurde für zahlreiche Preise nominiert und einige Male prämiert, hauptsächlich in technischen Kategorien. Insgesamt 32 Nominierungen gab es für den Emmy, je Staffel eine in den Kategorien Make-up und Frisur sowie mehrfach in den Kategorien Künstlerische Leitung, Musik, Visuelle Spezialeffekte und Kostümdesign. Vier Prämierungen gab es, darunter eine für die Titelmelodie sowie zwei für das Make-up in den Episoden Tosk, der Gejagte (Captive Pursuit, Staffel 1) und Ferne Stimmen (Distant Voices, Staffel 3).
Darüber hinaus wurde die Serie fünfmal mit dem ASCAP Award für die beste Fernsehserie ausgezeichnet. Acht Nominierungen gab es für den Saturn Award, davon vier in der Kategorie Beste Syndication-/Kabel-Fernsehserie. Außerdem gab es zwei Nominierungen für den renommierten Science-fiction-Preis Hugo Award.

## Adaptionen

### Adaptionen durch andereStar-Trek-Produktionen
Die zweiteilige Episode Geheime Mission auf Celtris Drei (Chain of Command) der sechsten Staffel von Das nächste Jahrhundert wurde im Dezember 1992 erstausgestrahlt, wenige Wochen vor dem Beginn von Deep Space Nine. Zwecks inhaltlicher Kontinuität führte sie den Zuschauer in den Rückzug der Cardassianer vom Planeten Bajor ein und war ursprünglich als Crossover mit Deep Space Nine geplant. Ein solches wurde wenige Monate später mit dem Zweiteiler Der Moment der Erkenntnis (Birthright) umgesetzt, der auf der Raumstation spielt und auch von Deep Space Nine-Charakteren handelt. Ein Crossover stellt auch der Pilotfilm Der Fürsorger (1995) von Star Trek: Raumschiff Voyager dar, der als einen Handlungsort ebenfalls die Raumstation beinhaltet. Auch deswegen handelt es sich bei Raumschiff Voyager um ein Spin-off von Deep Space Nine. Im Kinofilm Star Trek: Der erste Kontakt (1998) spielt auch das Raumschiff Defiant eine Rolle; die Drehbuchautoren des Films planten ursprünglich, es in der Handlung zerstören zu lassen. Von der Vorgeschichte des Sternenflottengeheimdienstes Sektion 31 erzählt die Prequel-Serie Star Trek: Enterprise (2001–2005) in mehreren Episoden. Sektion 31 wird auch im zweiten Kinofilm der alternativen Zeitlinie, Star Trek Into Darkness (2013), erwähnt. Sie ist ebenso Teil der Handlung mehrerer Episoden von Star Trek: Discovery (2017–2024), sowie titelgebend für den Spin-off-Spielfilm Star Trek: Sektion 31 (2025).
Nach dem Ende der Erstausstrahlung von Deep Space Nine wurden die Episode Valiant (Staffel 6) und eine der darin gezeigten Crew ähnelnde Mannschaft aus Sternenflottenkadetten in die Überlegungen zu einer neuen Star-Trek-Fernsehserie einbezogen.

### Romane

#### Überblick
Die Fernsehserie wurde für über 70 Romane adaptiert, die im US-Verlag Pocket Books, einem Imprint von Simon & Schuster, ab 1993 veröffentlicht wurden. In den 1990er Jahren erschienen davon etwa fünf bis sieben Titel pro Jahr. Etwa 60 Prozent der Romane wurden auch auf Deutsch herausgegeben. Beginnend 1993 – und damit noch vor dem Start der deutschen Erstausstrahlung – publizierte der Heyne Verlag die meisten deutschen Übersetzungen der bis 1996 auf Englisch erschienenen Bände. Der Verkaufserfolg war für Heyne in Deutschland unbefriedigend, weshalb der Verlag die Erstveröffentlichung deutscher Übersetzungen im Jahr 2000 vorläufig einstellte, ein letzter Band (Sektion 31: Der Abgrund) erschien 2002. Drei Bände publizierte der VGS Verlag 1995 und 1996 erstmals. Der Verlag Cross Cult setzte die deutschen Erstveröffentlichungen 2009 fort. Bei Heyne erscheinen Nachdrucke und Neuauflagen.
Von wenigen Ausnahmen abgesehen, spielen die bis 2000 erstveröffentlichten Romane während der Handlungszeit der Fernsehserie (2369–2375). Anfangs erschienen überwiegend Romane mit abgeschlossener Handlung; ab dem Ende der 1990er Jahre kamen verstärkt Mehrteiler hinzu. Bei acht Romanen handelt es sich um Nacherzählungen von für die Rahmenhandlung besonders bedeutsamen Episoden der Fernsehserie, zu denen die ersten beiden Episoden der ersten, dritten und vierten Staffel und die finale Doppelepisode gehören. Bei den Romanen Verlorener Friede und Beendet den Krieg! handelt es sich um Nacherzählungen der sieben Episoden 124 (Zu den Waffen, Staffel 5) bis 130 (Sieg oder Niederlage?, Staffel 6), die während der Belagerung und der Rückeroberung der Raumstation spielen. Beide Romane gehören zu der vierteiligen Roman-Miniserie Der Dominion-Krieg, die ein Crossover mit der Romanreihe Star Trek: The Next Generation darstellt und deren andere beide Teile die Enterprise-E als Haupthandlungsort beinhalten. Bei Pocket Books erschienen überdies zwölf Romane, die sich an jugendliche Leser richten und vor allem auf Jake Sisko und Nog zentriert sind; auf Deutsch gab Heyne acht davon unter dem Reihentitel Starfleet Kadetten (deutsche Erstveröffentlichung) bzw. Starfleet Academy (höhere Auflagen) heraus.
In einigen Romanen wird die in der Fernsehserie in das Star-Trek-Universum eingeführte Sektion 31 weiter thematisiert, die neben Bashir auch andere, genetisch aufgewertete Personen rekrutiert. Zu den Romanen gehören vor allem die in der Miniserie Sektion 31 enthaltenen, die ebenfalls als Crossover-Serie Verbindungen zu den Romanreihen von Raumschiff Enterprise, Das nächste Jahrhundert und Voyager schafft.

#### Nach Episode 176 handelnde Romane
Mittlerweile über 30 Romane gehören zum sogenannten Relaunch. Dabei handelt es sich um eine auch von Simon & Schuster verwendete Sammelbezeichnung für Geschichten, die die Handlung der Fernsehserie nach der letzten Episode fortsetzen. Marco Palmieri, zumindest bis 2005 Herausgeber und Lektor bei Pocket Books, entwarf einen erzählerischen Rahmen, innerhalb dessen die Geschichten spielen und der – im Gegensatz zum Großteil der vorherigen Romane – die meisten davon zu einer Fortsetzungsgeschichte miteinander verknüpft. Der größte Teil der zum Relaunch gehörigen Romane erschien bei Cross Cult auf Deutsch, übersetzt von Christian Humberg. 13 Romane nummerierte Cross Cult – eine achte und eine neunte Staffel der Fernsehserie suggerierend – mit 8.01 bis 8.10 und 9.01 bis 9.03. Den Auftakt sowohl des Relaunchs als auch der sogenannten achten Staffel bildete der 2001 erstveröffentlichte Roman-Zweiteiler Offenbarung, dessen Handlung drei Monate nach dem Ende der finalen Doppelepisode Das, was du zurücklässt einsetzt.
Die zur Fortsetzung der Fernsehserie gehörenden Romane führen einige Hauptfiguren neu ein und rücken andere Star-Trek-Nebenfiguren in den Mittelpunkt des Geschehens. Die einst am Ende der Fernsehserie Das nächste Jahrhundert zum Maquis übergelaufene Bajoranerin Ro Laren etwa wird neue Sicherheitschefin auf Deep Space Nine. Elias Vaughn wird erster Offizier auf der Station und Kommandant der Defiant, mit der er eine Forschungsexpedition in den Gamma-Quadranten anführt. In den Romanen So der Sohn (8.09) und Einheit (8.10) geht es auch um Wiederentdeckung und Rückkehr des Abgesandten Ben Sisko. Die Romane thematisieren auch die Vorbereitungen zur Aufnahme Bajors in die Föderation.
Mit zum Relaunch von Deep Space Nine gezählt werden auch die Roman-Miniserien Destiny (3 Romane, Englisch 2008, Deutsch 2010), Typhon Pact (8 Romane, Englisch 2010–2012, Deutsch 2013–2014) und The Fall (5 Romane, Englisch 2013, Deutsch ab 2015). Bei ihnen handelt es sich um Crossover mit anderen Star-Trek-Romanserien, insbesondere mit The Next Generation und Titan. Die Romane bauen inhaltlich sowohl aufeinander als auch auf den Romanen auf, die die Fernsehserien Deep Space Nine beziehungsweise Das nächste Jahrhundert fortsetzen. Den Ausgangspunkt der in ihnen erzählten Geschichten bildet ein verheerender Angriff der Borg auf zahlreiche Welten im Alpha- und Beta-Quadranten, der weitreichende Verwüstungen und über 60 Milliarden Todesopfer verursacht. Das Machtgefüge in diesen Quadranten verschiebt sich dadurch dahingehend, dass das Bündnis „Typhon-Pakt“ entsteht, zu dem unter anderem die Romulaner und die Breen gehören und das eine Opposition zur Föderation darstellt. Mitglieder des Typhon-Paktes zerstören in den Romanen Heimsuchung und Schatten die Raumstation Deep Space Nine, wodurch die Sternenflotte in der Folge eine neue, technisch weiterentwickelte, gleichnamige Station errichtet. Vier Bände der Serie The Fall platzierten sich 2013 und 2014 in der Kategorie „Paperback Mass-Market Fiction“, die 25 Plätze umfasst, der Bestseller-Liste der New York Times (siehe Hauptartikel: Star-Trek-Belletristik).

### Kurzgeschichten
Pocket Books verlegte auch einige Anthologie-Bände, die Kurzgeschichten enthalten. Die nachfolgend genannten Anthologien sind noch nicht auf Deutsch erschienen. Der 1999 veröffentlichte Band The Lives of Dax enthält zehn Kurzgeschichten mit Biografien der Dax-Symbionten und einer Rahmengeschichte, die nach dem Ende der Handlung der Fernsehserie spielt, weswegen der Band auch zum Relaunch gezählt wird. Prophecy and Change erschien mit zwölf Kurzgeschichten 2003 anlässlich des 10-jährigen Erstausstrahlungsjubiläums. Der nicht innerhalb der Hauptreihe Deep Space Nine erschienene Band Tales of the Dominion War erzählt in ebenfalls zwölf Kurzgeschichten von den Auswirkungen des Dominion-Krieges auf die Föderation und andere Welten, wobei auch die Crews aus anderen Star-Trek-Romanhauptreihen bzw. -Fernsehserien fokussiert werden. In der zehnbändigen Anthologie-Reihe Strange New Worlds, die 209 Star-Trek-bezogene Kurzgeschichten enthält, befinden sich mindestens 26, auf Deep Space Nine zentrierte.

### Comics
Der US-Verlag Malibu Comics veröffentlichte 1993 bis 1995 Deep-Space-Nine-bezogene Comics. Dazu gehört eine in 32 Nummern, überwiegend in monatlichem Rhythmus erschienene Reihe von Heften mit meist je einer Geschichte, teilweise mit je zwei oder drei Geschichten. Die ersten vier Nummern gab der Robert Gabor Verlag 1994 und 1995 mit dem Untertitel Faszinierende Weltraum-Abenteuer auf Deutsch heraus. Ferner erschienen bei Malibu einige One Shots und Comic-Miniserien, etwa zentriert auf den Maquis oder auf Worf. Vier Hefte von 1994 und 1995, von denen je zwei bei Malibu und bei DC Comics erschienen, stellen ein Crossover von Deep Space Nine mit Das nächste Jahrhundert dar; auf Deutsch veröffentlichte der Carlsen Verlag diese Comics 1995 in dem Band Die Wurmloch-Falle.
Beim US-Verlag Marvel Comics erschienen von 1996 bis 1998 die monatlichen, auf Deutsch unveröffentlicht gebliebenen Comic-Heftreihen Star Trek: Deep Space Nine (15 Ausgaben) und Star Trek: Starfleet Academy (19 Ausgaben). In der letztgenannten Reihe ist Nog eine Hauptfigur. Im US-Verlag Wildstorm (2000/01) und Deutsch übersetzt im Dino Verlag (2002) erschienen die je vierteiligen Miniserien N-Vector, die nach dem Ende der Handlung der Fernsehserie spielt, und Divided We Fall (Deutsch: Symbiose), die ein Crossover mit Das nächste Jahrhundert bildet. Die 2009/10 bei IDW Publishing erschienene Miniserie Fool’s Gold blieb auf Deutsch bislang unveröffentlicht (Stand: 18. April 2015).

### Andere literarische Adaptionen
Inhalte der Serie wurden nicht nur in erzählender Literatur verarbeitet. Dazu gehören zwei auch auf Deutsch übersetzte Bücher, die sich mit den 285 Erwerbsregeln der Ferengi befassen.
- Die Erwerbsregeln der Ferengi (Heyne Verlag 1997), von Ira Steven Behr, enthält alle Erwerbsregeln.
- Die Mythen und Legenden der Ferengi (Heel Verlag 2000), von Behr und Robert Hewitt Wolfe, stellt eine Sammlung von Geschichten und philosophischen Betrachtungen rund um die Erwerbsregeln dar.
- Das technische Handbuch (Heel 1999), vom Szenenbildner Herman Zimmerman sowie Rick Sternbach und Doug Drexler, enthält Wissen rund um die Technik von Raumstation und Defiant.
- Cap’n Beckmessers Führer durch Star Trek Deep Space Nine (Heyne 2000), von Phil Farrand, ist eine Sammlung von Fehlern, Ungereimtheiten und Pannen, zumindest aus den ersten vier Staffeln.

Zu den Sachbüchern, die sich mit mehreren Star-Trek-Produktionen befassen, gehört etwa Die visuelle Enzyklopädie: Die ganze Welt von Raumschiff Enterprise (Dorling Kindersley 2013). Für 2024 angekündigt wurde zudem das „Illustriertes Handbuch: Deep Space Nine & die U.S.S. Defiant“ (Cross Cult Entertainment Verlag) angekündigt. Es beschäftigt sich auf 201 Seiten explizit um die Deep Space Nine und das Raumschiff Defiant.
Von 1993 bis 1998 erschien in den USA die Zeitschrift The Official Star Trek: Deep Space Nine Magazine in 25 Ausgaben, von 1996 bis 1997 in 15 Ausgaben eine Posterzeitschrift. Die Serie war darüber hinaus wichtiges Thema von Zeitschriften, die sich mit Star Trek oder Science-Fiction-Produktionen allgemein beschäftigen.
Auf Fan-Fiction-Websites veröffentlichten Fans der Serie selbstgeschriebene Geschichten. Allein auf FanFiction.net, der größten dieser Plattformen, sind über 1300 Geschichten abrufbar, die von Deep Space Nine erzählen (siehe auch: Star-Trek-Fan-Fiction).

### Computerspiele
Sowohl auf Englisch als auch auf Deutsch erschienen vier Videospiele, die von Deep Space Nine handeln. Angegeben sind die Plattformen, für die die Spiele auf Deutsch erschienen.
- Crossroads of Time ist ein 1995 erschienenes Action-Adventure sowohl für Sega Mega Drive als auch für Super Nintendo, in dem der Spieler, sich in der Rolle von Benjamin Sisko befindend, verschiedene mysteriöse Zwischenfälle an Bord der Station aufklären muss.
- Harbinger ist ein Abenteuerspiel für DOS von 1996, in dem der Spieler als diplomatischer Botschafter der Föderation einen Mord auf der Raumstation aufzuklären hat.
- The Fallen ist ein Third-Person-Shooter für Microsoft Windows von 2001, in dem der Spieler wahlweise als Benjamin Sisko, Kira Nerys oder Worf die Aufgabe hat, die verschollenen Drehkörper der Pah-Geister zu finden.
- Dominion Wars ist ein Echtzeit-Strategiespiel für Microsoft Windows von 2001, in dem der Spieler bis zu sechs Raumschiffe gleichzeitig kommandiert und am Krieg gegen das Dominion teilnimmt.

Teile der Serie wurden zudem in anderen Star-Trek-Videospielen verarbeitet, darunter dem MMO-RPG Star Trek Online. Das 2010 erschienene und von Keen Games entwickelte Browserspiel Star Trek: Infinite Space ist zeitlich und thematisch während der vierten und fünften Staffel angesiedelt. Das Studio gab seine Entwicklung 2012 wieder auf, nachdem sich kein Nachfolger für den Publisher Gameforge gefunden hatte.

### Englischsprachig
- Jeff Ayers: Voyages of Imagination. The Star Trek Fiction Companion. Pocket Books, New York 2006, ISBN 978-1-4165-0349-1.
- Michèle und Duncan Barrett: Star Trek: The Human Frontier. Routledge, New York 2001, ISBN 0-415-92982-2.
- M. Keith Booker: Science fiction Television. Praeger Publishers, Westport 2004, ISBN 0-275-98164-9.
- Douglas E. Cowan: Sacred Space – The Quest for Transcendence in Science Fiction Film and Television. Baylor University Press, Waco (TX) 2010, ISBN 978-1-60258-238-5.
- Terry J. Erdmann, Paula M. Block: Star Trek: Deep Space Nine Companion. Pocket Books, New York 2000, ISBN 0-671-50106-2.
- Chris Gregory: Star Trek. Parallel Narratives. St. Martin’s Press, New York 2000, ISBN 0-333-74489-6.
- Marnie Nolton: Cardassian “Monsters” and Bajoran “Freedom Fighters”. In: Jason T. Eberl, Kevin S. Decker (Hrsg.): Star Trek and philosophy. The wrath of Kant. Open Court, Chicago 2008, ISBN 978-0-8126-9649-3, S. 185–200.
- Nancy R. Reagin (Hrsg.): Star Trek and History. John Wiley & Sons, Hoboken (NJ) 2013, ISBN 978-1-118-16763-2.
- Brian J. Robb: A Brief Guide to Star Trek. The Essential History of the classic TV Series and the movies. Constable & Robinson, London 2012, ISBN 978-1-84901-514-1.
- David K. Seitz: A Different Trek. Radical Geographies of Deep Space Nine. University of Nebraska Press, Lincoln (NE) 2023, ISBN 978-1-4962-3542-8.
- Sebastian Stoppe: Is Star Trek Utopia? Investigating a Perfect Future. McFarland, Jefferson (NC) 2022, ISBN 978-1-4766-8636-3.
- J. Emmett Winn: Racial Issues and Star Trek’s Deep Space Nine. In: Kinema (University of Waterloo), Frühjahr 2003.

### Deutschsprachig
- Armin Breitenbach: Deep Space Nine. Hinter den Kulissen der Raumstation. Heel Verlag, Königswinter 1995, ISBN 3-89365-450-X.
- Mike Hillenbrand, Thomas Höhl:
  - Dies sind die Abenteuer – Star Trek 40 Jahre. Heel Verlag, Königswinter 2006, ISBN 978-3-89880-668-8.
  - Star Trek in Deutschland. „Wie Captain Kirk nach Deutschland kam“. Heel Verlag, Königswinter 2008, ISBN 978-3-86852-006-4.
- Moviestar-Sonderheft Nr. 5/1994: Star Trek: Deep Space Nine. Medien-, Publikations- und Werbegesellschaft mbH, Hille 1994.
- Uwe Raum-Deinzer, Michael Peinkofer, Inken Ebinger, Jürgen Krainhöfner: TV Highlights Serien Hits Science Fiction 3: Star Trek Deep Space Nine. Medien-, Publikations- und Werbegesellschaft mbH, Hille 2000.
- Michael Peinkofer, Uwe Raum-Deinzer: Das große STAR TREK Buch. Medien-, Publikations- und Werbegesellschaft mbH, Hille 1997, ISBN 3-931608-14-X.
- Reinhard Prahl, Björn Sülter, Torsten Walch: Die Star-Trek-Chronik – Teil 5: Star Trek: Deep Space Nine: Die ganze Geschichte über die Abenteuer der Crew um Captain Sisko. In Farbe und Bunt, Osdorf 2024, ISBN 978-3-95936-460-7.
- Andreas Rauscher: Das Phänomen STAR TREK – Virtuelle Räume und metaphorische Welten. Ventil Verlag, Mainz 2003, ISBN 3-930559-98-6 (Dissertation, Johannes Gutenberg-Universität Mainz).
- Judith und Garfield Reeves-Stevens: Star Trek: Deep Space Nine. Die Realisierung einer Idee. Heyne Verlag, München 1996, ISBN 3-453-10982-1 (Aus dem Englischen übersetzt von Ralph Sander (US-amerikanische Originalausgabe: The Making of Star Trek Deep Space Nine, 1996)).
- Nina Rogotzki et al. (Hrsg.): Faszinierend! STAR TREK und die Wissenschaften. Verlag Ludwig, Kiel 2003, ISBN 3-933598-25-7 (Band 1), ISBN 3-933598-69-9 (Band 2).
- Ralph Sander: Das STAR TREK Universum. Heyne Verlag, München; 1994: Bände 1 und 2, ISBN 978-3-453-07759-1.; 1995: Band 3, ISBN 3-453-07760-1.; 1998: Band 4, ISBN 978-3-453-13370-9.
- Nadja Sennewald: Alien Gender. Die Inszenierung von Geschlecht in Science-Fiction-Serien. transcript Verlag, Bielefeld 2007, ISBN 978-3-89942-805-6.
- Sebastian Stoppe: Unterwegs zu neuen Welten. Star Trek als politische Utopie. Büchner-Verlag, Darmstadt 2014, ISBN 978-3-941310-40-7.
- Julian Wangler: Über den Rand des Universums. Der Dominion-Krieg – Die Jahre 2373 bis 2375. In: S. D. Perry: Star Trek: Deep Space Nine – Offenbarung, Buch 1. Cross Cult (Amigo Grafik), Ludwigsburg 2009, ISBN 978-3-941248-51-9, S. 275–282.
- Christian Wenger: Jenseits der Sterne. Gemeinschaft und Identität in Fankulturen. Zur Konstitution des Star Trek-Fandoms. transcript Verlag, Bielefeld 2006, ISBN 978-3-89942-600-7, S. 112–114.
- Hans J. Wulff: STAR TREK zwischen Wissensagentur und Populärkultur. In: Rogotzki et al. 2003, Band 1, S. 19–40.